# Essen und Trinken in Australien

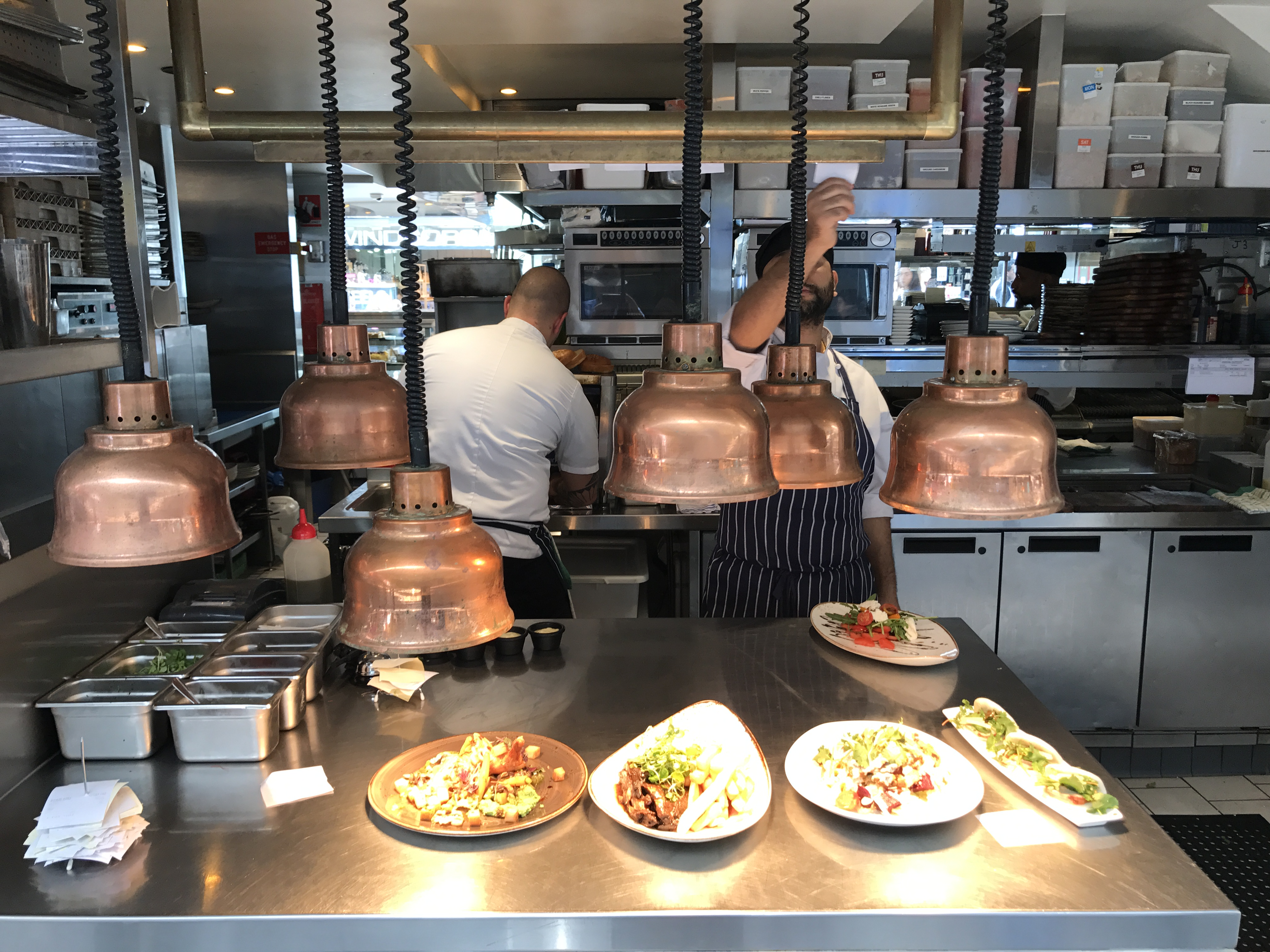
Australische Küche in Brisbane

Essen und Trinken in Australien bezeichnet die Gesamtheit der Nationalküche Australiens und der Getränke des Landes. Hierzu gehört seit etwa 60.000 Jahren das Bush Tucker, also die traditionelle Küche der Aborigines, die ihre Zutaten aus einheimischen Pflanzen und Tieren bezieht. Die englische Küche, die mit den britischen Sträflingen und Siedlern ab dem 18. Jahrhundert in das Land kam, dominierte lange Zeit die Essgewohnheiten der Zuwanderer, bis ab dem 19. Jahrhundert die chinesische Küche Einzug in das Land hielt. Mit der zunehmenden Einwanderung von Italienern und Griechen nach dem Ende des Zweiten Weltkriegs änderten sich langsam die Essgewohnheiten. Unter dem Einfluss zugezogener Migranten aus dem Nahen Osten sowie von Vietnamesen, Thailändern und zahlreichen anderen Nationalitäten entwickelte sich die Modern Australian Cuisine.
Australien hat reiche Vorkommen an Fischen und Meeresfrüchten, auf seinen Weideflächen große Populationen von Schafen und Rindern sowie in den Zonen mit gemäßigtem Klima eine beträchtliche Agrarwirtschaft, was sich auf den Speisekarten des Landes widerspiegelt. Das Barbecue ist beliebt und hat große Tradition in der australischen Esskultur. Viele der australischen Weine genießen eine ausgezeichnete internationale Reputation. Eine ausgeprägte Kaffeekultur ist im Land weit verbreitet.

## Geschichte

### Küche der Aborigines

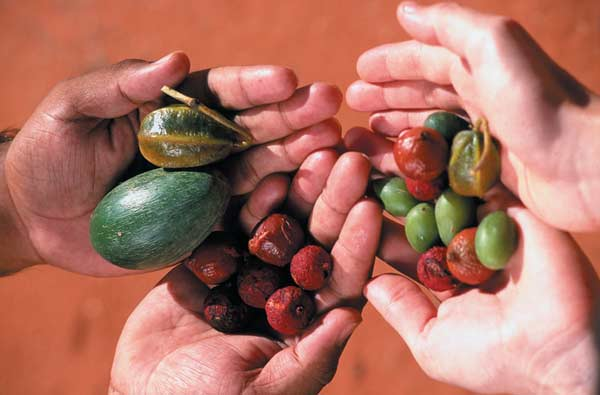
Bush Tucker oder Bush Food

Die traditionelle Ernährung der indigenen Aborigines ist nahrhaft und vielfältig, jedoch war ihr Einfluss auf die moderne australische Küche bis in die 2010er Jahre gering. Traditionelle Gerichte der Jäger und Sammler sind als Bush Food oder Bush Tucker bekannt und werden mit Zutaten aus der Tier- und Pflanzenwelt des Australischen Busches zubereitet. Hierzu gehören Känguru, Emu, Krokodil, Fisch und Meeresfrüchte und Insekten (darunter Maden wie die Witchetty- und Bardee grubs). Zum pflanzlichen Bush Food gehören Quandong, Buschtomate, Yams, Macadamianüsse, Pflanzensamen für Busch-Brot, Anise myrtle (Syzygium anisatum), Davidson plum (Davidsonia jerseyana), Desert lime (Australische Wüstenlimette), Finger lime (Microcitrus australasica), Kakadu plum (Buschpflaume), Lemon aspen, Lemon myrtle (Backhousia citriodora), Mountain pepper (Tasmanischer Bergpfeffer), Muntries (Kunzea pomifera), Riberry (Syzygium luehmannii) und Wattleseeds (Samen der Acaciapflanzen), für die ein Markt besteht, dessen Nachfrage 2017 das Angebot von einheimischen Buschfrüchten übertraf. Die Zahl der von den Aborigines genutzten einheimischen Nahrungsmittel wird auf 5000 geschätzt, was fast 20 Prozent der Flora und Fauna Australiens ausmacht.
Viele dieser Zutaten wurden in die zeitgenössische Küche aufgenommen und finden sich bisweilen auf den Speisekarten von Restaurants und Cafés oder den Regalen von Supermärkten. Der Autor Vic Cherikoff gilt als Bush-Food-Experte und produziert indigene Zutaten. Andere Unternehmen, die sich auf Aboriginal food spezialisiert haben, sind Firmen wie Australian Native Food and Botanicals Gurandgi Munjie Food Company oder Indigiearth und Restaurants wie Orana in Adelaide oder Caveau in Wollongong. Bishop Sessa (Surry Hills), Billy Kwong (Elizabeth Bay), Chiswick (Woollahra) und Bentley (Sydney) gehören zu den Restaurants Sydneys, die heute (2020) die Aromen des Bush Tuckers für ihre Küchen nutzen.

### Entwicklung seit der Ankunft derFirst Fleet
Von der europäischen Besiedlung bis weit ins 20. Jahrhundert orientierte sich die australische Küche an britischen Essgewohnheiten. In der 1788 gegründeten britischen Sträflingskolonie Australien bestand der wöchentlich ausgegebene Proviant an die Angehörigen der First Fleet zunächst aus mitgebrachten, typisch englischen Lebensmitteln wie in Salz eingelegtes Rind- und Schweinefleisch, getrockneten Erbsen, Weizenmehl, Schiffszwieback, Hartkäse, Butter und Essig. Die Offiziere, Marinesoldaten und Seeleute erhielten die vollen Rationen, die männlichen Sträflinge 2/3 davon und die weiblichen Sträflinge 2/3 der männlichen Rationen. Die Vorräte, das Saatgut, die Gerätschaften und das landwirtschaftliche Fachwissen der ersten Siedler erwiesen sich jedoch als unzureichend. Die auf den Schiffen mitgebrachten Tiere wurden nicht zur Aufzucht bzw. Fleischproduktion verwendet. Vor Ort zur Verfügung stehendes Kängurufleisch oder das Fleisch anderer heimischer Tiere wurden von den Neuankömmlingen nur selten verzehrt, abgesehen von Fisch, der jedoch bei der Kolonialverwaltung abgeliefert werden musste und von dort verteilt wurde. Die Neuankömmlinge verachteten Fisch, das einzige damals verfügbare frische Protein. Sie zogen Fleisch vor, denn nach dem Erhalt von Fisch wurde ihre Wochenration von 4 Pound des halbverrotteten Rindfleischs um 2 ½ Pound gekürzt. Die Kolonisten ernteten wenig lokale Pflanzen, außer smilax glycophylla, eine Stechwinde, genannt sweet tea (süßer Tee), und wild wachsenden Spinat. Butter gab es schon kurz nach der Ankunft der First Fleet nicht mehr. Als 1789 das erwartete britische Versorgungsschiff Guardian nicht ankam, wurde die Wochenration für alle auf Weizen, Rindfleisch und Reis gekürzt.

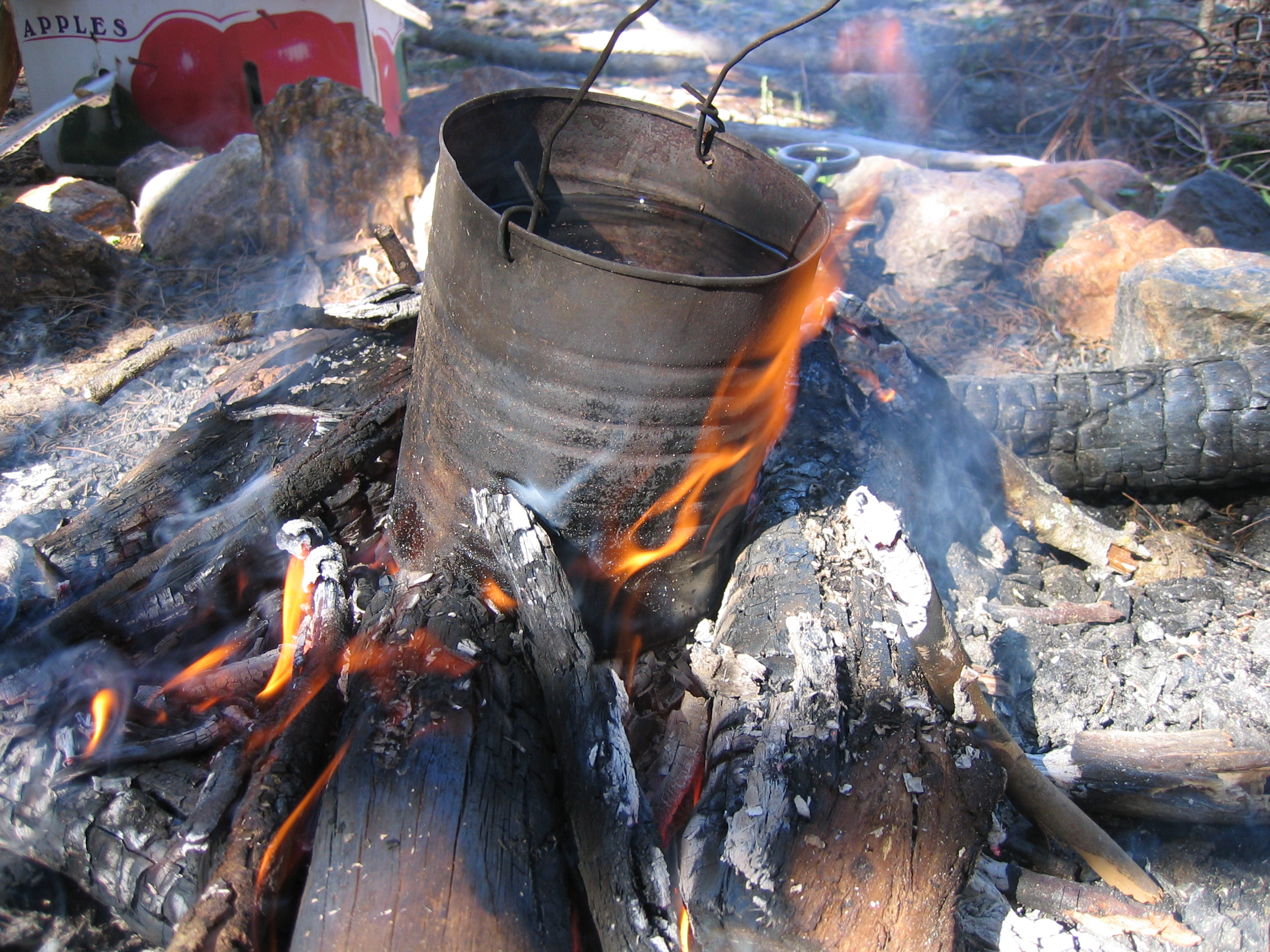
Billycan zur Zubereitung von billy tea

Die ersten fünf Jahre war die Verpflegung äußerst knapp und eintönig, Hunger war weit verbreitet. Als ein englisches Versorgungsschiff auf dem Weg nach Australien Schiffbruch erlitt und zusätzlich die Second Fleet mit weiteren Sträflingen in der Kolonie ankam, drohte 1791 eine Hungersnot. Die Esswaren wurden rationiert und ein Schiff wurde nach Kapstadt ausgesandt, von wo es die benötigten Lebensmittel herbeischaffen sollte. Zur Reduzierung der Zahl der zu verpflegenden Menschen in der Kolonie schickte der erste Gouverneur der Kolonie, Arthur Phillip, einen Teil der Sträflinge mit einem weiteren Schiff auf die Insel Norfolk Island. Erst als er Sträflingen erlaubte Lebensmittel bei Parramatta anzubauen und als Kleinbauern zu siedeln, entspannte sich letztendlich die Situation nach und nach, da für diese Produkte Märkte in Sydney entstanden.
In den 1820er Jahren zogen Viehhalter auf die Weideflächen Australiens und bezahlten Nomadenarbeiter mit Essensrationen. Ein Wochenlohn bestand oft aus 4,5 kg Fleisch, 4,5 kg Mehl, 1 kg Zucker und 100 g Tee. Aus Mehl, Salz und Wasser bereiteten die Arbeiter ein Brot namens Damper zu, das über der glühenden Asche offener Feuer gebacken wurde; dazu grillten sie ein Stück Fleisch und tranken billy tea (benannt nach der billycan, einem leichten Kochtopf aus Metall, der zum Erhitzen des Wassers diente), ein sich am Lagerfeuer tägliches wiederholendes Ritual ohne große Abwechselung. Der von der Sozialreformerin Caroline Chisholm verfasste „Führer für Auswanderer“ (emigrants’ guide) von 1853 bestand aus zwei Seiten und war bis 1864 die einzige bedeutende Sammlung von Kochrezepten. Darin teilte sie die wöchentlichen Rationen in sieben Teile auf und beschrieb sieben verschiedene Kombinationen für die Zubereitung von Fleisch und Mehl. Die australische Kolonie blieb – mit der Ausnahme von Fleisch – in hohem Maß von Importen abhängig, bis sich ab den 1880er Jahren mit dem Bau der Eisenbahn das Hinterland auch für die Landwirtschaft eröffnete, wo nun Weizen, Milch, Zuckerrohr und Obst produziert werden konnten. In den wachsenden Städten übernahmen Pferdewagen die tägliche Versorgung der Häuser in den Vororten mit Brot und Milch; auch der Metzger, der Lebensmittelhändler, der Gemüsehändler und der Eiswagen kamen regelmäßig zu Besuch. James Harrison aus Geelong hatte 1851 die mechanische Kühlung erfunden, aber es dauerte noch ein Jahrhundert, bis Kühlschränke für private Haushalte erhältlich waren.

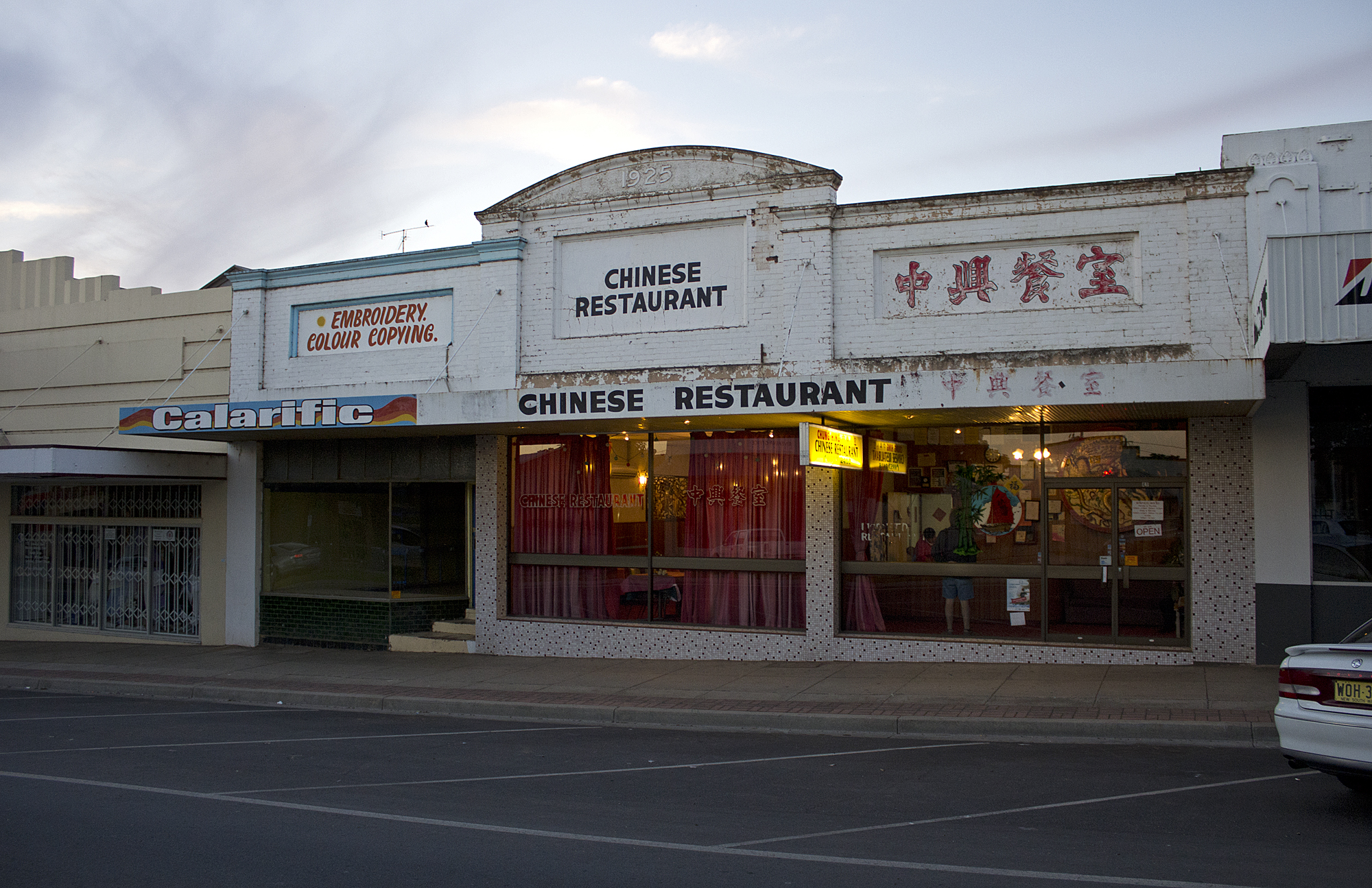
Chinesisches Restaurant im ländlichen Leeton (New South Wales), 2012

Chinesische Goldgräber brachten in der Mitte des 19. Jahrhunderts die chinesische Küche in die Goldfelder Victorias, wo kommerzielle Küchen entstanden, sogenannte cookshops. 1890 war ein Drittel aller Köche in Australien chinesischer Herkunft. Die meisten chinesischen Siedler entstammten der südchinesischen Provinz Guangdong und brachten kantonesische Essgepflogenheiten mit. Viele der chinesischen Einwanderer versorgten Städte und Gemeinden mit in Gärten gezogenem Gemüse. In vielen Städten Australiens bildeten sich Chinatowns heraus, in Melbourne die älteste, in Sydney die größte, dazu in Adelaide, Brisbane und anderenorts. Umgeben von ihren Landsleuten fanden die Siedler ein Gefühl der Zugehörigkeit zu einem fremden, neuen Land. Selbst nach der Unterbrechung der chinesischen Einwanderung durch die White Australia Policy 1901 wurden chinesische Köche bei der Visumserteilung bevorzugt behandelt. In den 1930er Jahren fanden chinesische Restaurants besonders in Melbourne und Sydney weite Verbreitung und galten als sichtbare Zeichen kultureller Vielfalt. Heute befinden sich selbst in den meisten kleineren Ortschaften des Landes chinesische Restaurants, da die chinesische Küche nach wie vor weithin beliebt ist. Die australisch-chinesische Küche unterscheidet sich jedoch von der authentischen chinesischen Küche. Viele Restaurants passten ihre Speisen dem Geschmack und den Gewohnheiten der Australier an, so betrachtet die traditionelle Küche Chinas Gemüse als Hauptgericht, während die westliche Küche Gemüse eher als Beilage sieht; zudem zogen mehr Fleischgerichte in die Speisekarten ein.
Mit dem Zustrom von Einwanderern nach dem Zweiten Weltkrieg hinterließen besonders die Italiener mit ihrer Küche ihre kulinarischen Spuren. Sie bilden die drittgrößte ethnische Bevölkerungsgruppe in Australien. Italienische Gärtner und Gemüsehändler übernahmen die Obst- und Gemüsemärkte von den Chinesen, deren Zahl aufgrund der White Australia Policy geschrumpft war. Auberginen und Zucchini, die der australischen Öffentlichkeit praktisch unbekannt waren, hielten so Einzug in die australische Ernährung. Diskriminierung und Vorurteile führten jedoch dazu, dass italienisches Essen erst ab dem Ende der 1970er Jahre von der Bevölkerung breiter akzeptiert wurde.

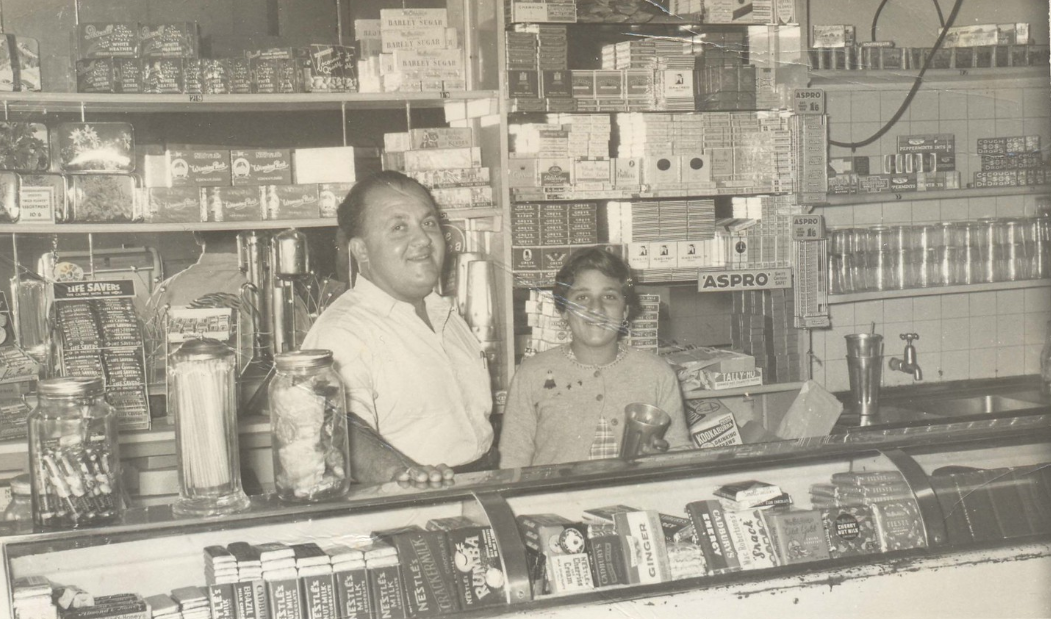
Spiros Fish Cafe & Milk Bar, Goulburn, ca. 1953

Weit verbreitet sind Lunchbox-Anekdoten von Kindern aus Migrantenfamilien der 1970er und 1980er Jahre, die auf dem Schulhof wegen ihres „ethnischen Essens“ gehänselt wurden; oft wurde ihnen unterstellt, dass sie durch die „fremden Zutaten schlecht riechen“ würden. Die australische Ernährungsweise war bis dato immer noch hauptsächlich von Fleisch geprägt, oft dreimal täglich, mit einer stark begrenzten Auswahl von Gemüse. Olivenöl war in der Nachkriegszeit nur bei Apothekern gegen Vorlage eines Rezeptes in Ampullen erhältlich.
Viele eingewanderte Griechen wurden nach dem Zweiten Weltkrieg und während des anschließenden Bürgerkriegs in ihrem Heimatland in Melbourne ansässig, wo eine der größten griechischen Siedlungen außerhalb Griechenlands entstand. Hier führten sie anfänglich meist Milchbars und Cafés. Andere griechische Familien prägten mit ihren Großhandelsunternehmen bis in die Gegenwart die australische Meeresfrüchteindustrie. Mit der verstärkten griechischen Einwanderung der 1950er Jahre stieg auch die Nachfrage nach griechischen Lebensmitteln wie griechischem Joghurt, Feta, Halloumi und Kefalotyri. Zwar nahm in den 1950er und 1960er Jahren die Anzahl der Restaurants in Australien jährlich um 12 bis 14 Prozent zu, jedoch etablierten sich Restaurants mit einem Angebot von traditionellen griechischen Gerichten erst in den 1980er Jahren. Kebabs wie das griechische Gyros oder seine türkischen und arabischen Pendants Döner Kebab und Schawarma waren erstmals 1965 in Sydney erhältlich. Die türkische und libanesische Küche zog mit Einwanderern aus diesen Ländern ein, die verstärkt ab den 1970er bis in die 1990er Jahre in Australien eintrafen. Auch bei diesen Einflüssen zogen anfänglich die Zutaten und Zubereitungsweisen noch ein Naserümpfen der Bevölkerung mit meist angelsächsischer Abstammung auf sich, heute hingegen sind Begriffe wie Falafel, Tahini or Shish fester Bestandteil des australischen Vokabulars. Der Begriff Halal Snack Pack (HSP) für ein Gericht aus Halāl-zertifiziertem Döner-Kebab-Fleisch, fries und einer oder mehrerer Soßen fand 2016 als People’s Choice Word (Wort des Jahres) Einzug in das Macquarie Dictionary. Adelaides Version wird als AB bezeichnet, kurz für afterbirth (Nachgeburt) oder abortion (Abtreibung).

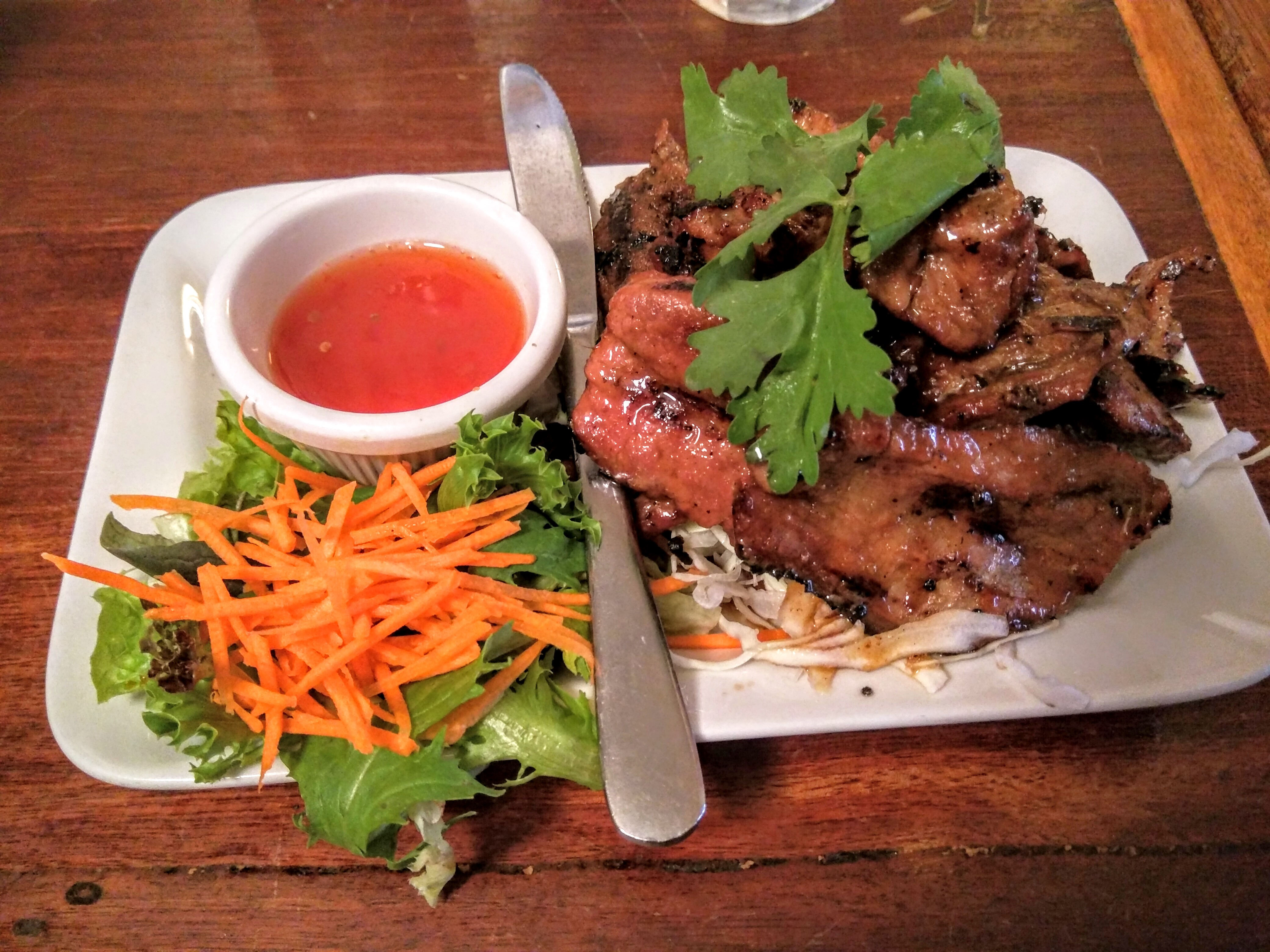
Thai BBQ Pork in Sydney, 2016

Ab den 1970er Jahren fasste die thailändische Küche Fuß in Australien, die anfänglich auf eine wachsende Zahl thailändischer Studenten zielte, dann aber schnell Gefallen bei Einheimischen aller ethnischen Gruppen fand. Schätzungen von 2014 zufolge bot mehr als ein Viertel aller Restaurants im Großraum Sydney zu dieser Zeit Thai Food an.
Vietnamesische Flüchtlinge, die vor dem Vietnamkrieg geflohen waren, brachten in den 1970er Jahren ihre Küche nach Australien. Familiengeführte Restaurants eröffneten bald in Stadtteilen von Melbourne wie Richmond und Footscray oder in Sydney, dort besonders in Cabramatta und Canley Vale. Die meisten Köche der vietnamesischen Küche waren Amateure, die so ein Einkommen erwirtschaften konnten. Zitronenhuhn, süßsaures Schweinefleisch und Bánh mì (besser bekannt als pork roll) fanden in der australischen Bevölkerung regen Anklang.

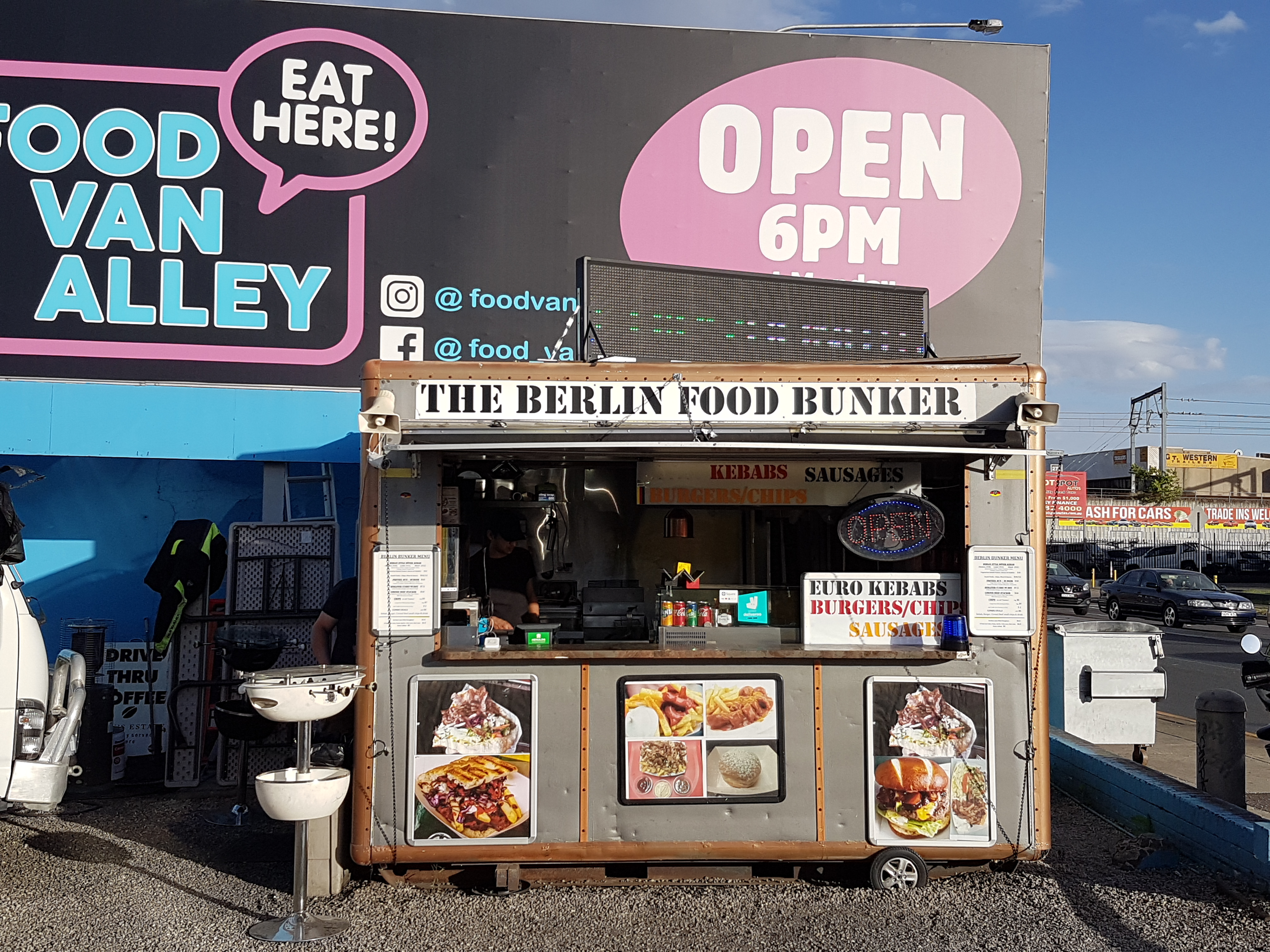
Imbisswagen mit „deutschem“ Fast Food in Parramatta, Sydney, 2019

Einwanderer sehnten sich nach dem Geschmack der Küche ihrer Heimat und passten sich gleichzeitig an die Geschmacksrichtungen ihrer neuen Wahlheimat an. Heute hat die australische Küche zahlreiche Gerichte und Zubereitungsarten aus den Herkunftsländern seiner Einwanderer übernommen, einschließlich der koreanischen, indischen, polnischen, mexikanischen, russischen, japanischen, dänischen, samoanischen Küche und vielen anderen. Selbst die kleinsten australischen Einkaufszentren verfügen über einen Food-Court, in dem mehr als eine „internationale Küche“ angeboten wird, wobei indische, thailändische, chinesische und japanische Gerichte weit verbreitet sind. Je größer der Food-Court, desto umfangreicher ist das Angebot. Das Einkaufszentrum Castle Towers im Nordwesten von Sydney, eins der größten in Australien, bietet 60 verschiedene Auswahlmöglichkeiten. Street-Food-Events mit zahlreichen Anbietern verschiedenster internationaler Gerichte finden regelmäßig statt.
Die Küche des deutschsprachigen Raumes ist jedoch vergleichsweise nur selten zu finden und reduziert sich vielfach auf schnitzels, Kransky sausages and pretzels, also Schnitzel, Krainer Wurst und Bretzel. Eine Ausnahme bildet hierbei South Australia, wo Deutsche ab dem 19. Jahrhundert vermehrt siedelten. In anderen Teilen des Landes beschränkt sich das Angebot auf einige delicatessen-Geschäfte und Restaurants. Die Kette The Bavarian unterhält Restaurants in verschiedenen Städten des Landes. Die Franchise-Kette Lüneburger German Bakery bietet in Sydney und Melbourne Brezeln, Krapfen und Rosinenschnecken sowie Sandwiches und Brot an. Mit der steigenden Beliebtheit von food trucks werden gelegentlich aus dem deutschsprachigen Raum bekannte Imbissgerichte wie Currywurst oder Döner German style angeboten. In den größeren Orten des Landes finden lokale Versionen des Oktoberfests Anklang, auf denen stereotypische Bayerische Küche serviert wird.

### Modern Australian Cuisine
Essen und Trinken in Australien bedeutet nicht nur, das Essen aus dem Land der eigenen Herkunft oder das eines anderen zu genießen. Es wird vielmehr eine einzigartige australische Erfahrung beschrieben, in der Rezepte aus den Herkunftsländern von Migranten mit lokalen Zutaten zu etwas Neuem und Besonderem verschmelzen. Die Mischung aus europäischen Techniken und asiatischen Aromen (anfänglich noch als Fusionsküche umschrieben) ist dabei ein wesentlicher Bestandteil der Speisen der modernen australischen Küche, gerne auch gemischt mit ausgeprägt australischen Aromen wie die der Macadamia nut und der Wattleseeds oder als Degustationsmenü, unter Verzicht auf schwere, butterige Soßen.

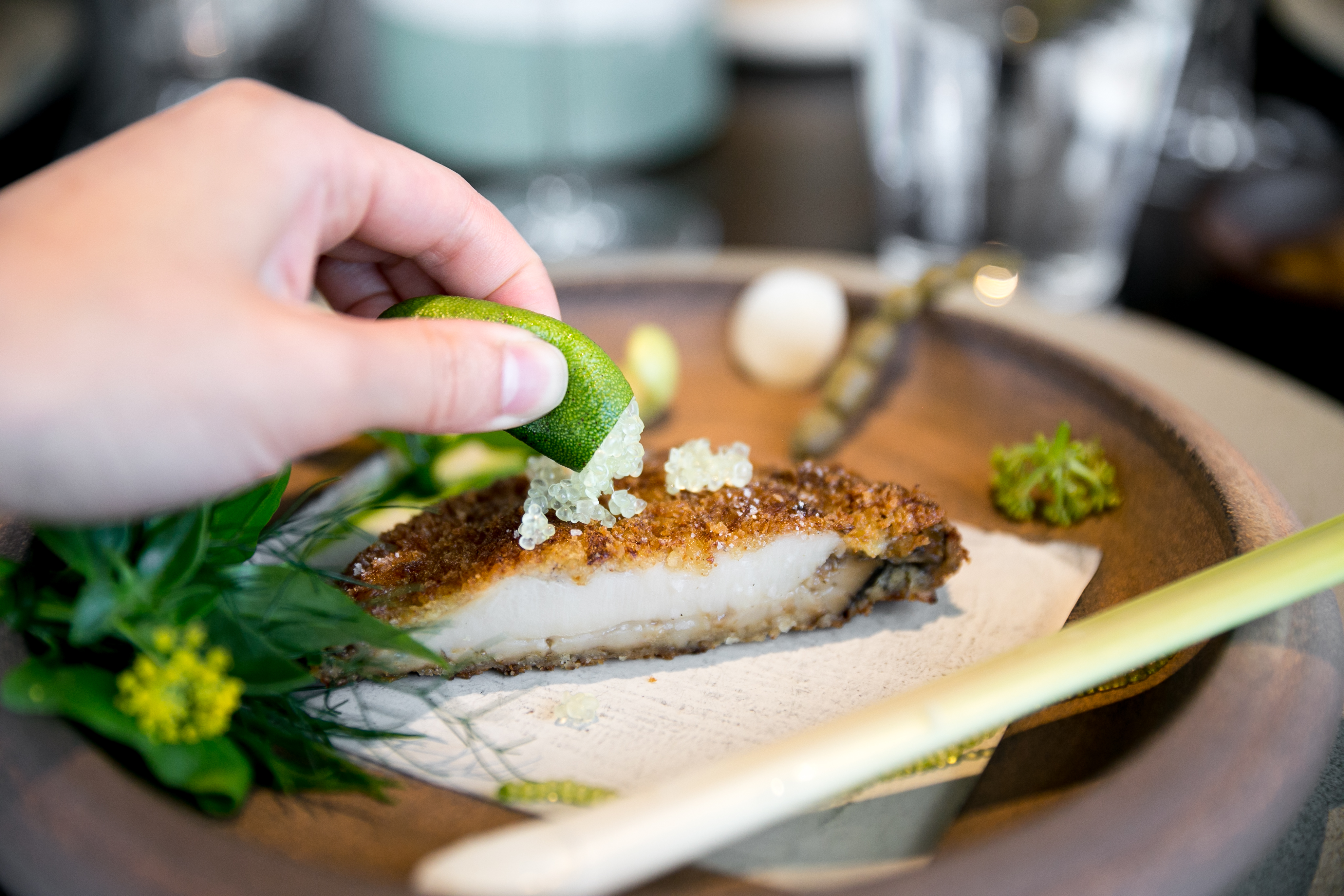
Seeohrenschnitzel mit finger lime und anderen bush-food-Zutaten,
Noma, Sydney 2016

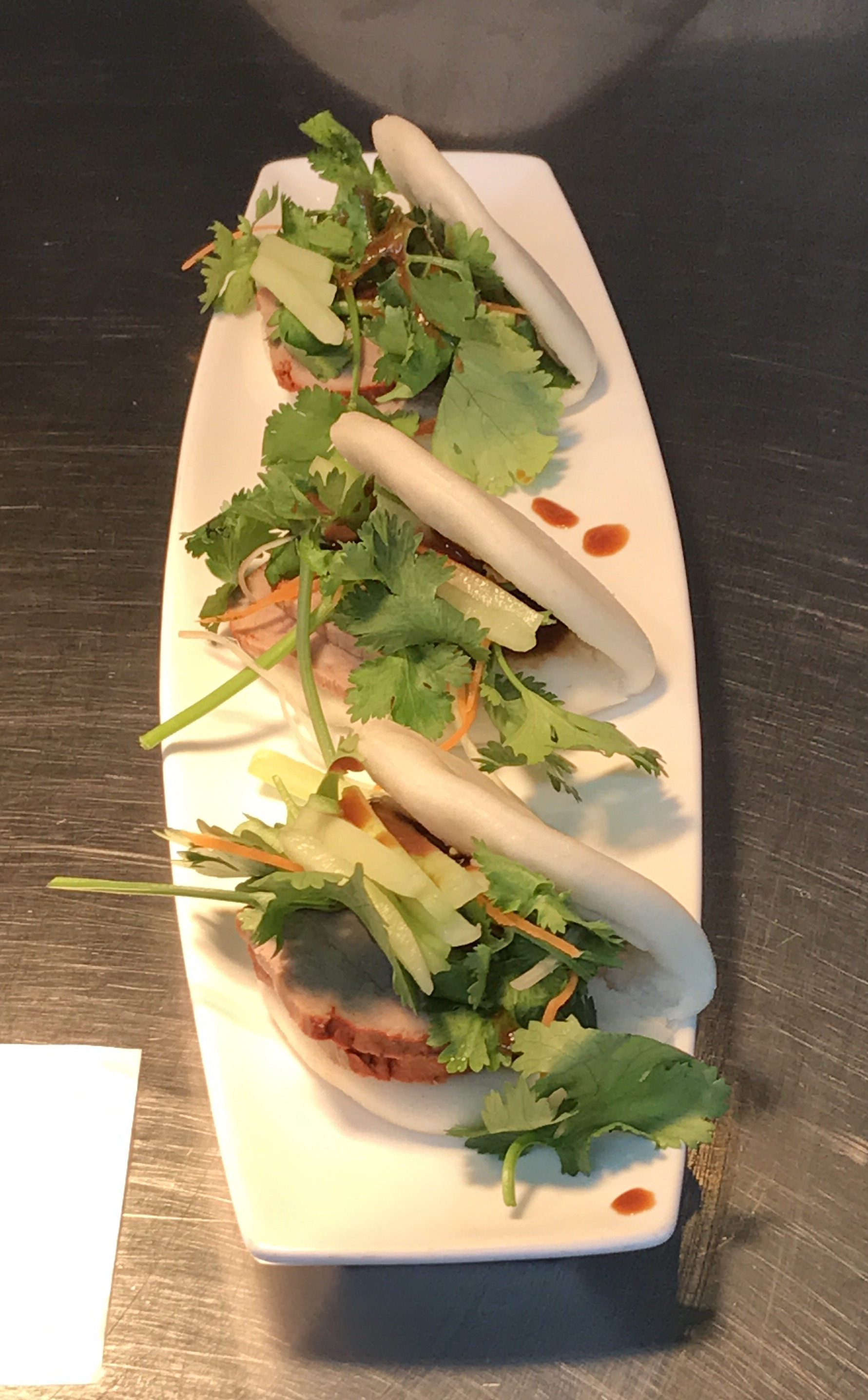
Duck slider, Jimmy’s On The Mall, Brisbane 2017

Der britische Fernsehkoch Keith Floyd beschrieb bereits 1991 die Modern Australian Cuisine als „von den Tomaten-, Paprika- und Thymian-Aromen des Mittelmeers bis zu den Zitronengras- und Chili-Aromen Südostasiens“ beeinflusst und verstand sie als „Kochen ohne Grenzen“. Die prägende Erwähnung der Bezeichnung (auch Contemporary Australian cuisine oder Mod Oz) wird der Zeitung The Sydney Morning Herald in einer Ausgabe von 1993 zugeschrieben. Diese Bezeichnung für die neuartigen Gerichte der in den 1990er Jahren aufblühenden Restaurantszene Sydneys verbreitete sich darauf schnell.
Modern Australian Cuisine ist nach Ansicht der Fernsehköchin Karen Martini „eine aufregende, breit gefächerte Küche“ mit „unbegrenztem Geschmacksprofil“. Der kulturelle Schmelztiegel Australiens, gute heimische Produkte sowie Neuem gegenüber aufgeschlossene Gäste seien die maßgeblichen Faktoren. Küchenchefs weltweit sähen in der Modern Australian Cuisine eine visionäre Esskultur, „weil wir Leidenschaft für unsere Naturprodukte verspüren, nicht durch Geschichte und Tradition eingeschränkt sind und über die nötigen Fähigkeiten und das erforderliche Fachwissen verfügen. […] Die Techniken mögen noch immer klassisch sein, aber wir wenden sie auf neue und unerwartete Weise an.“ Mitch Orr, Küchenchef der Iceberg Group in Sydney, betonte, dass sich „die australische Küche ständig weiter entwickelt. Ich glaube nicht, dass sie definierbar ist“, doch gebe es einige immer wiederkehrende Themen. „Das Land strotzt nur so vor Multikulturalismus: Vietnamesen, Japaner, Chinesen, Thailänder – wir sind Teil Asiens, aber dann gibt es noch Italiener, Griechen, Türken, Libanesen – alle sind da. Es gibt all diese kleinen Nischen, und ich garantiere Ihnen, dass Sie in Sydney bessere Gerichte aus jedem Teil der Welt essen können als in jeder anderen Stadt der Welt. […] Man kann hier [in Sydney] eine 10-Dollar-Schüssel Nudeln oder eine 400-Dollar-Mahlzeit zu sich nehmen und wird feststellen, dass alle Angebote innerhalb dieses Spektrums ziemlich beeindruckend sind.“ Lennox Hastie vom Firedoor Restaurant in Sydney meinte, dass „die australische Küche die Möglichkeit bietet, etwas Einzigartiges zu kreieren, das auf der Fülle von einheimischen Zutaten, engagierten Produzenten und multikulturellen Einflüssen basiert.“ Befragt über die Modern Australian Cuisine sagte Martin Benn vom Sepia Restaurant (Sydney): „Die schwierigste Frage, die mir je gestellt wurde. Ich glaube, sie gründet auf den Einflüssen all dieser Menschen [verschiedener Ethnien], von denen wir [in Australien] umgeben sind, aber besonders auf unsere eigene Art und Weise zu kochen. Alle sind irgendwann einmal in dieses Land eingewandert und alle haben ihre eigenen Fertigkeiten mitgebracht.“ Diese flössen nun in eine eigene australische Küche ein, die alles nutze, was das Land zu bieten habe. Andere bekannte Köche und Autoren dieses Genres sind beispielsweise Kylie Kwong, Neil Perry, Dan Hong, Phillip Searle, Jimmy Shu, Cheong Liew, Adam Liaw, Stephanie Alexander oder Maggie Beer, der Koch Mark Olive (Spitzname The Black Olive) vertritt hierbei besonders die Küche mit indigenen Zutaten.

Logo der Good Food Guide Chef Hat Awards

Der Guide Michelin erstreckt sich nicht nach Australien, eine dem nahe kommende Bewertung von Restaurants sind seit 1977 die Good Food Guide Chef Hat Awards. Bekannte Restaurants, die hiermit ausgezeichnet wurden, sind unter anderem: Tetsuya’s (Sydney), Attica (Melbourne), Nobu (Melbourne und Perth), Sixpenny (Sydney), Brae (Birregurra), Vue de monde (Melbourne), Orana (Adelaide) sowie Otto (Sydney und Brisbane). 2020 wurden australienweit 422 Restaurants mit Chef Hats ausgezeichnet, davon 136 in New South Wales, 109 in Victoria, 61 in Queensland, 41 in Western Australia, 38 in South Australia, 20 in Tasmanien, 16 in Australia’s Capital Territory und eins im Northern Territory. Zu den Preisen, welche die The Royal Agricultural Society of Victoria jährlich vergibt, gehören die Australian Food Awards sowie die Australian Distilled Spirits Awards, Australian International Beer Awards, Australian International Coffee Awards und die Royal Melbourne Wine Awards.
Die Kochsendereihe MasterChef Australia auf Network Ten widmete sich der Modern Australian Cuisine und war 2009 die meistgesehene Fernsehshow im australischen Fernsehen. Seit 2010 läuft das Format My Kitchen Rules auf dem Seven Network. Dort wird freitags auch die Heimwerker-Show Better Homes and Gardens gesendet, die jeweils mehrere Kochsegmente beinhaltet. In TheChefsLine auf SBS treten Amateure in einen Wettstreit mit bekannten Köchen. Food Safari ist eine Kochshow auf demselben Sender, in der Maeve O’Meara seit 2006 die Küchen erkundet, die mit Einwanderern nach Australien gelangten.
Eine seit Mitte der 1980er Jahre jährlich in wechselnden Städten des Landes zum Thema stattfindende Messe ist die Fine Food Exhibition. Andere Messen sind The Sydney Good Food & Wine Show oder Foodservice Australia.

## Landestypische Lebensmittel

### Fleisch

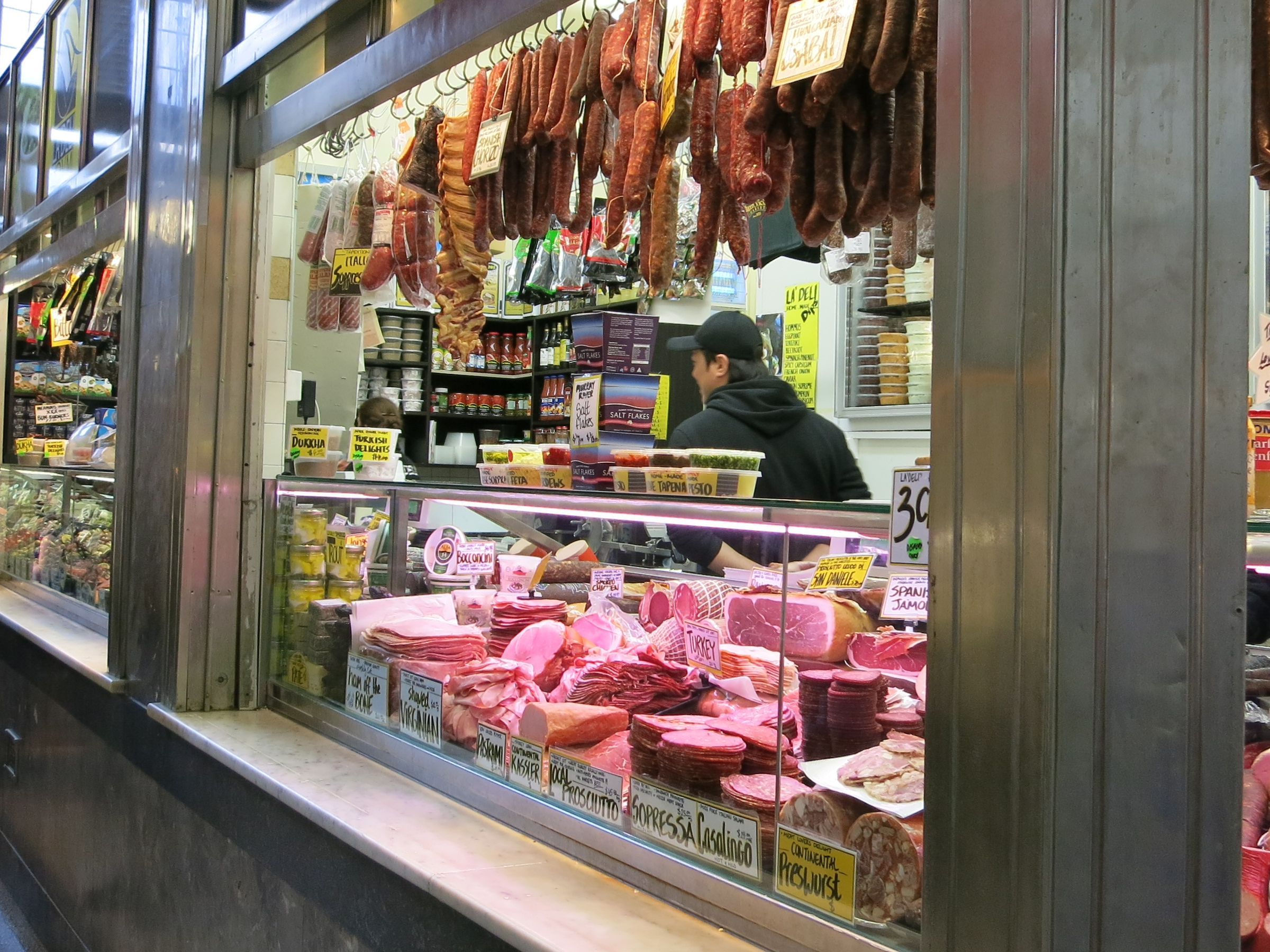
Smallgoods, Melbourne
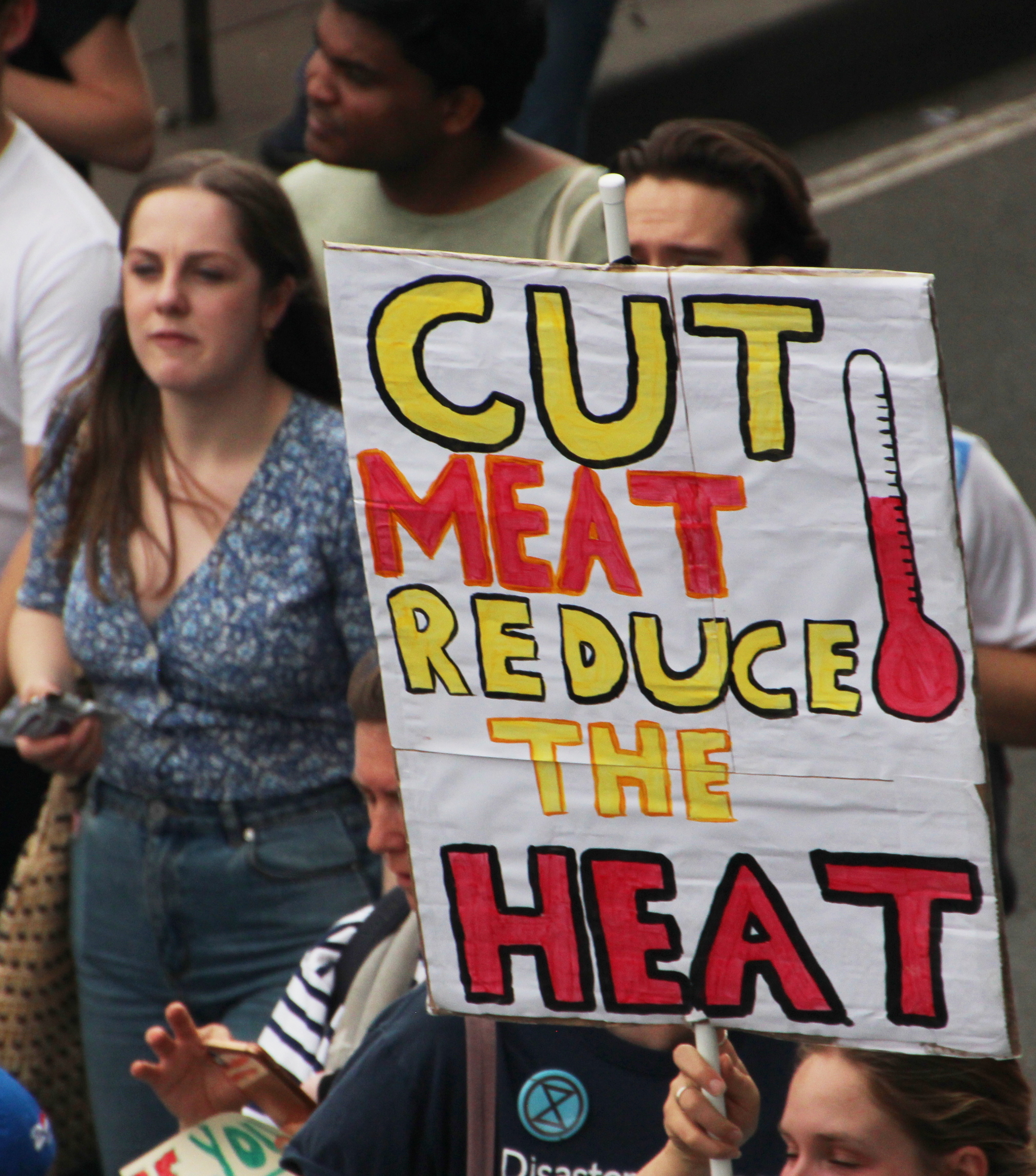
Klimaprotest, Melbourne
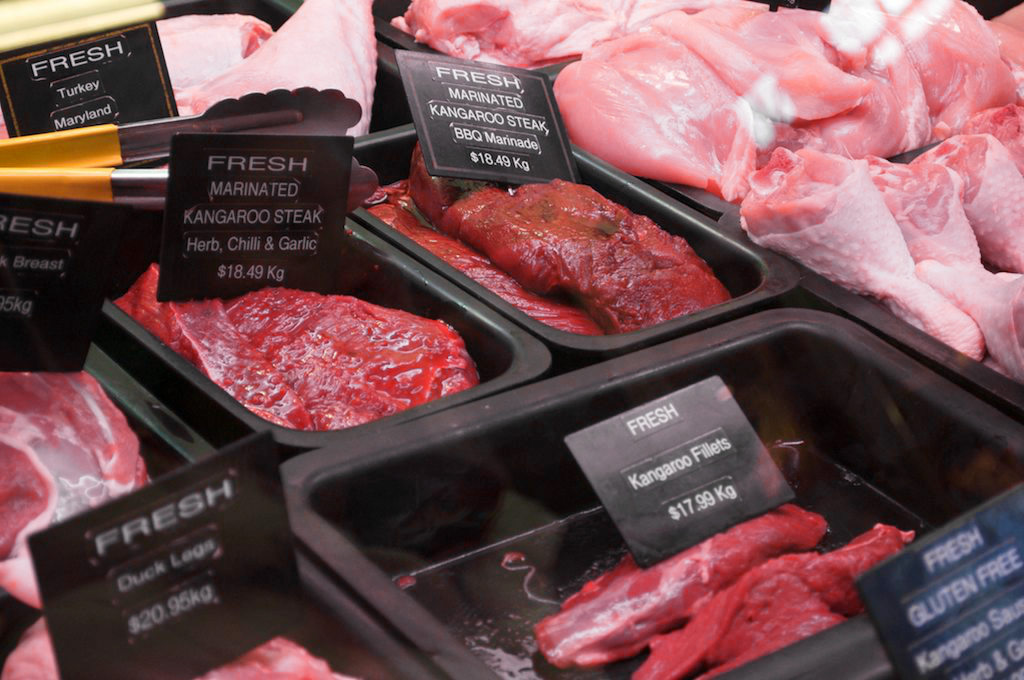
Kangaroo meat, Melbourne
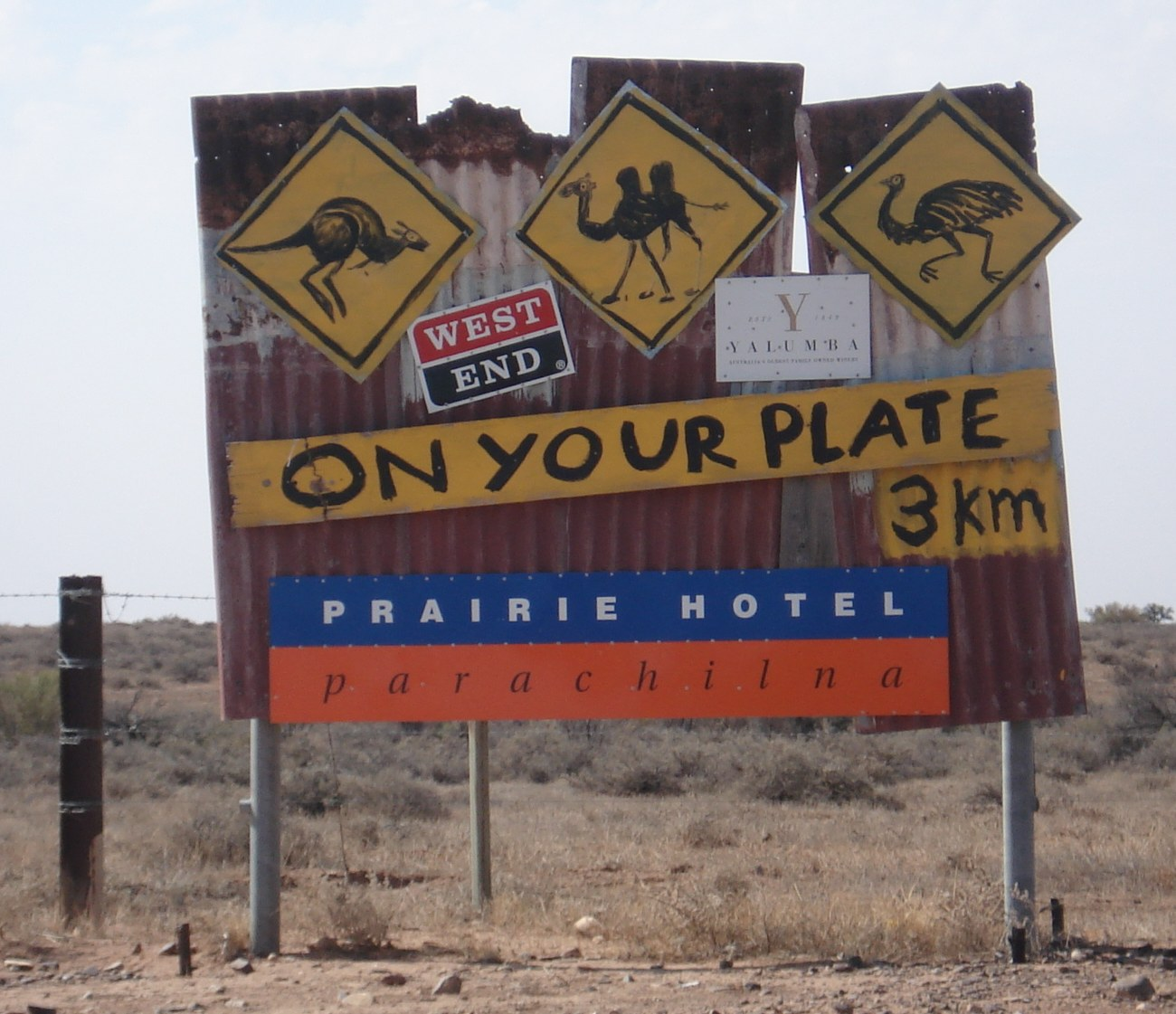
Angebot von Kamel-, Emu- und Kängurufleisch in Parachilna, South Australia

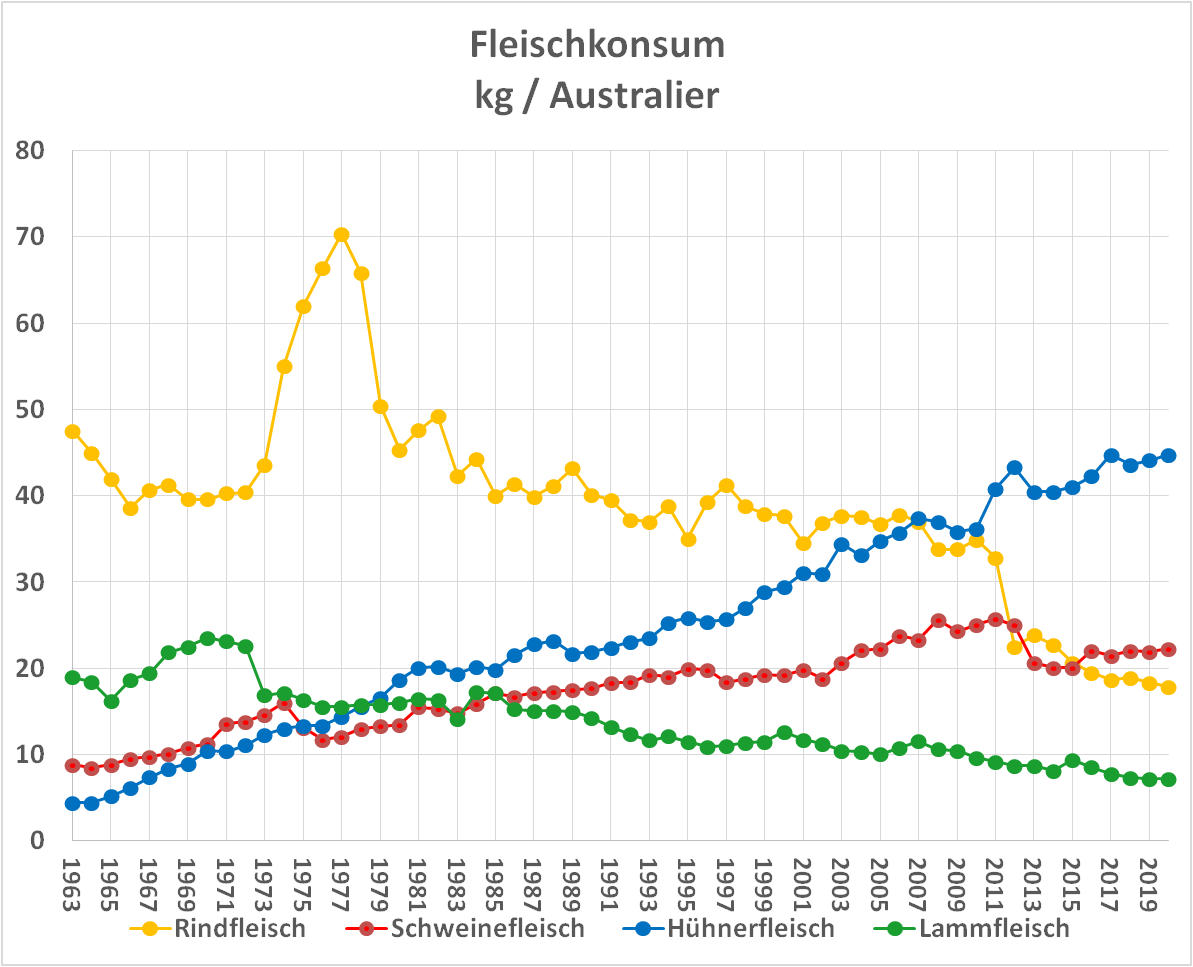
Fleischkonsum in kg pro Australier von 1963 bis 2020

Queensland und New South Wales gehören zu Australiens wichtigsten Rindfleischproduzenten, während die Milchviehzucht in den Staaten des Südens, vor allem in Victoria, zu finden ist. In den 1950er Jahren aß jeder Australier noch etwa 50 kg Rindfleisch im Jahr. 2014 hatte Australien mit 90,21 kg mittlerweile die Vereinigten Staaten mit 90,04 kg beim jährlichen Pro-Kopf-Fleischkonsum überholt und war damit zum Land mit dem höchsten Pro-Kopf-Verbrauch avanciert, jedoch verzehrten Australier nun mehr Hühnerfleisch (39,5 kg) verglichen mit nur noch 21,5 kg Rindfleisch und etwa 20 kg Schweinefleisch. Der Verzehr von Lamm- und Hammelfleisch ging bis zu diesem Jahr mit fast 9 kg auf ein Fünftel des Pro-Kopf-Niveaus von 1950 zurück. Insgesamt nahmen Australier in diesem Jahr dreimal mehr Fleisch als der Weltdurchschnitt zu sich.
Die Haltung von 28 Millionen Rindern und 70 Millionen Schafen (10-Jahresdurchschitt, 2017) in Australien geriet angesichts der gegenwärtigen globalen Erwärmung wegen ihrer Methanemission in die Kritik.  Die Regierung in Western Australia mass dem Viehbestand Australiens 2019 etwa 11 Prozent der Gesamtemissionen an Treibhausgas des Landes bei. Die Fleischindustrie Australiens möchte bis 2030 Klimaneutralität erreichen. Klimaforscher und -aktivisten fordern auch in Australien eine Reduzierung des Fleischkonsums der westlichen Welt um 90 Prozent.
Gekochte, getrocknete, gepökelte und anderweitig verarbeitete Fleischprodukte wie beispielsweise Salami, Schinken oder Fleischwurst (in Varianten wie Berliner oder Devon) tragen die Bezeichnung smallgoods. Hierbei ist vielfach Schweinefleisch die bevorzugte Basis, seltener Rindfleisch. Gründer von traditionsreichen Herstellern solcher Produkte stammten oft aus Europa, bekannte Firmen tragen Namen wie Primo Foods, DON Smallgoods, Götzinger Smallgoods, KR Castlemaine, oder Hans Continental Smallgoods. Diese und andere, auch importierte Waren werden verpackt in Supermärkten oder frisch aufgeschnitten in Delis angeboten. Viele Supermärkte verfügen ebenso über Wursttheken, an denen fresh cuts (frischer Aufschnitt) erhältlich sind.
Das Fleisch der Kängurus wurde schon von den Aborigines zur Nahrung genutzt. Von einer Känguruschwanzsuppe aus dem Fleisch von Wallabys, die als Delikatesse gelte und teuer sei, berichteten bereits britische Kolonisten im Jahr 1861. Die meisten Australier standen dem Verzehr von Kängurufleisch jedoch bis weit in das 20. Jahrhundert skeptisch gegenüber; in den Bundesstaaten Victoria, New South Wales oder Queensland war er zeitweise untersagt und nur ein Verfüttern an Tiere erlaubt. Die geringe Akzeptanz für das Fleisch in dem Land wird mit einem Bambi-Effekt erklärt, in diesem Fall die verspürte Zuneigung der Australier zu dem aus der TV-Serie der 1960er Jahre bekannten Buschkänguruh Skippy. 100 gr Kängurufleisch enthalten lediglich 1 bis 2 Gramm Fett, das Fleisch gilt im Vergleich mit der Massenproduktion von Kühen und Schafen als die nachhaltigere Nahrungsquelle. Es ist als Exportware beliebt, das Land exportierte im Jahr 2013 rund 70 Prozent des produzierten Kängurufleischs hauptsächlich nach Russland, ein Teil wurde zu Tiernahrung verarbeitet. Besonders der Schweif des Tieres findet bei der chinesischen Gemeinde Australiens Anklang. Gebratene Steaks werden gerne mit Kürbis, Karotten und Kartoffeln serviert.
In den 1990er Jahren wurden auf vielen Farmen Australiens Emus gezüchtet, deren Zahl sich jedoch bis 2018 landesweit auf zwölf Farmen reduzierte. Emufleisch ist fettarm und etwas dunkler als Rindfleisch. Auch dieses Fleisch wird in Australien meist zu Burgern, Würsten oder Steaks verarbeitet. Im Winter legen Emus große Eier, die ebenfalls für den Verzehr vermarktet werden.  Manche fühlen sich beim Verzehr von Emu- und Kängurufleisch nicht wohl, weil beide Tiere Nationalsymbole und Teil des australischen Staatswappens sind.
Das Fleisch der australischen Krokodile  stellt ein weiteres Nischenprodukt der australischen Küche dar. Es ist mager, reich an Proteinen und wird gerne auch mariniert in Olivenöl oder Butter gebraten. Serviert wird ein solches Gericht meist mit einer Soße und verschiedenen Beilagen. Das Fleisch von australischen Kamelen ist ebenso ein Randprodukt, das in manchen Gegenden als Zutat für sogenannte camel-burger angeboten wird. Daneben wird es in Würstchen verarbeitet und ist auch als Grillfleisch erhältlich. Kamelfleisch hat weniger Cholesterin als Rindfleisch und enthält lediglich 1,9 Gramm Fett je 100 Gramm. Gelegentlich trifft man auf Angebote von Büffel-, Straußen- oder Kaninchenfleisch.
Umfragen von 2019 zufolge essen 89 Prozent der Australier Fleisch, 10 Prozent sind Vegetarier und 1 Prozent Veganer. Seit 2019 besteht ein Zertifizierungssystem für vegane Produkte. Auf den meistens Speisekarten von Restaurants oder Cafés finden sich auch vegetarische Optionen, darüber hinaus werden zunehmend spezifische Ernährungsanforderungen wie koscher, halāl (siehe auch Halal Snack Pack) und glutenfrei erfüllt.

### Fisch und Meeresfrüchte

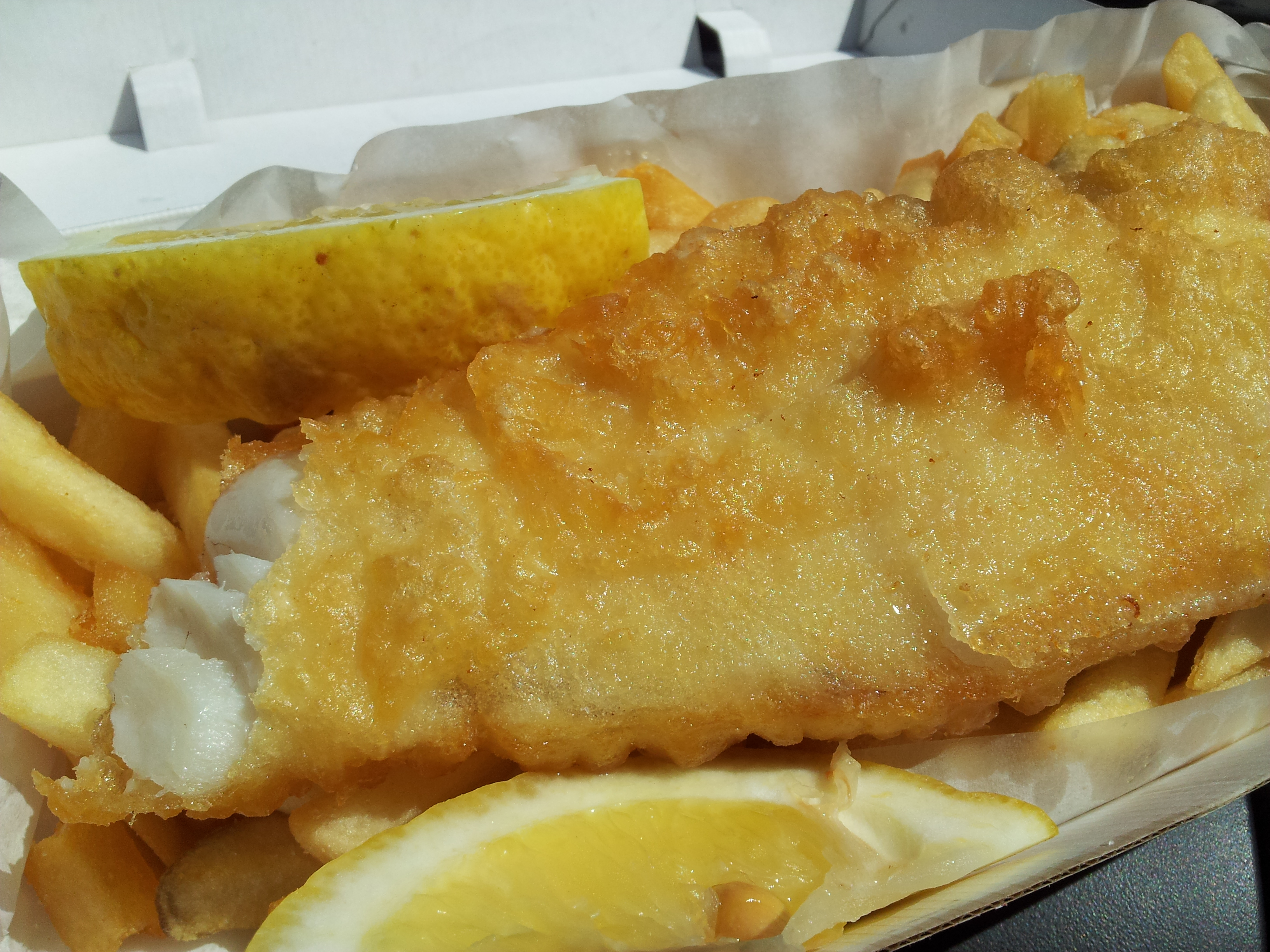
Fish and Chips, Sydney
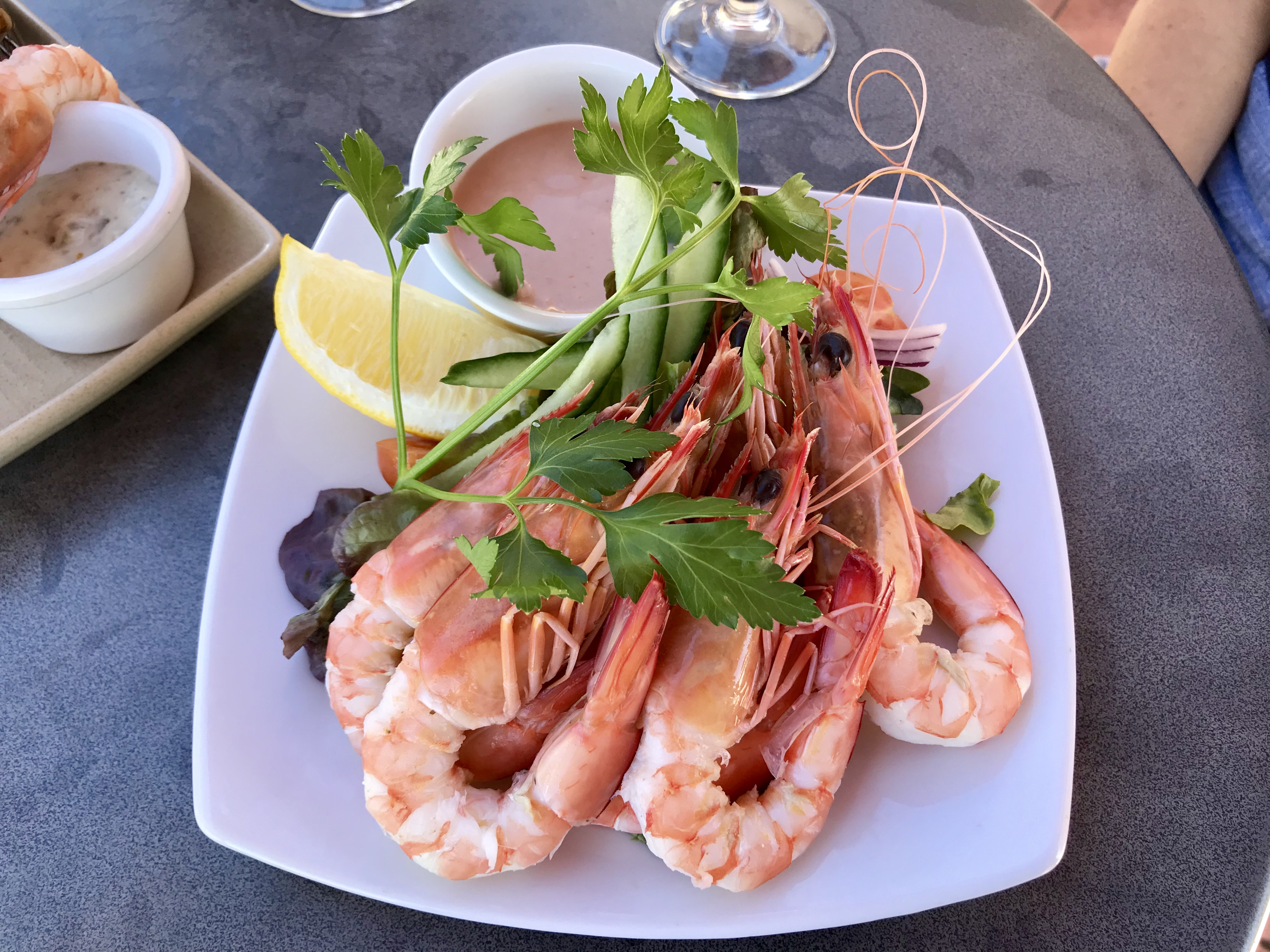
Prawns, Southport

In der australischen Küche stellen Fisch und Meeresfrüchte einen wichtigen Teil der Ernährung dar. Besonders beliebt sind Fish and Chips mit Sauce tartare und einem Stück Zitrone, in Süßwasser vorkommende Zehnfußkrebse (yabbies) oder in Meerwasser lebende Bärenkrebse wie Moreton Bays Bugs oder Balmain Bugs, 19 verschiedene Arten von Garnelen (prawns) oder Kalmare (squid) (zum Beispiel als salt & pepper squid vom Grill).
Auch roher Fisch ist in Gerichten wie Sushi (116 Millionen Portionen im Jahr 2014), Sashimi oder Poké beliebt. Verbreitet angebotene Fischsorten sind unter anderem der Wittling (whithing), der Barramundi, der Lachsbarsch (Australian salmon), der Atlantische Lachs (Atlantic salmon), der Schnapper (snapper), der Südliche Blauflossen-Thunfisch (Southern bluefin tuna), der Southern yellowtail kingfish, der John Dory oder auch Haifisch, die teils wild gefangen oder in Aquakulturen gezüchtet werden.
Das Angebot an Austern besteht zumeist aus Sydney rock oysters oder den größeren Pacific oysters, seltener sind sogenannte Native oysters. Austern werden gerne natural (mit ein paar Spritzern Zitronensaft) gegessen, stehen aber auch oft als Kilpatrick (mit Worcestershiresauce und Speck), Mornay (mit Sauce Mornay und Käse überbacken) oder Rockefeller (Sauce aus Butter und grünen Kräutern, mit Brotkrumen überbacken) auf den Speisekarten. Hier findet man auch Gerichte mit Kammmuscheln (scallops) in vielen Variationen.
Zudem besteht ein Angebot von einheimischen Seeohren, die in drei Arten als greenlip abalone, blacklip abalone oder in gekreuzter Form als tiger abalone im Süden Australiens vorkommen und gezüchtet werden. Sie werden normalerweise in kleine Filets geschnitten, durch mehrmaliges Schlagen mit einem Fleischhammer flach geklopft und dann oft mariniert, wonach sie kurz in heißem Speiseöl gebraten werden. Auf Sydneys Fischmarkt, dem zweitgrößten weltweit (Stand 2014), werden täglich über 100 verschiedene Arten angeboten; auf das Jahr betrachtet sind es knapp 500.
2018 kauften durchschnittlich 94 Prozent der australischen Haushalte Fisch oder Meeresfrüchte, wofür sie 167 Australische Dollar (A$) verteilt über 16 Einkäufe ausgaben.

### Obst und Gemüse

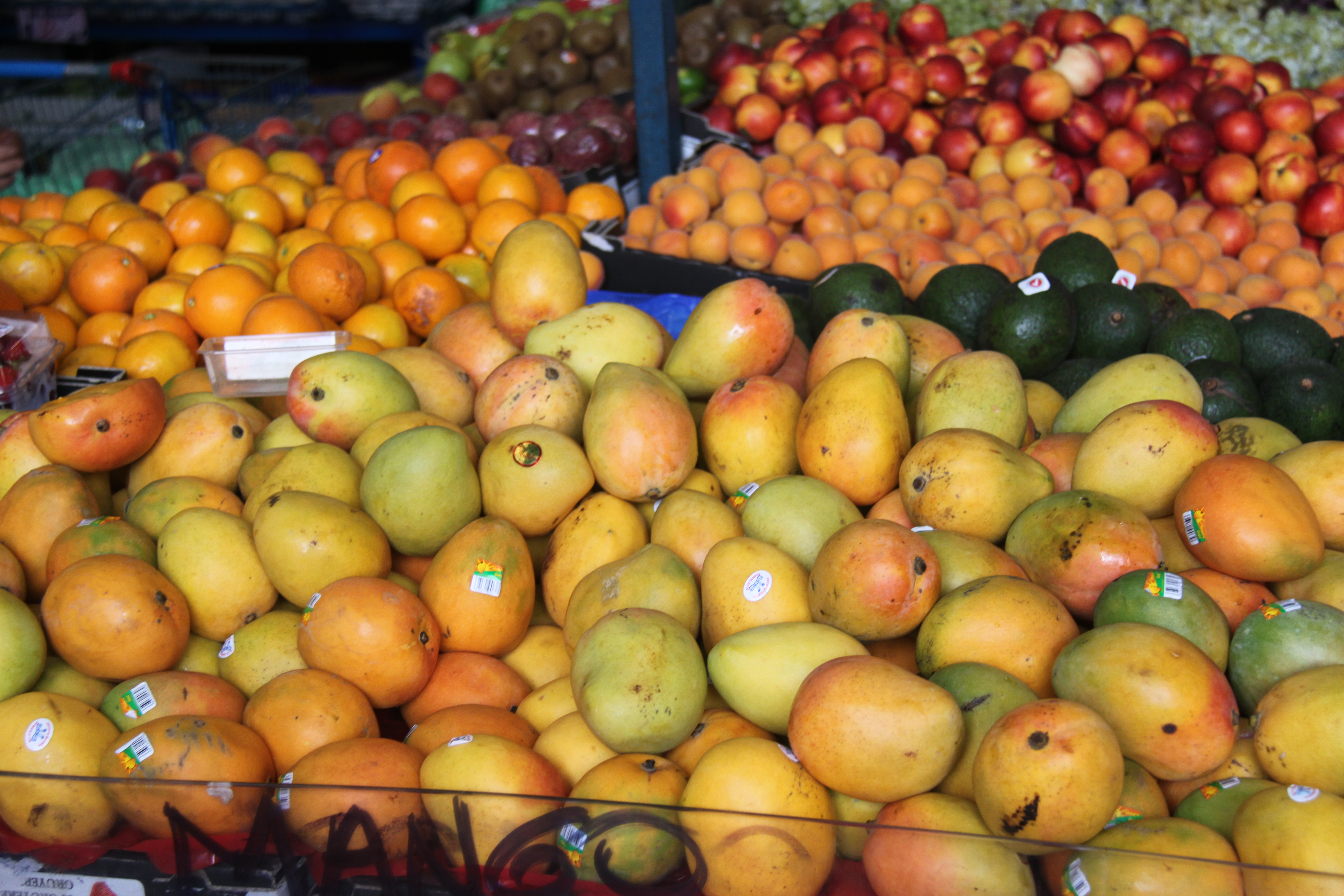
Mangos, Fruit and veg market, Parklea
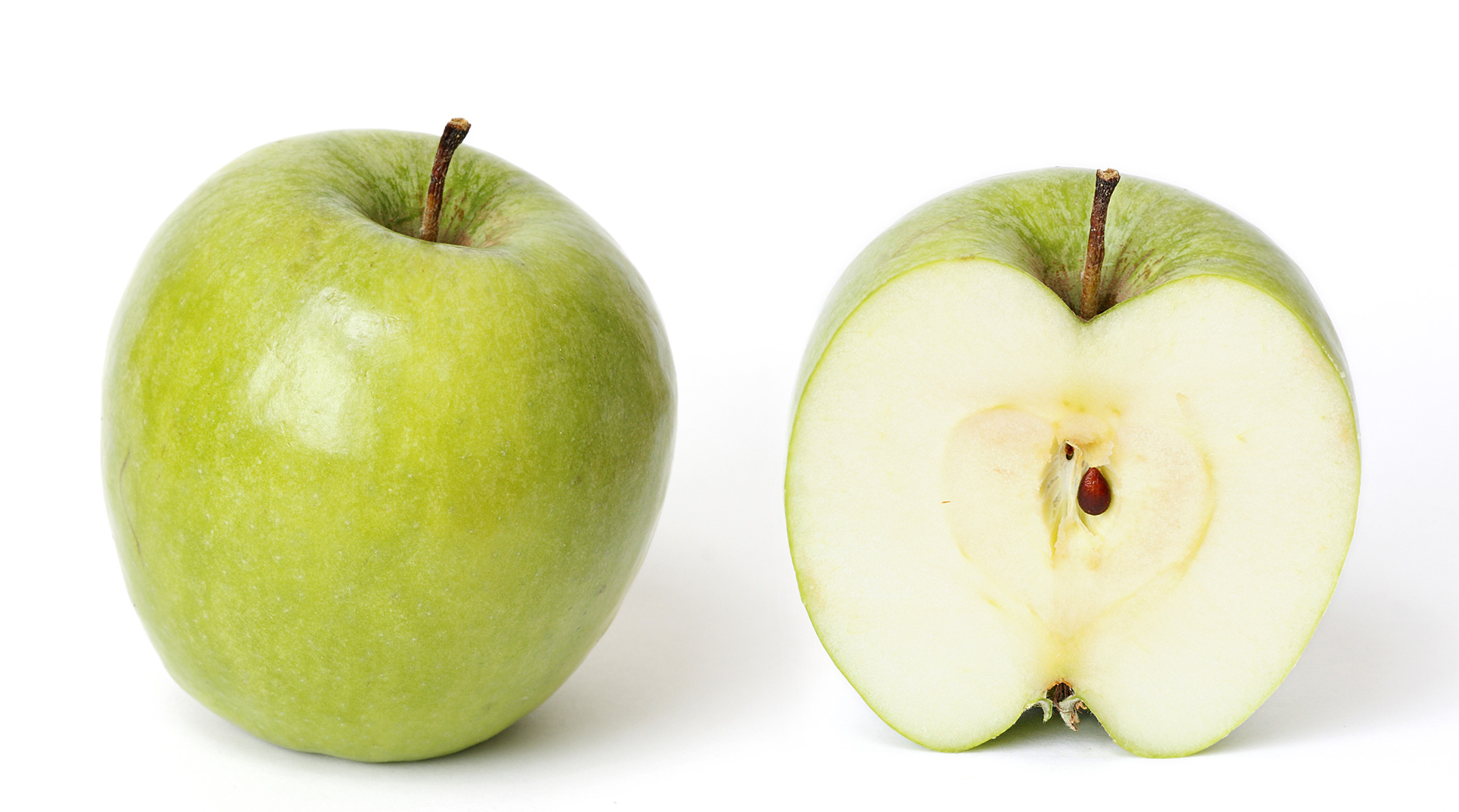
Granny Smith-Apfel

2018 bestanden in Australien über 85.600 landwirtschaftliche Betriebe. Der Anbau von Weizen, ein wichtiger Bestandteil der australischen Ernährung, und andere Getreidekulturen sind in etwa gleichmäßig über die Staaten des Festlands verteilt. Zuckerrohr ist eine weitere wichtige Kulturpflanze in Queensland und im Norden von New South Wales.
Obst und Gemüse (fruit and veg) wird in ganz Australien angebaut gedeihen jedoch in Regionen mit gemäßigtem Klima besonders gut; für die ganzjährige Verfügbarkeit werden etwa 15 Prozent zusätzliche Nahrungsmittel aus der ganzen Welt importiert. Sie werden in Supermärkten oder gesondert in Frucht- und Gemüsegeschäften angeboten. Zusätzlich gibt es besonders an Wochenenden vielerorts sogenannte growers markets oder farmers markets, auf denen Hersteller ihre Produkte den Endverbrauchern direkt anbieten.
Beliebte Zutaten zu Speisen sind Kartoffeln, Möhren, Zwiebeln, Salat, Artischocken, Spargel (in der Regel grün), Bohnen, Rote Beete, Avocados, Brokkoli, Kohl, Sellerie, Blumenkohl, Gurken, Porree, Speisepilze, Erbsen, Rhabarber, Spinat, Paprika, Gurken, Auberginen, Kürbis, Tomaten, Zucchini und andere. Zu den angebotenen Früchten gehören besonders Äpfel (die Sorte Granny Smith hat ihren Ursprung in Australien), Birnen, Mangos, Erdbeeren, Himbeeren, Blaubeeren, verschiedene Zitrusfrüchte, Weintrauben, Kirschen, Pfirsiche, Aprikosen, Pflaumen, Melonen, Kiwifrüchte, Ananas, Papayas und andere.

## Typisch australische Speisen

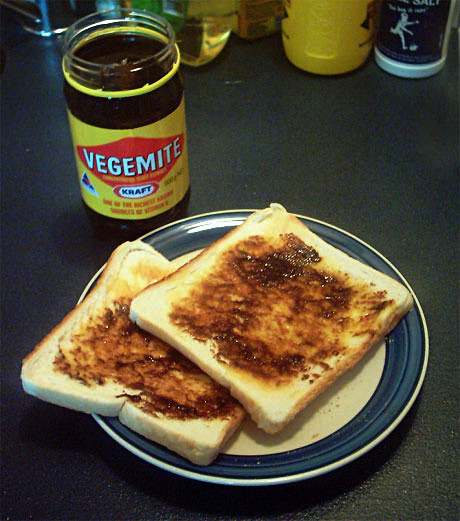
Vegemite on toast
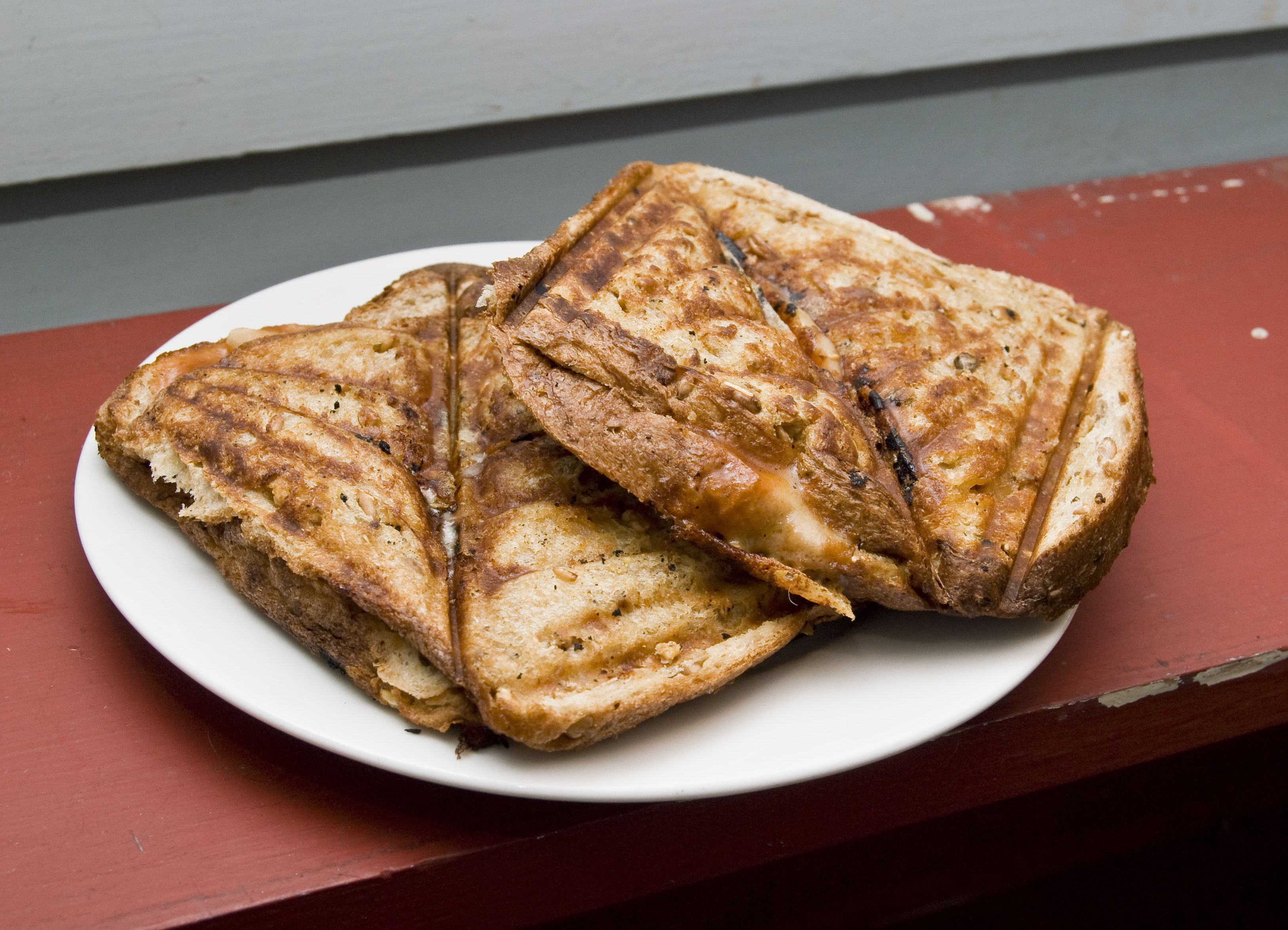
Jaffles
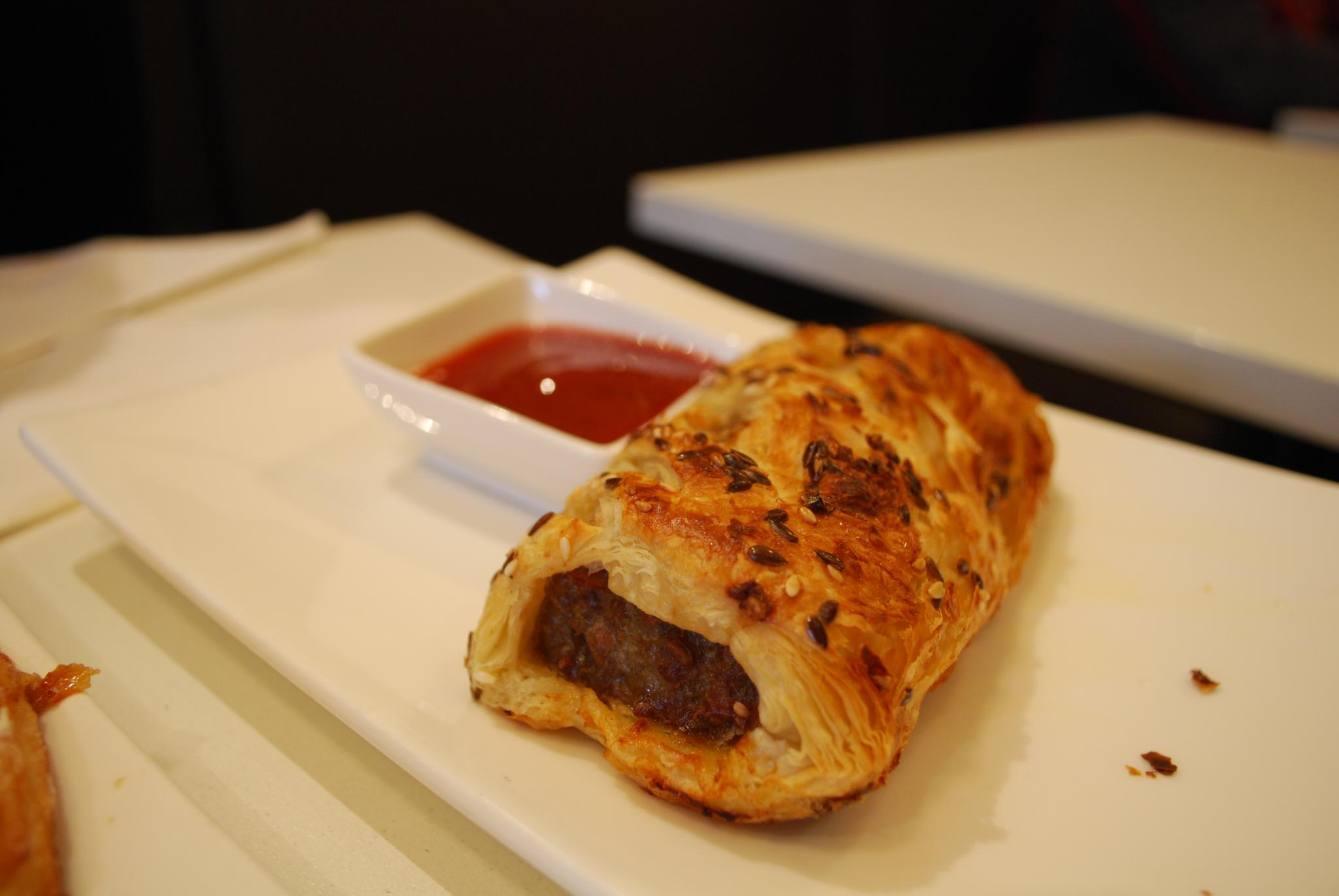
Sausage Roll
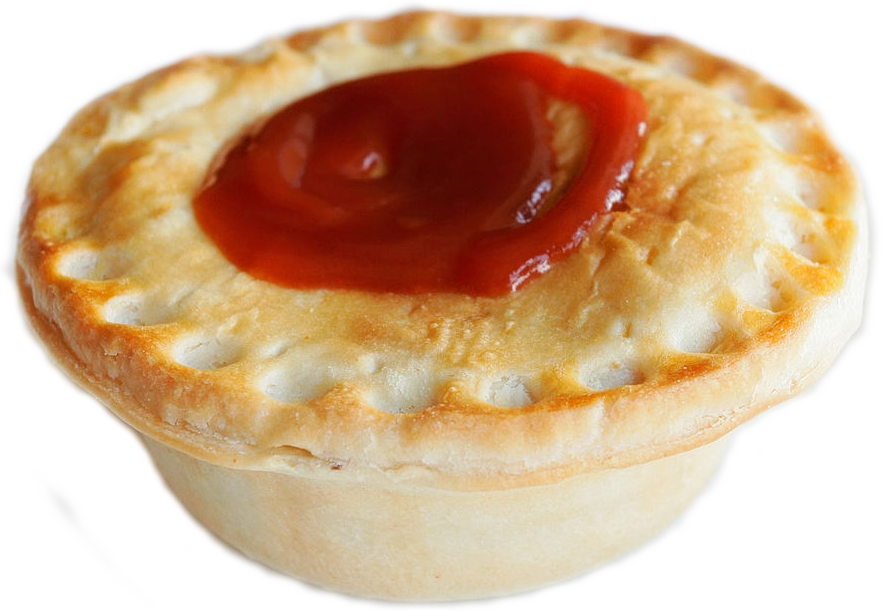
Meat pie
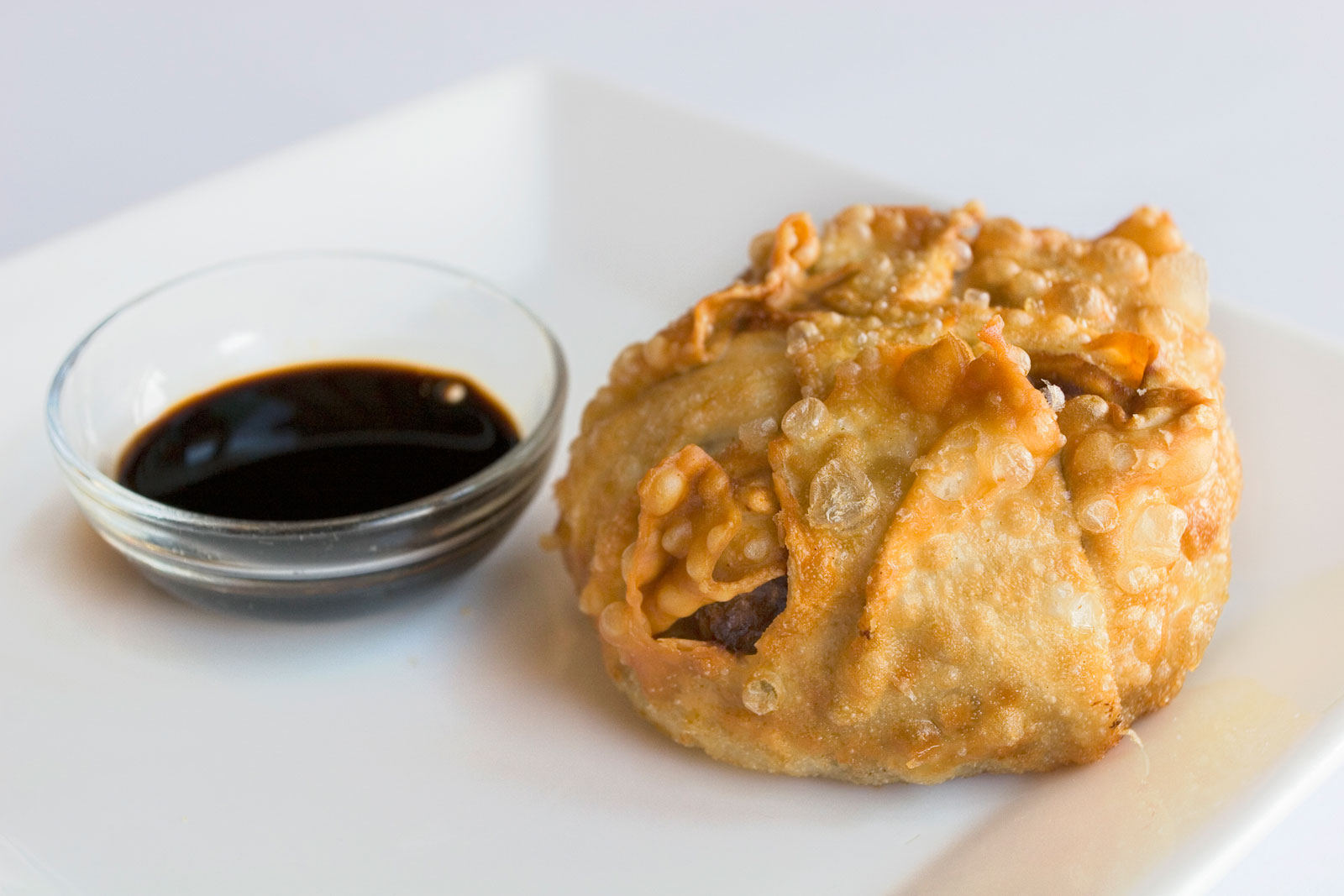
Dim sim
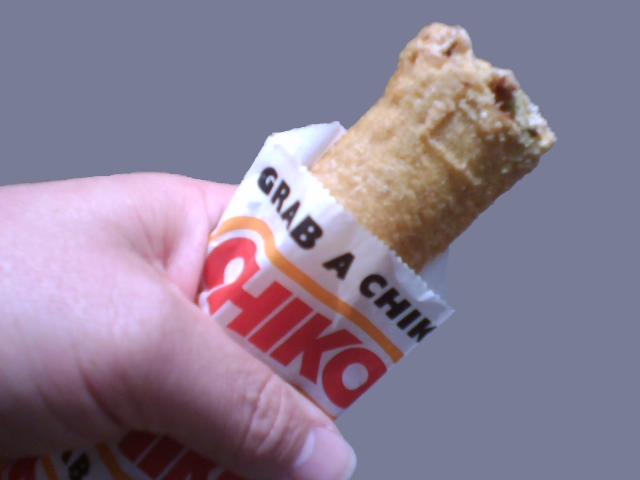
Chiko Roll
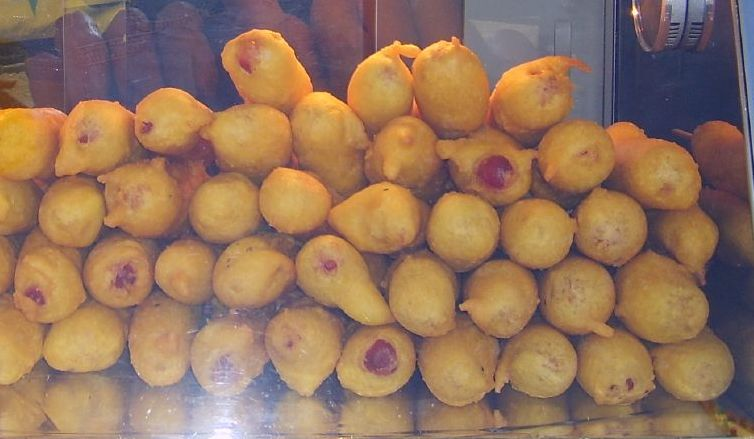
Dagwood Dogs
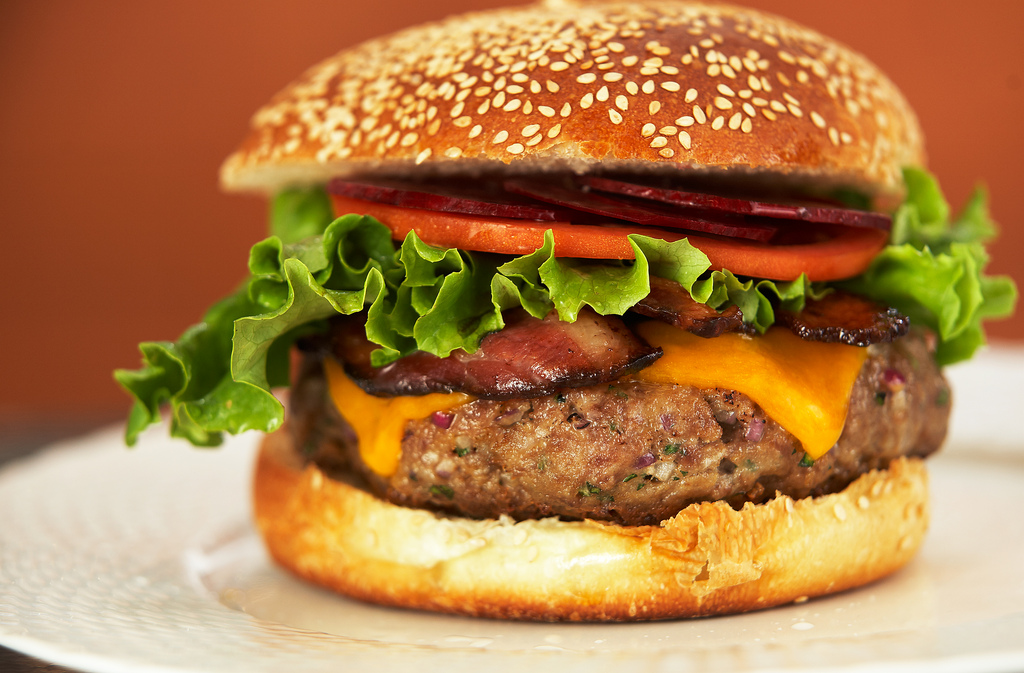
Aussie Burger

Australier neigen dazu, drei Mahlzeiten am Tag zu sich zu nehmen. Das Frühstück kann entweder leicht und kalt oder ausgiebig und warm sein. Das Mittagessen, das zwischen 12 und 14 Uhr eingenommen wird, ist normalerweise eine leichte Mahlzeit, wie zum Beispiel ein Sandwich oder ein Salat. Dank einer großen Auswahl an Gerichten kann sie aber auch aus einem Curry, aus Nudeln, Sushi oder Pizza bestehen. Die Hauptmahlzeit des Tages ist das Abendessen.
Das vielleicht bekannteste typisch australische Lebensmittel ist das 1922 entwickelte Hefeextrakt Vegemite; nur etwa 2 Prozent seines weltweiten Marktes liegen außerhalb Australiens. Das Produkt gelangte besonders durch seine Erwähnung in dem 1981 veröffentlichten Welthit Down Under der Band Men at Work in das Bewusstsein der Weltöffentlichkeit. Vegemite wird meist als Brotaufstrich zum Frühstück verwendet; sein Geschmack ähnelt dem eines Suppenwürfels. Nach einer Studie von 2014 nahmen in diesem Jahr 45 Prozent der im Land geborenen Australier einmal wöchentlich Vegemite zu sich. Seit 1929 ist Avocado smash on toast (zerdrückte Avocado auf geröstetem Brot, kurz auch Avo smash) zum Frühstück (brekkie) beliebt. Zu dieser Tageszeit erfreuen sich auch bacon & egg rolls (Speck und Ei auf Brot/Brötchen) großer Beliebtheit, bei vielen dazu noch mit Barbecuesauce. Andere bevorzugen Würstchen, Speck, Bohnen, kleinere Steaks, geschmorte Tomaten, Schwammerln und Spiegeleier, aber auch Cerealien (seit den 1920er Jahren hier besonders Weet-Bix), Müsli (muesli) oder Croissants. Ein oft in Cafés serviertes Gericht ist jaffle, ein Klassiker aus den 1950er Jahren, bestehend aus zwei Scheiben Weißbrot, die mit Butter bestrichen und mit Käse- und Tomatenscheiben gefüllt in einem Sandwichtoaster in zwei dreieckige Stücke gebacken werden.
Brote aus Supermarktketten sind zum überwiegenden Teil Toastbrote aus sehr feinem, überraffiniertem Mehl, aus dem Faserstoffe und Mineralien im Mahlprozess entfernt werden. Diese Brotsorte hatte 2019 einen Marktanteil von 26,7 Prozent. Jedoch besteht auch ein großes Angebot von artisan bakeries, also vielfach unabhängigen Handwerks-Bäckereien, mit Brot aus Sauerteig (sourdough) oder Fladenbrot (wie Turkish bread).
Sausage rolls, die an Würstchen im Schlafrock erinnern, sind als Snack beliebt. Seit 1947 sind Meat Pies ein gern genommenes Fast-Food-Gericht; 2003 verzehrte durchschnittlich jeder Australier 12 Meat Pies, 2014 wurden 177 Millionen Portionen verkauft. Erwähnenswert ist das seit 1938 bestehende Harry’s Cafe de Wheels in Woolloomooloo im Osten von Sydney, das für seine Auswahl an pies weit über die Grenzen der Stadt hinaus bekannt ist. Pie floater ist eine Spezialität Südaustraliens, bei der eine pie mit tomato sauce (Ketchup) in Erbsensuppe schwimmend serviert wird. In Tasmanien ist seit 1953 die scallop pie (scallop = Jakobsmuschel) beliebt.
Seit 1940er Jahren sind die von dem chinesischen Immigranten William Chen Wing Young in Melbourne erfundenen Dim Sims oder einfach Dimmies beliebt, eine australisierte Form des Shu Mai aus der Küche der Provinz Guangdong. Die von der chinesischen Frühlingsrolle inspirierte Chiko Roll entstand 1951; Vorwürfen über Sexismus in der Werbung zum Trotz hat sie bei vielen Australiern Kultstatus. Battered sav ist im Wesentlichen eine Wurst am Stiel mit Teigumhüllung, die in Fett frittiert wird und mit reichlich tomato sauce verzehrt wird. Sie ist auch unter den Bezeichnungen Pluto Pup oder Dagwood Dog bekannt und kann auf Festivals, Messen, Kirmessen und Sportveranstaltungen angetroffen werden.
Als Nebenprodukt der blühenden Beziehung zu den USA nach dem Ersten Weltkrieg wurden in den 1930er Jahren Hamburger in Australien bekannt. Seit den 1940er Jahren wird die lokale Variante, der Aussie-Burger, mit einer gegrillten Scheibe Rinderhackfleisch (patty), Speckstreifen, Scheiben gekochter Roter Bete (beetroot), frischen Tomatenscheiben, Salatblättern und in erweiterter Variante gerne mit einem Spiegelei, einer Scheibe Ananas und geschmorten Zwiebeln zubereitet und mit Pommes frites (chips, auch fries) serviert. Sind alle Zutaten vertreten spricht man auch von einem burger with the lot (Burger mit allem).

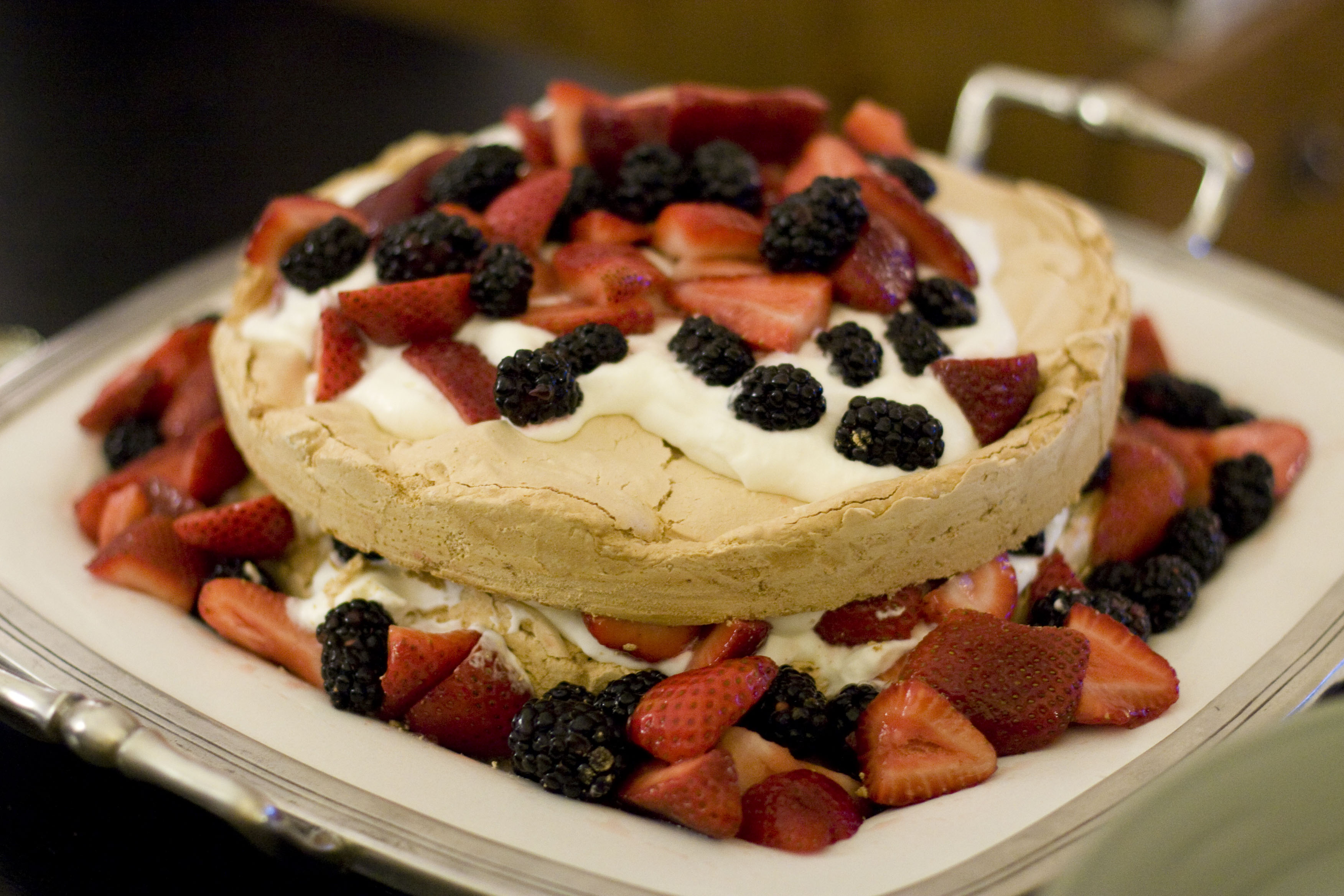
Nationalgericht Pavlova
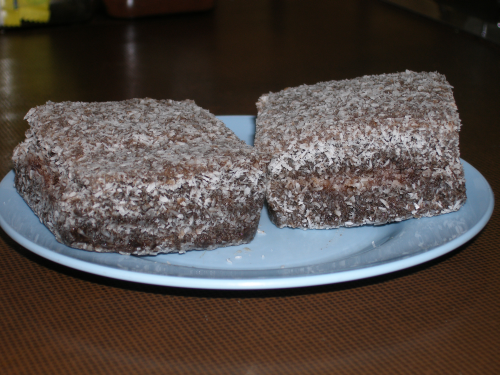
Lamingtons
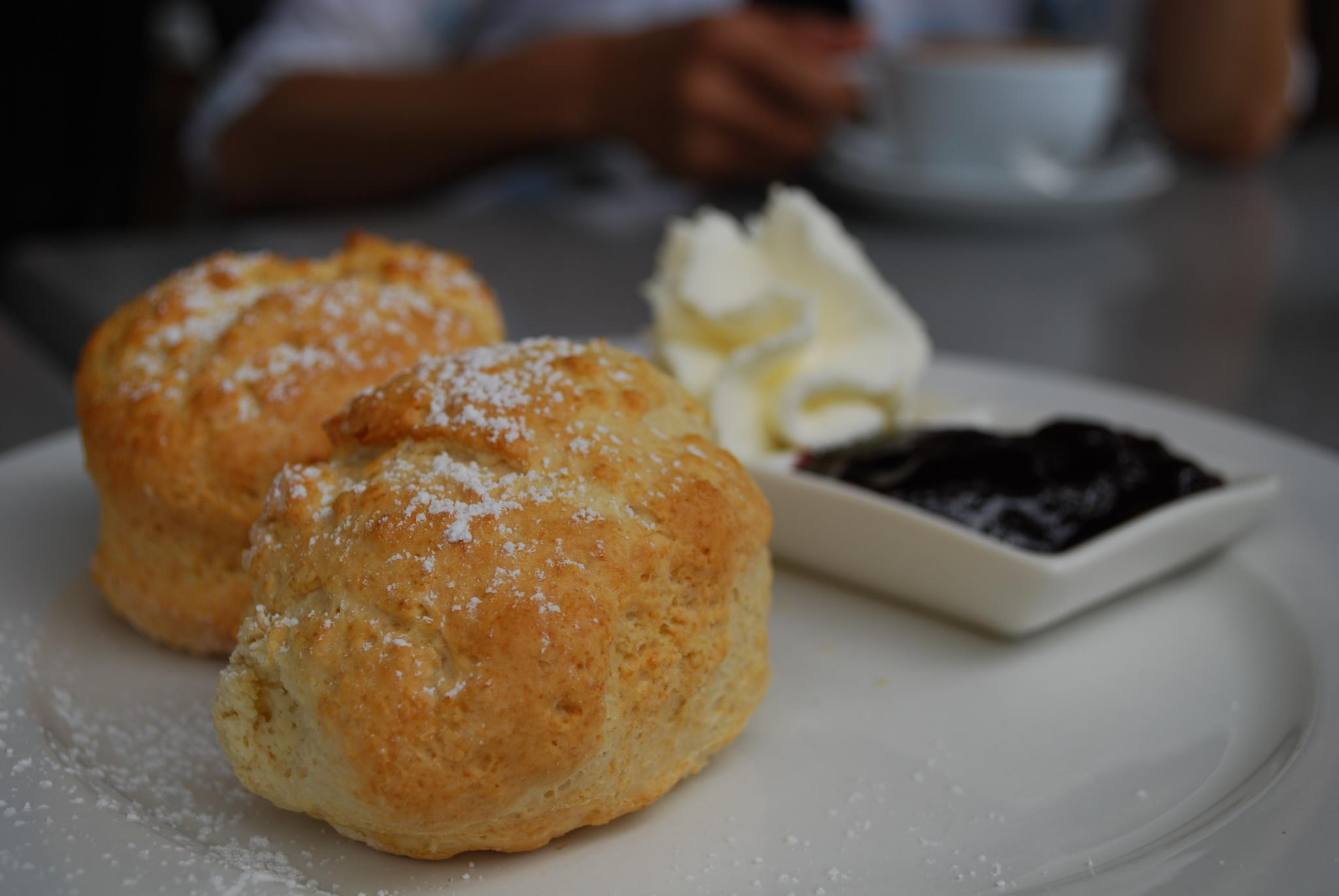
Scones, jam, cream
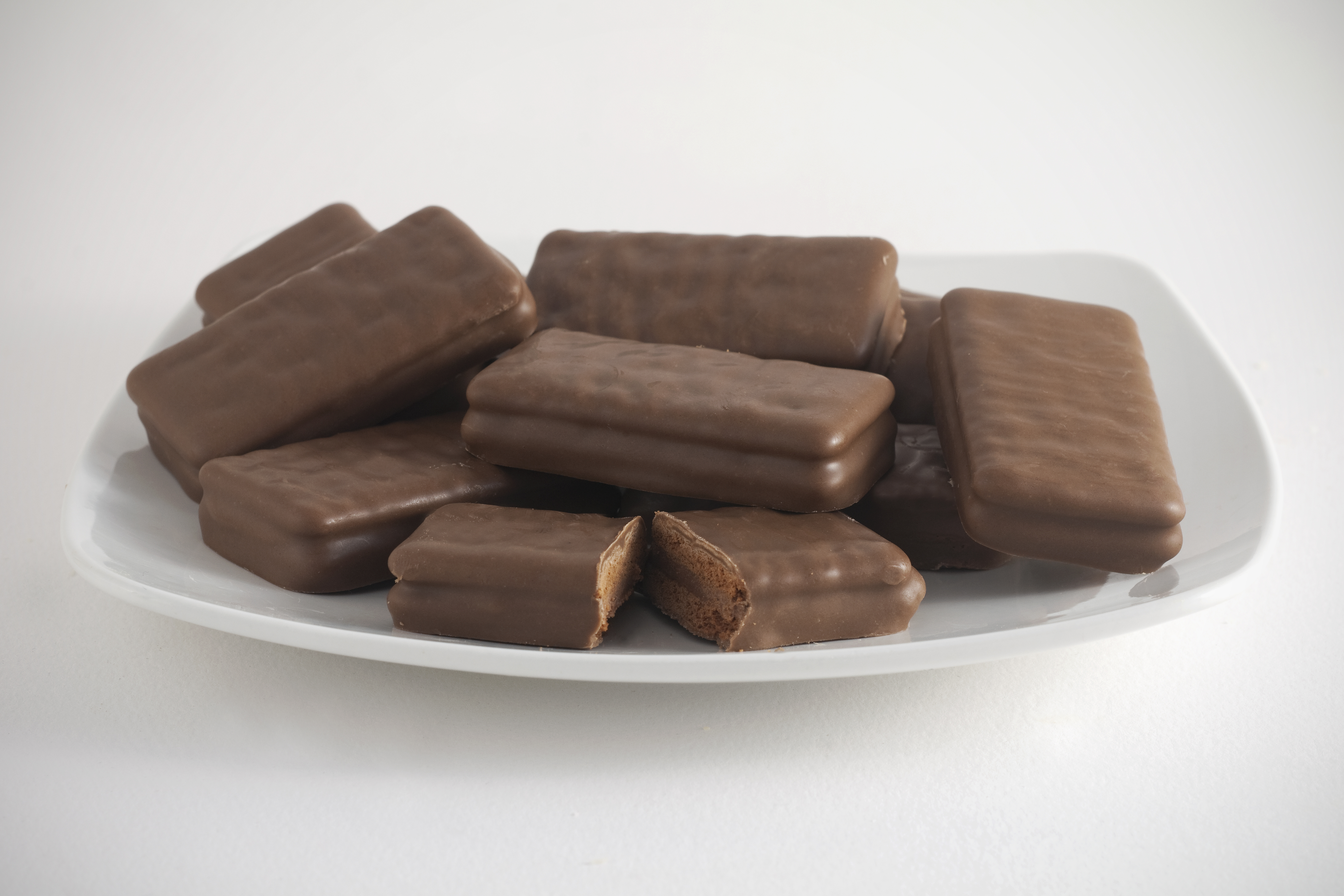
Tim Tams

Süßspeisen
An Festtagen wie Weihnachten wird gerne Pavlova (kurz pav) gereicht, eine mit Sahne und Früchten gefüllte Torte aus Baisermasse. Der traditionelle ANZAC Biscuit, ein hart gebackener Keks aus Haferflocken und Kokosnussraspeln, geht auf den Ersten Weltkrieg zurück. Bei Kindern ist das fairy bread (Feenbrot, Weißbrot oder Toastbrot mit Butter oder Margarine und bunten Liebesperlen) beliebt. Zu Karfreitag und Ostern sind in den meisten Bäckereien Hot cross buns erhältlich. Zu den gängigen Nachspeisen gehören zudem Lamingtons (seit etwa 1900, in Schokolade getunkte Stücke Biskuitteig, mit Kokosnussraspeln bestreut), Bananenbrot (banana bread), Käsekuchen (cheese cake) oder Vanilla slices. Nachmittags werden auch gerne Scones mit Sahne und Konfitüre oder Kürbismus zu einer Tasse Tee genommen. Die Götterspeise Aeroplane Jelly ist seit 1927 ein beliebter Nachtisch.
Zu den typischen Süßigkeiten des Landes gehören die Schokoladenkekse Tim Tam (bestehend aus zwei von Schokolade umhüllten Biskuitlagen mit eingebetteter Schokoladencreme), Iced VoVo (seit 1906, Weizenmehlplätzchen beidseitig mit rosa Zuckerguss auf einem Streifen Himbeerkonfitüre, mit Kokosstreuseln) und Schokoriegel wie Flake, Cherry Ripe und Violet Crumble wie auch mit Schokolade überzogene Karamellbonbons mit dem Namen Fantales. Andere typisch australische Süßigkeiten sind Jaffas (seit 1931, runde Bonbons aus einem weichen Schokoladenkern mit einem härteren, roten Überzug), Mintees (seit 1922, Kaubonbon mit Pfefferminzgeschmack), Life savers (seit 1912, Pfefferminzbonbonmasse in Form von Rettungsringen), Red frogs (seit den späten 1960er Jahren, rote Gummibonbons mit Himbeergeschmack in Form roter Frösche) und Killer Pythons (vielfarbiges Weingummi in Schlangenform).
Beliebte australische Speiseeissorten sind unter anderem Paddle Pop (seit 1953), Zooper Dooper, Weis Fruit Bars und Golden Gaytime. Letzteres Produkt ist seit den 1950er Jahren ein Eis-am-Stiel-Klassiker und besteht aus einem Kern von Vanilleeiscreme, der – von Toffee umgeben – in Schokolade getaucht und dann mit Kekskrümeln bestreut ist. 2014 konsumierte jeder Australier im Durchschnitt jährlich 18 Liter Eiscreme. 2017 und 2018 galt eins von vier Kindern bis ins Jugendlichenalter als übergewichtig. Der australische Film Voll verzuckert (Originaltitel That Sugar Film) thematisierte bereits 2015 diese Problematik.

## Besonderheiten

### Barbecue

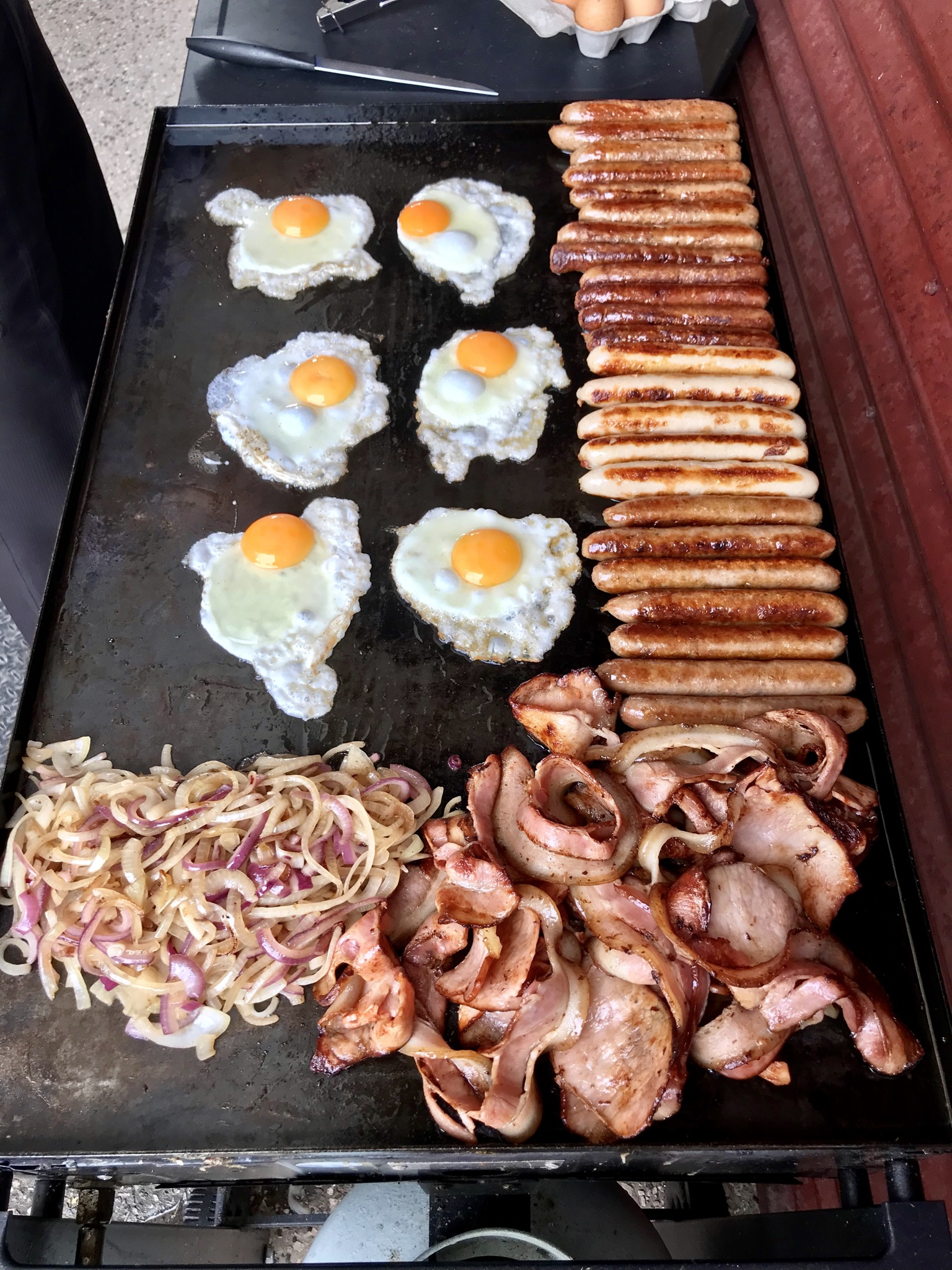
Gegrilltes Frühstück, Southport
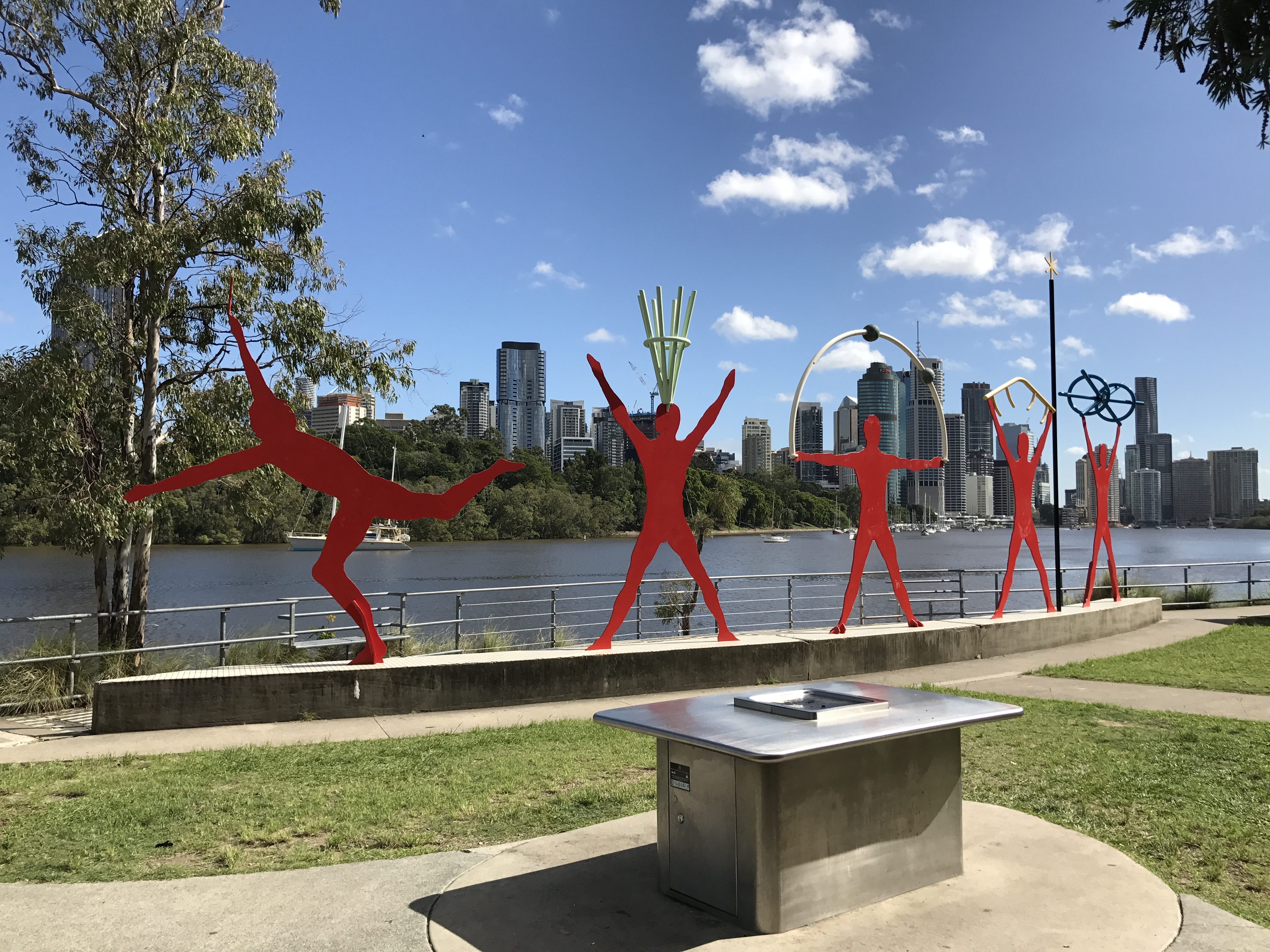
Öffentlicher Grill, Brisbane

Erste Erwähnungen des Begriffs Barbecue in Australien datieren auf das Jahr 1903. Die weit verbreitete Popularität der Zubereitung von Nahrung im Freien nahm in den 1950er Jahren zu, ab der Mitte der 1960er Jahre waren erste Gasgrills verfügbar. 2015 verfügten 5,8 Millionen australische Haushalte (63,7 Prozent) über Grills, die meist mit Gas betrieben werden. Als Grillgut werden meist Meeresfrüchte oder Bratwürste, Steaks oder T-Bone-Steaks (auch mariniert) mit Pilzen, Maiskolben, Knoblauchspinat, gegrilltem Halloumi, Kartoffeln verwendet. Anspruchsvollere amerikanische Grillmethoden wie z. B. Zubereitung im Barbecue-Smoker fanden erst in den späten 2010er Jahren Verbreitung.
Das australische Barbecue (en‑AU: barbie) ist tief in der Kultur des Landes verwurzelt. Es wird als ein kulturelles Phänomen beschrieben, „das sozioökonomische Gruppen überschreitet, kulturelle Unterschiede überbrückt und Menschen zusammenbringt“. Die Tradition des Barbecues nicht nur als Garmethode, sondern auch als Veranstaltung und Freizeitaktivität im Freien bietet sich im warmen Klima des Landes an. Hierbei kann es sich um private Events am heimischen Grill handeln, zu denen meist an Wochenenden oder Festtagen Familienmitglieder und Freunde eingeladen werden, aber auch um größere Veranstaltungen bei Sportarten wie Beach-Volleyball oder Regatten. Tragbare Grills kommen auch an Stränden oder in Parks zum Einsatz, hier bestehen oftmals auch öffentlich nutzbare Gasgrills, die entweder kostenfrei oder gegen eine geringe Gebühr genutzt werden können. Bei diesen Events ist es nicht unüblich, dass sich überwiegend weibliche und männliche Gruppen bilden, eine Befragung von über 1000 Personen im Jahr 2013 ergab, dass mit 74,3 Prozent meist Männer den Grill handhaben. Am Rande des Barbecue-Geschehens spielen Partizipanten auch gerne Cricket oder Fußball. Zur Kühlung von Speisen und Getränken bei Outdoor-Events werden oft Kühlboxen mit der Bezeichnung Esky benutzt, die seit etwa 1960 in Australien hergestellt werden.

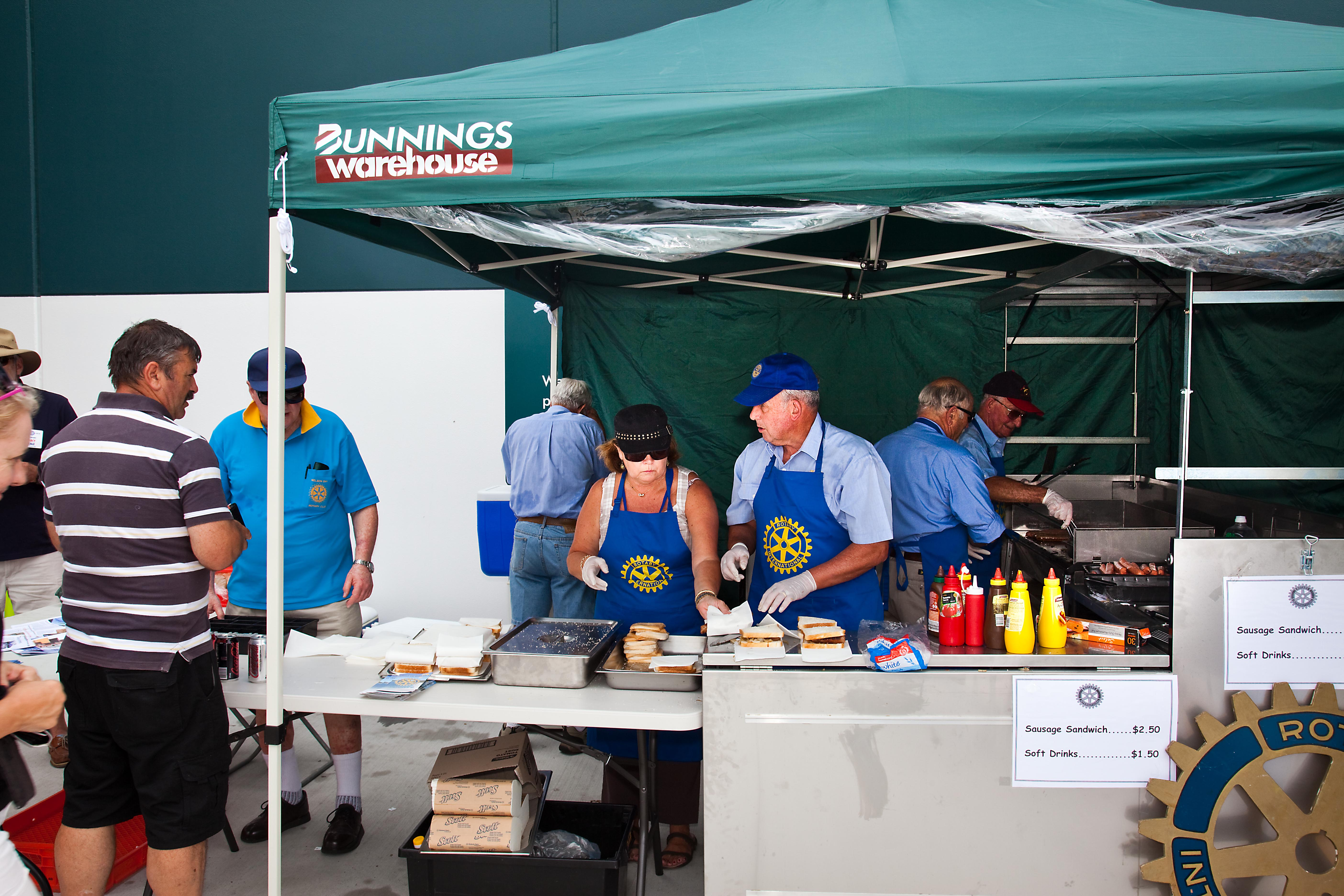
Sausage sizzle, Port Stephens

Als Spendenaktionen werden oftmals sogenannte sausage sizzles („Wurstbrutzel“-Events) veranstaltet, die zum Beispiel an Wochenenden häufig im Außenbereich von Filialen der Baumarktkette Bunnings Warehouse stattfinden. Erlöse dieser Veranstaltungen kommen wohltätigen Zwecken zugute. Auch bei Firmenfesten oder Gemeindeveranstaltungen ist diese Art der Verpflegung beliebt. In aufgebauten Ständen werden hierbei Würstchen (sogenannte snags) und Schmorzwiebeln gegrillt, die dem Kunden auf einer Scheibe Toastbrot oder in einem längs aufgeschnittenen Hotdog-Brötchen (bun) auf Papierservietten überreicht werden. Senf und tomato sauce (Ketchup) stehen zur Ergänzung bereit.

### Take-away

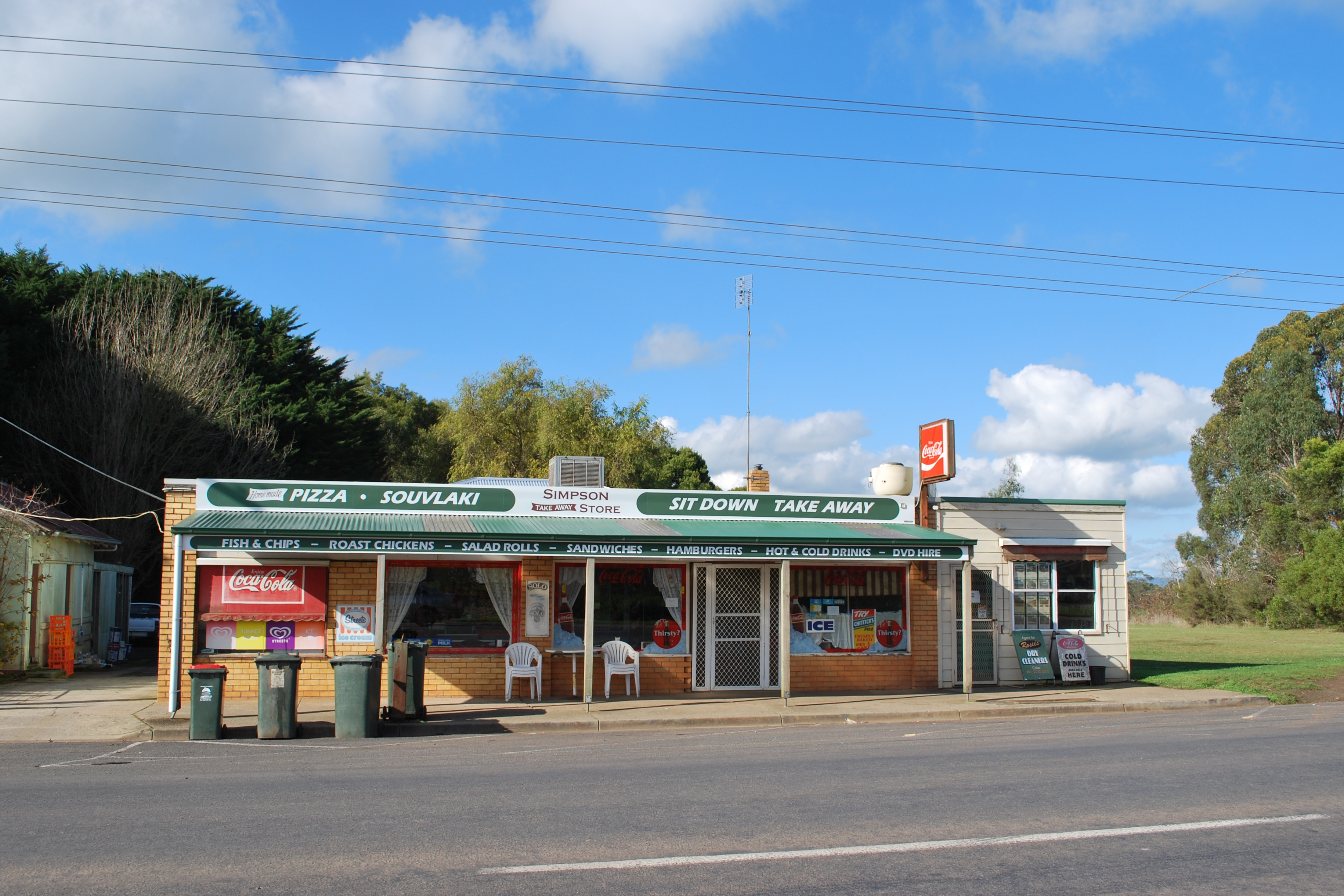
Take-away in Simpson, Victoria
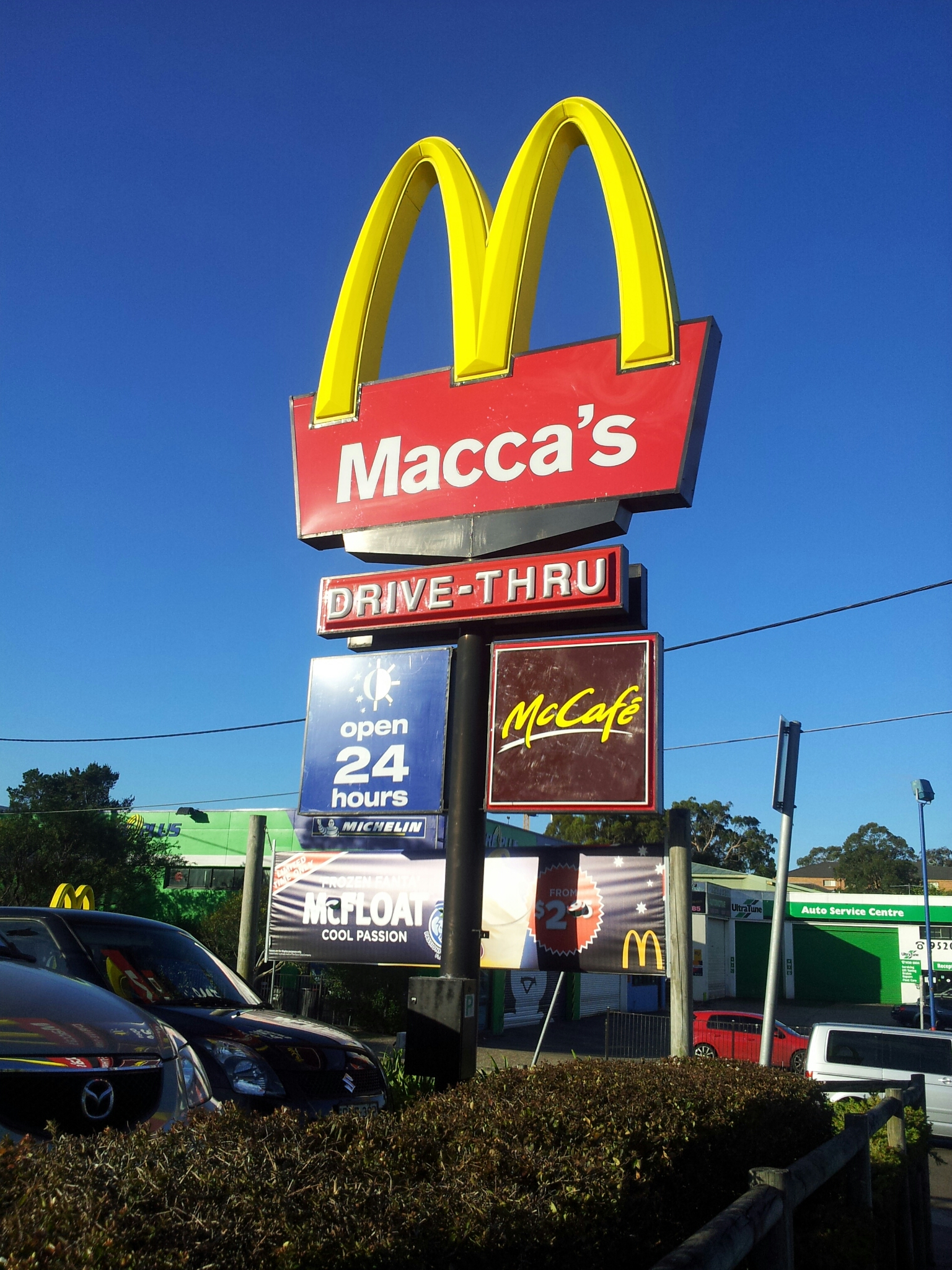
Macca’s-Promo in Engadin

Take-away, also das Mitnehmen von zubereiteten Gerichten, ist in Australien sehr beliebt. Das Land verfügt über eine Vielfalt von markenfreien Pizzerien, Fish and chips shops und Lunch shops mit Burgern oder Sandwiches, die diesen Service anbieten. Viele der bereits genannten Snacks und Gerichte sind auf diese Weise erhältlich, hiervon machten 84,5 Prozent der Australier im Alter von über 14 Jahren im Jahr 2018 regelmäßig Gebrauch. 2014 gaben Australier $130 Milliarden A$ für Nahrungsmittel aus, ein Viertel davon in Restaurants, Cafés und als Take-away. Im gleichen Jahr nahmen Australier durchschnittlich 4,1 mal im Monat die Take-away-Option wahr, gingen 3,1 mal im Monat zum Essen aus und bereiteten vier von fünf Abendmahlzeiten daheim zu.

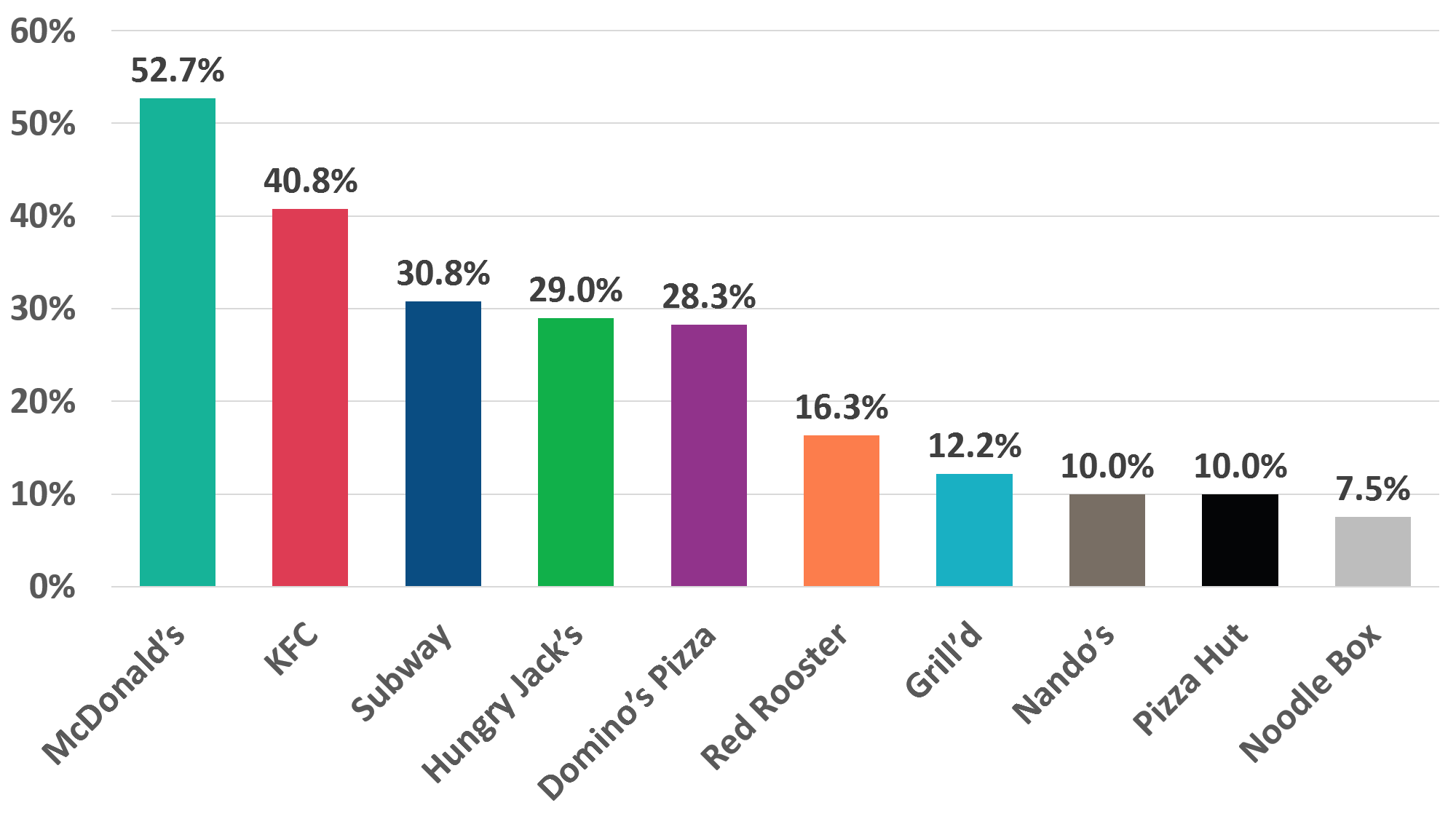
Top 10 Schnellrestaurants nach Prozentanteil der Australier, die das Produktangebot innerhalb von sechs bis zwölf Monaten annahmen (Stand März 2018)

2019 setzte der Take-away-Markt 22 Milliarden A$ um; der Markt ist seit 1983 jährlich um durchschnittlich 5,8 Prozent gewachsen. Australier gaben im Jahr 2019  mit durchschnittlich 65 Käufen 880 A$ hierfür aus (1,6 Milliarden Transaktionen insgesamt / 4,5 Millionen täglich). Eine Person bezahlte im Schnitt pro Kauf 13,60 A$, zur Abendzeit 15,20 A$. Take-away ist für 10 Prozent der Australier schon morgens eine Option, 40 Prozent bestellen mittags und 50 Prozent abends.
Melbourne ist der Ort, wo Kunden gerne ihr Frühstück mitnehmen. In Sydney leben die meisten Personen, die mehr als einmal pro Woche Take-away zum Mittagessen wählen. Melbournians bevorzugen abends Take-away, wogegen Sydneysiders zum Abendessen meist Restaurants aufsuchen. Menschen im Northern Territory, in Queensland, Südaustralien, Tasmanien und Westaustralien ziehen abends Fast-Food-Restaurants vor.
Neben McDonald’s (Spitzname Macca’s), KFC (beide seit den 1960er Jahren), Hungry Jacks bieten auch andere Schnellrestaurantketten oftmals eine Bedienung im Drive-through an. Das australische Unternehmen Red Rooster serviert in seinen Lokalen hauptsächlich Hühnerfleischgerichte. Nando’s und Oporto bedienen die Nachfrage für pikant gewürztes Hühnerfleisch nach portugiesischer Art. Auch Pizza Hut (seit den 1960er Jahren), Domino’s Pizza, Eagle Boys und Subway haben eine sichtbare Präsenz. Nicht selten sind an Standorten von Schnellrestaurants gleich mehrere dieser Anbieter mit ihren Lokalen vertreten.
Viele dieser Küchen bieten einen Heimlieferservice für ihre Produkte an, hierauf haben sich zusätzlich Anbieter wie UberEATS, Menulog, DoorDash und bis 2022 auch Deliveroo spezialisiert.

### Pub Food

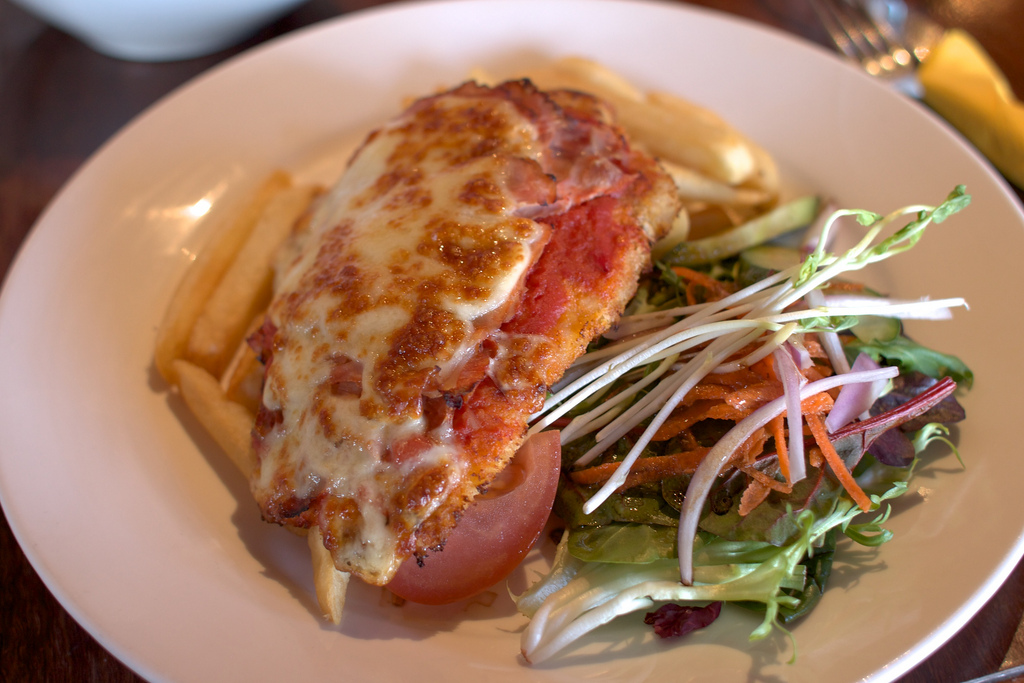
Chicken parmigiana
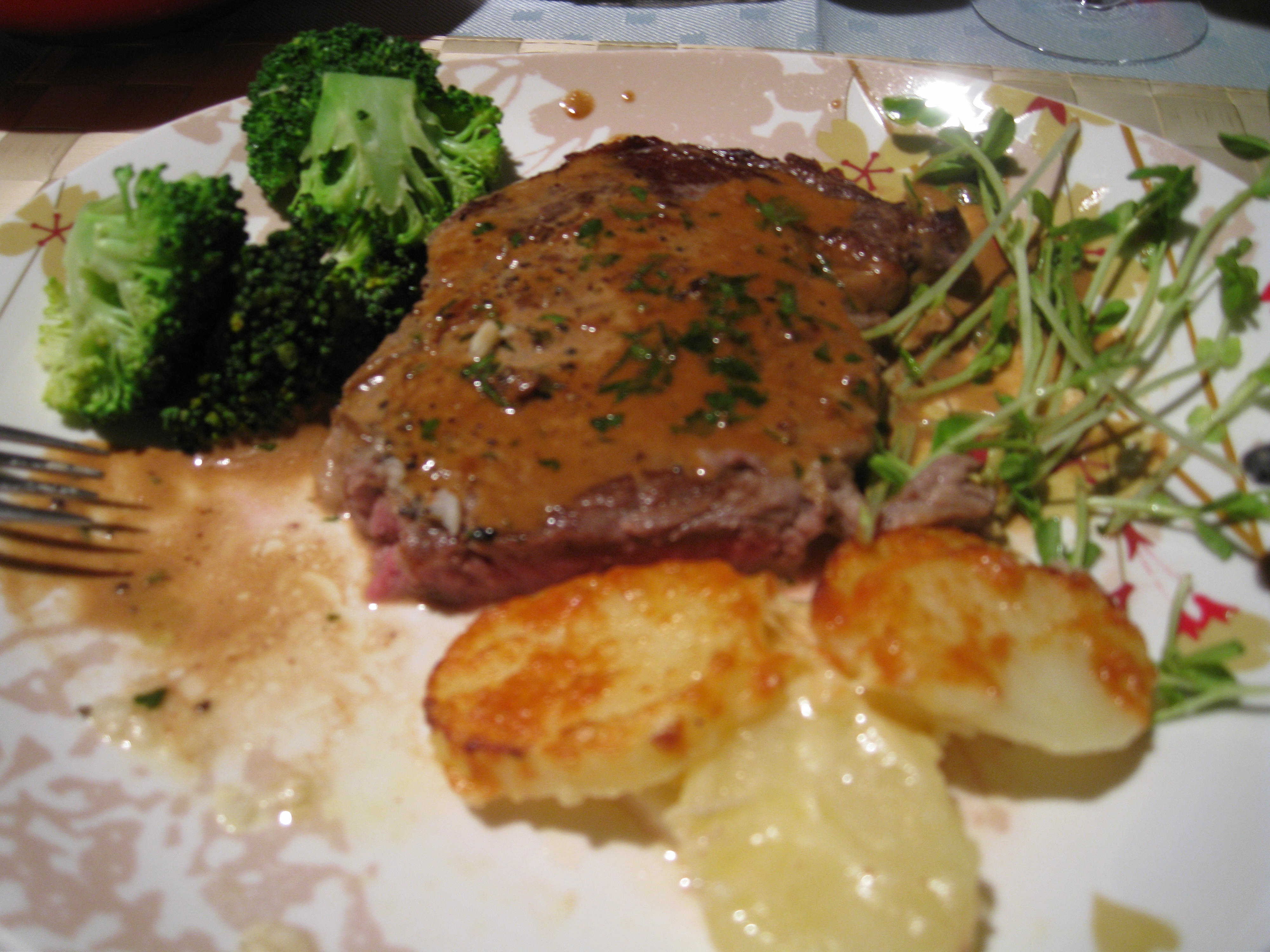
Steak Diane
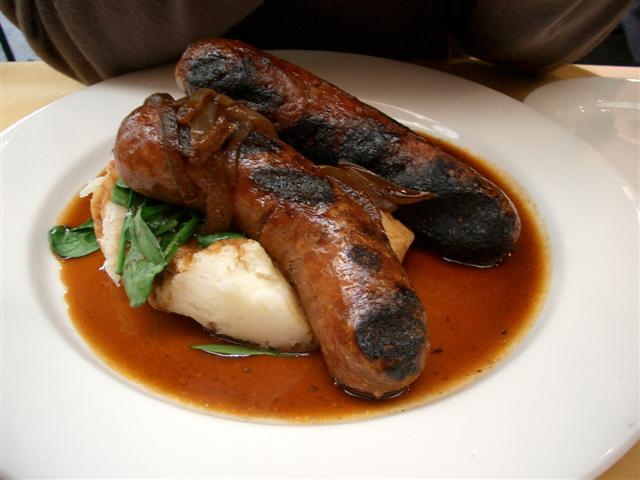
Bangers and mash
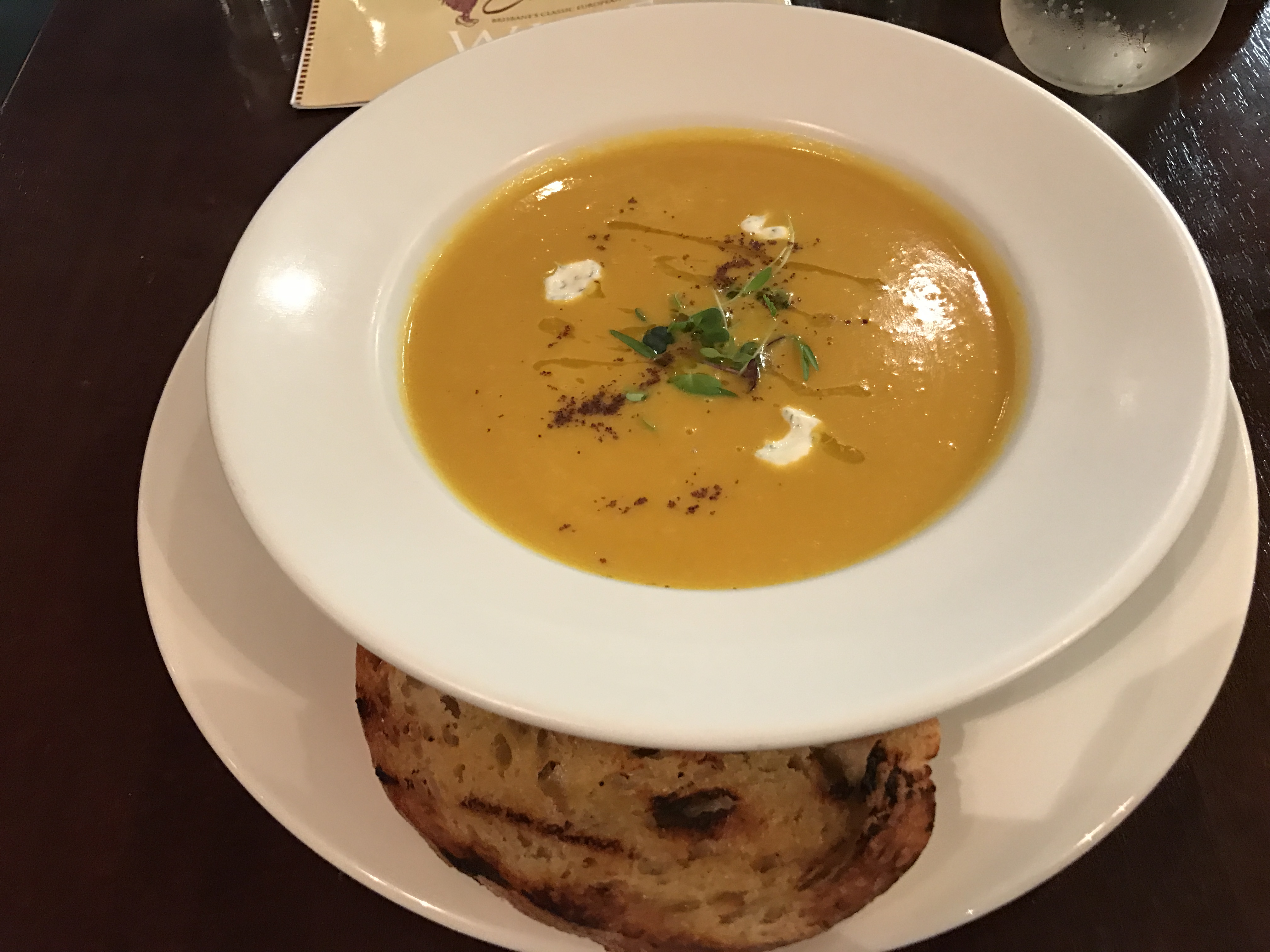
Pumpkin soup

Pubs sind Gaststätten mit Kneipenbetrieb für Getränke und einer Küche für warme und kalte Speisen, dem sogenannten Pub Food. Klassiker dieses Genres sind
- Schnitty (Hähnchenbrustschnitzel mit Salat und Pommes frites)[164]
- Burger neben Salat und Pommes frites
- Chicken parmigiana (Hähnchenbrust mit Tomatensalsa und Käse überbacken neben oder auf Salat und Pommes frites, beliebt seit den 1950er Jahren)
- Wedges (gebackene Kartoffelspalten mit Sweet-Chili-Sauce und Schmand)
- Steak mit Pommes frites und Salat (chips and salad) oder Gemüse und Kartoffelpüree (veg and mash), wahlweise mit Pfeffersauce (pepper sauce), Bratensauce (gravy) oder sauce Diane
- Surf ’n’ Turf (Kombination von Meeresfrüchten mit Fleisch, Gerichte auch gerne mit zusätzlichen prawns (Garnelen))
- Nachos (Tortilla-Chips mit geschmolzenem Käse, einer Sauce, Schmand, Guacamole und auch Hackfleisch)
- Bangers and mash (Bratwurst auf Kartoffel- oder Erbsenpüree mit karamellisierten Zwiebeln und Bratensauce)
- Roast of the day (Braten des Tages, vielfach Lamm)
- Mixed Grill, oft mit Steak (minute oder T-bone), ein Stück Fleisch aus der Schulter oder dem Rücken eines Lamms (lamb chops), Würstchen (sausages), Frühstücksspeck (bacon), gebratenen Eiern (fried egg) und Pommes frites (chips) oder auch mit Grilltomate (grilled tomato) oder gegrillter Ananas (grilled pinapple).[165]
- In den kälteren Monaten hat die Kürbissuppe (pumpkin soup) Tradition.[166]

### Clubs

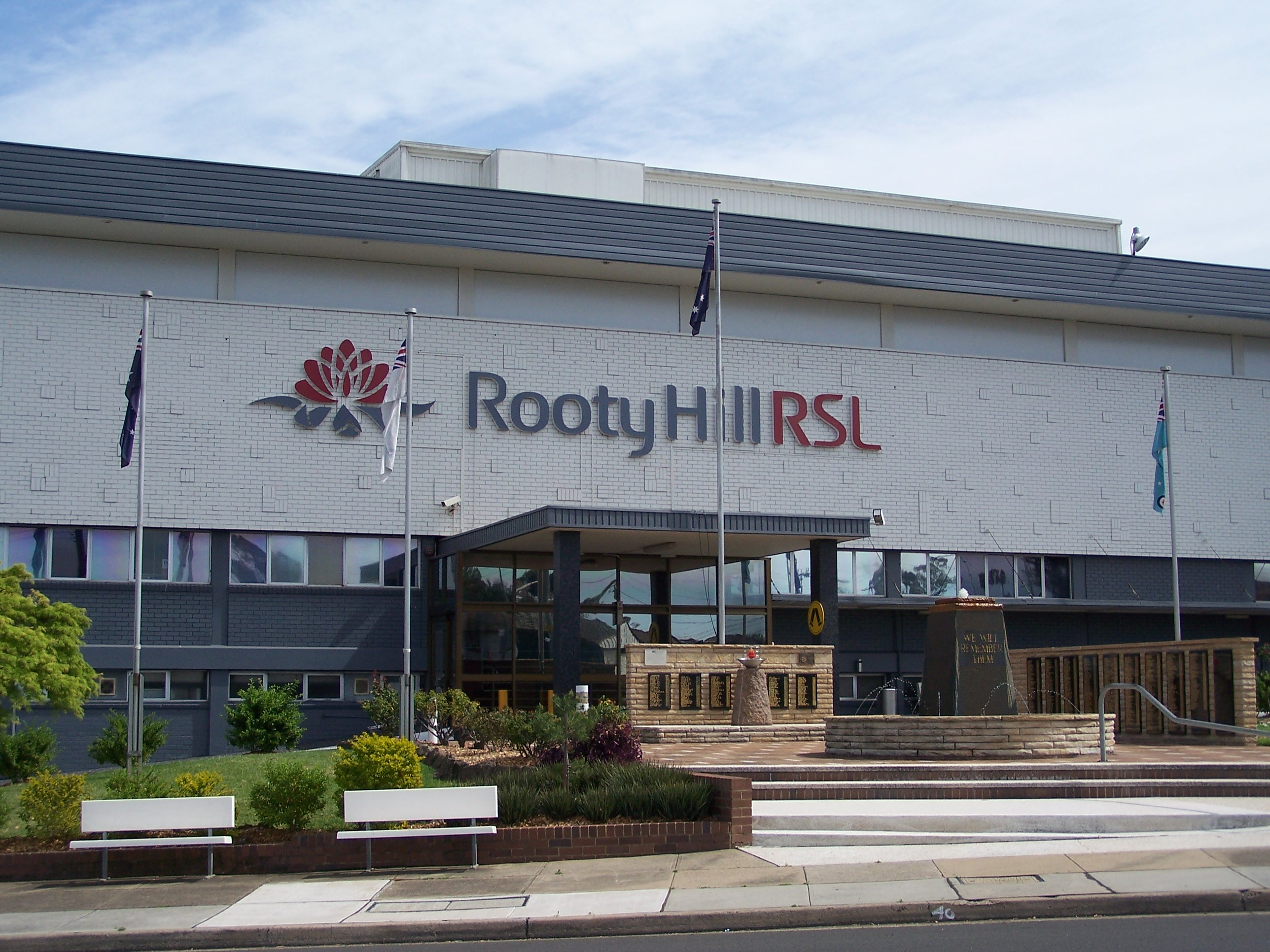
Rooty Hill RSL, im Westen Sydneys
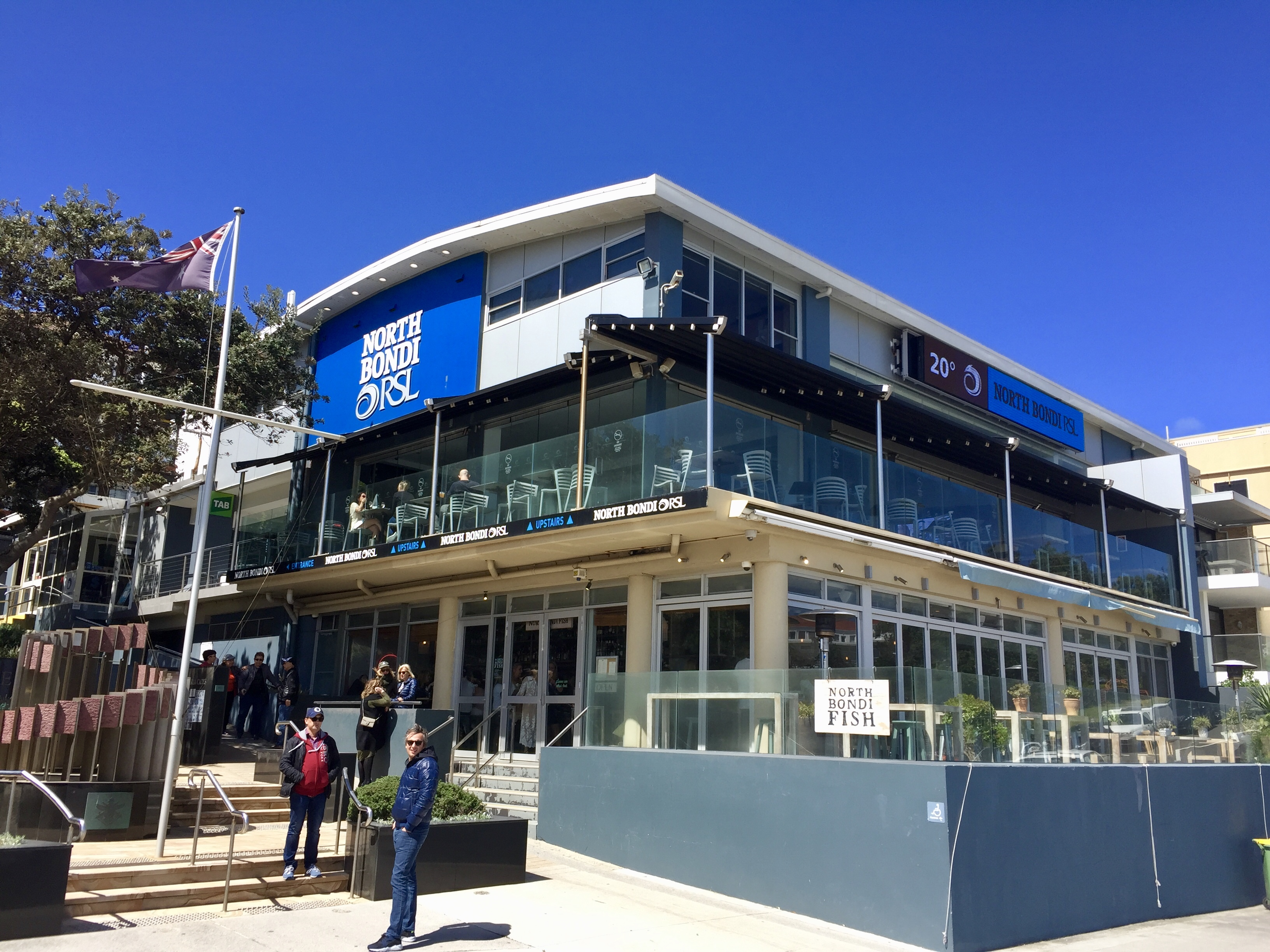
North Bondi RSL, östl. Sydney

Clubs sind ähnlich wie Vereine auf Mitgliedschaft basierende, gemeinnützige Organisationen. In Australien bestehen etwa 6500 Gemeindeclubs (Stand 2020), die sowohl in den Metropolen als auch in ländlichen Bereichen angesiedelt sind. Neben Glücksspielbereichen mit Geldspielautomaten wie poker machines oder pokies sowie Veranstaltungseinrichtungen verfügen Clubs auch üblicherweise über ausgedehnte Bar- und Essbereiche, in denen oft nach Art einer Kantinenküche, aber auch in hauseigenen Restaurants Gerichte zubereitet und relativ preisgünstig angeboten werden. Das Angebot der Clubs richtet sich vorwiegend an die Mitglieder und deren Gäste, auch nicht affiliierte Besucher haben im Rahmen eines Regelwerks Zutritt. Einer Erhebung von 2015 zufolge hatten australische Clubs in diesem Jahr 13,2 Millionen Mitglieder.
Die Club-Branche unterteilt sich in 24 Prozent Bowlingclubs, 24 Prozent Sport- und Freizeitclubs, 17 Prozent Golfclubs, 15 Prozent Returned and Services League of Australia (RSL)-Clubs, 4 Prozent Gemeinde- und Arbeiterclubs und 4 Prozent kulturelle und religiöse Clubs.

## Getränke

### Alkoholische Getränke

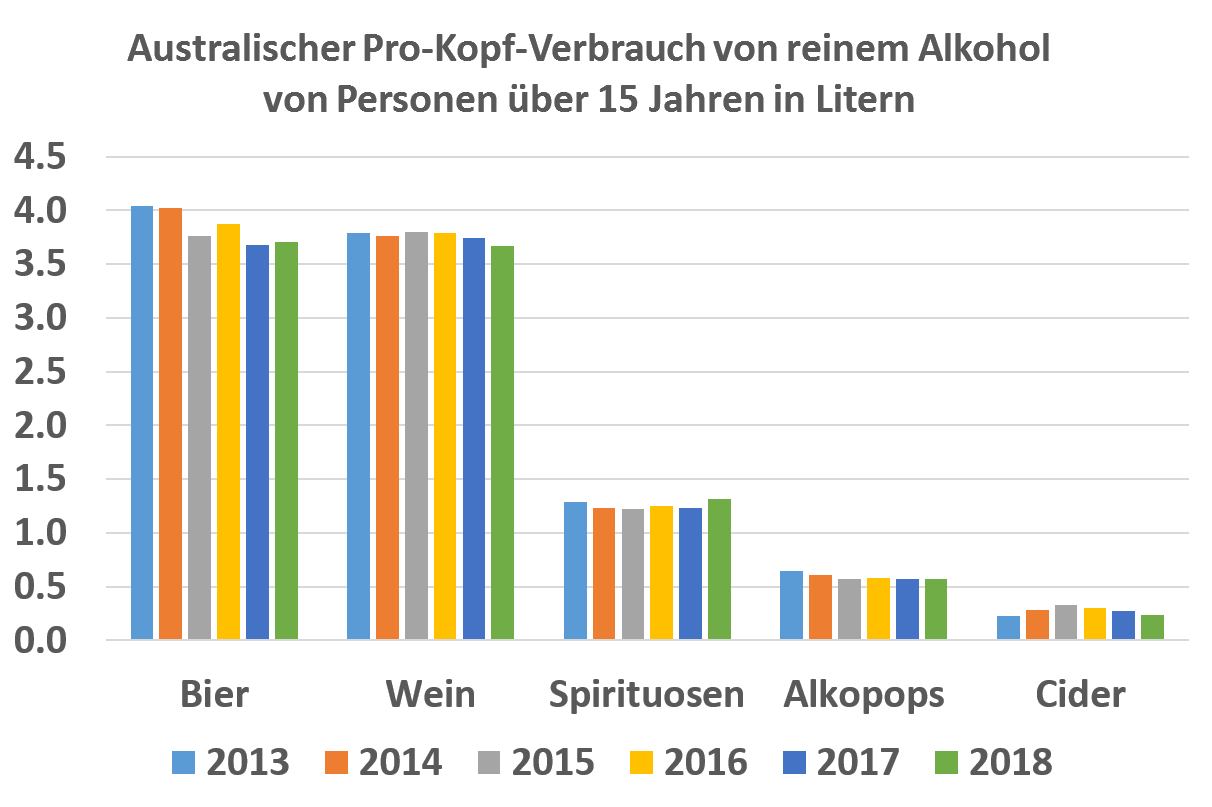

Die Regulierung des Verkaufs alkoholischer Getränke liegt in der Verantwortung des Staates. Allgemein werden Bier, Wein und Spirituosen in bottle shops (umgangssprachlich auch bottle-o) angeboten, die eine Lizenz zum Verkauf benötigen und gelegentlich über Durchfahrschalter (Drive-through) verfügen. Dabei kann es sich um einen separaten Abschnitt eines Supermarkts oder um einzelne Geschäfte handeln, größere Einzelhandelsunternehmen haben in der Regel ihre eigenen Bottle-Shop-Franchises. Auch Gaststätten verkaufen alkoholische Getränke für externen Konsum; der Bundesstaat Victoria und das Australian Capital Territory erlauben den Verkauf von alkoholischen Getränken in Supermärkten und Convenience Shops, das Trinken von Alkohol in der Öffentlichkeit ist jedoch verboten. Zudem ist es untersagt, den Besitz von Alkohol öffentlich zur Schau zu stellen. In der Regel werden Flaschen mit alkoholischen Getränken beim Kauf direkt in undurchsichtige, braune Papiertüten verpackt. Australische Restaurants, die nicht immer über eine Lizenz für den Alkoholausschank verfügen, bieten häufig den Service BYO an (kurz für bring your own), bei dem Gäste ihre eigenen alkoholischen Getränke mitbringen können, aber eine Gebühr für das „Entkorken“ (corkage) in Rechnung gestellt bekommen, die, je nach Restaurant, zwischen 2 A$ und 50 A$ pro Flasche betragen kann. Wirbt ein Restaurant dagegen mit fully licensed, so hat es alkoholische Getränke im Angebot.
Reduziert auf den reinen Alkoholgehalt dieser Getränke konsumierten Australier über 15 Jahren im Jahr 2018 pro Kopf 9,51 Liter reinen Alkohol. Dies entspricht durchschnittlich 2,08 Standardgläsern, die täglich pro Kopf konsumiert wurden. Der Anteil der Alkohol konsumierenden Australier ab 15 Jahren variierte in der Demografie, so konsumierten Männer (81,8 Prozent) im Schnitt häufiger Alkohol als Frauen (71,4 Prozent). Bei den 25- bis 64-Jährigen war der Alkoholkonsum höher (durchschnittlich 80,0 Prozent) als bei den 15- bis 24-Jährigen (67,9 Prozent) und bei den über 65-Jährigen (71,6 Prozent). Außerhalb von Australien geborene Personen (68,1 Prozent) konsumierten weniger Alkohol als die im Land geborene Bevölkerung Australiens (80,6 Prozent).
Das Land gehörte 2018 zu den drei teuersten Orten weltweit für den Kauf von Alkohol, Zigaretten und Drogen. Die durchschnittlichen Kosten für ein Bier in Sydney und Melbourne schwankten in diesem Jahr zwischen acht und neun A$, während für eine Flasche Wein in Sydney durchschnittlich 20 A$ und für ein Standard-Cocktail in Sydney and Melbourne zwischen 17 und 18 A$ verlangt wurden. Zu den am meisten nachgefragten alkoholischen Getränken gehören Bier, Wein, Spirituosen, Alkopops und Cider.

#### Bier

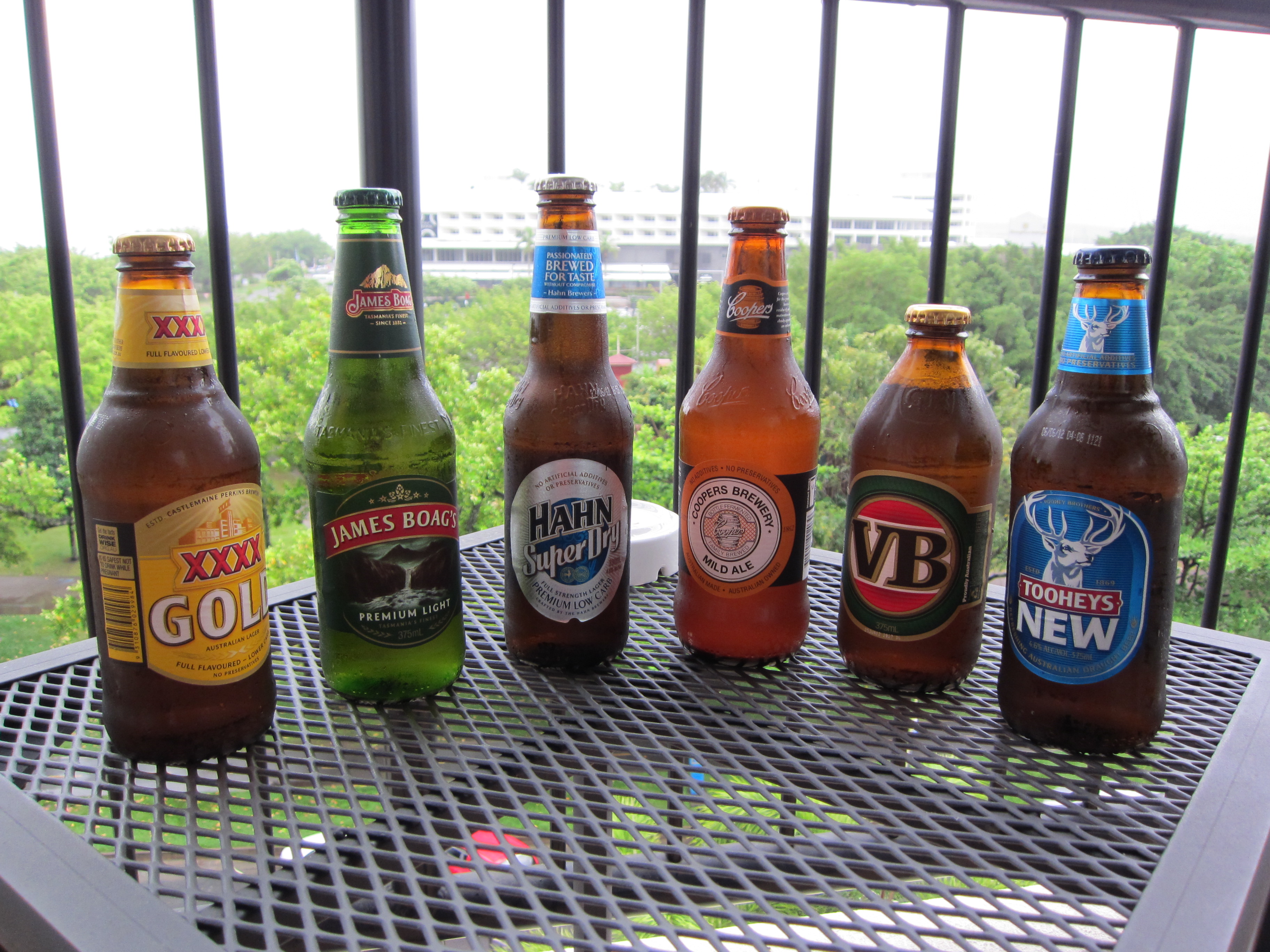
Sechs Biermarken
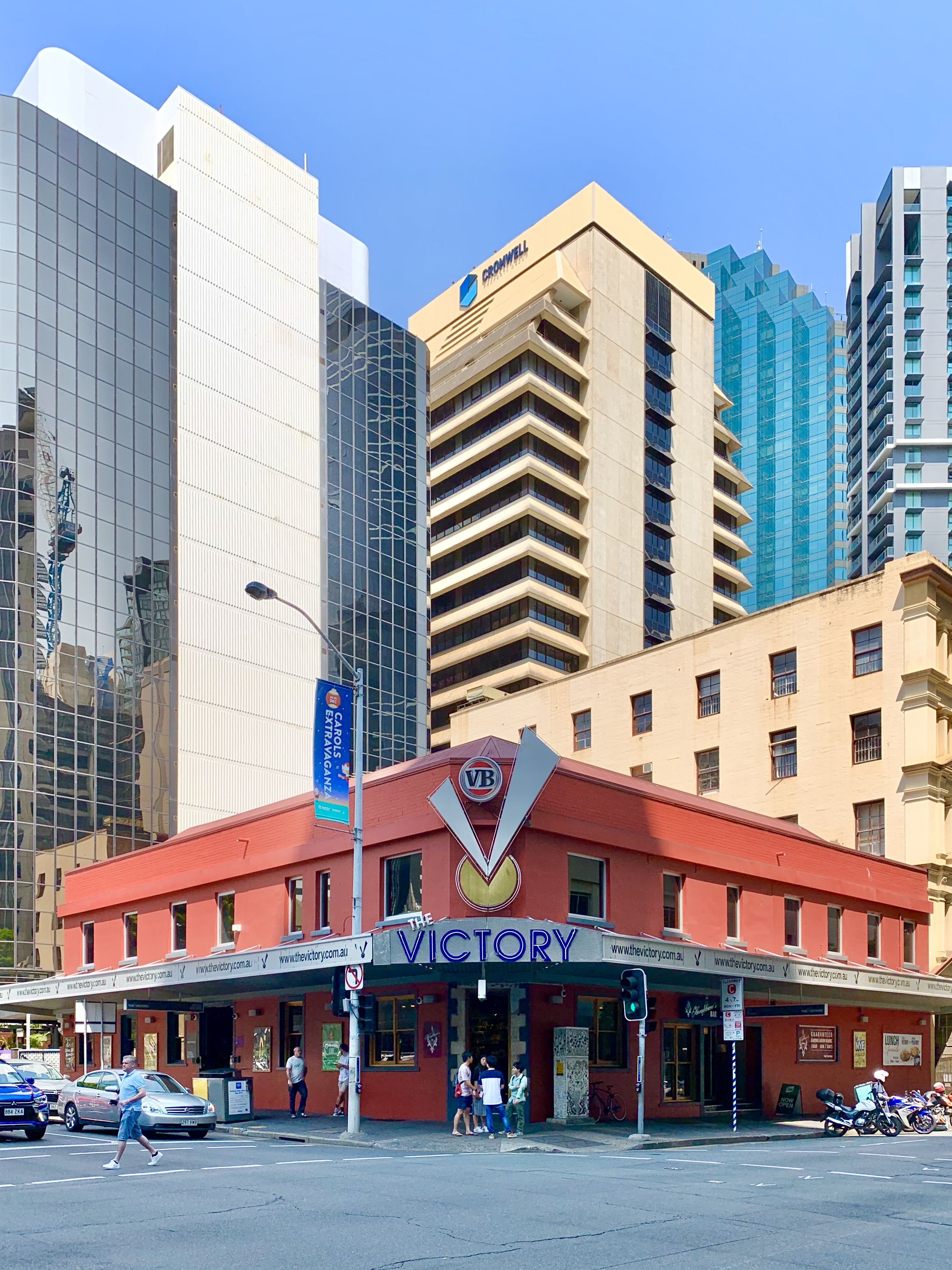
Victory Hotel, Brisbane

Die Biermarke Foster’s Lager der Foster’s Group erlangte vor allem durch Sport-Sponsoring internationale Bekanntheit, in Australien selbst jedoch wird diese Sorte kaum getrunken. Die meistgekauften Biermarken Australiens sind Victoria Bitter (VB) und Carlton Draught. Beide werden von der Carlton & United Beverages Brewery hergestellt, die ebenfalls zur Foster’s Group gehört. Die Marke Castlemaine XXXX wird vorwiegend in Queensland konsumiert und hatte 2012 den höchsten Marktanteil aller in Australien verkauften Biere. Zusätzlich zu den etablierten Marken ist eine große Zahl von craft beers aus etwa 500 Mikrobrauereien erhältlich.
Australische Pubs bieten in der Regel mehrere Sorten Bier vom Fass (draught beer, meist in Glasgrößen wie schooner [425 ml] oder middy [285 ml]) und weitere Sorten als Flaschenbier an. Das meiste Flaschenbier wird in den Größen 250 ml (Throwdown/Twist Top), 375 ml (Stubby) oder 750 ml (Long Neck) verkauft. Ein Karton mit 24 Bierflaschen trägt die Bezeichnung slab (deutsch Platte, Block). Zahlreiche Pubs tragen die Bezeichnung „Hotel“ in ihrem Namen, da viele von ihnen bis in die 1980er Jahre zusätzlich kostengünstige Unterbringung anboten. Heute jedoch verfügen die meisten dieser Etablissements kaum mehr über Fremdenzimmer, behielten aber ihre Namen bei.
Bier wird in Australien in der Regel eiskalt serviert.
Damit diese Trinktemperatur auch bei hohen Außentemperaturen gehalten werden kann, werden Bierflaschen oder -dosen oft in isolierende Schutzhüllen aus Neopren  gesteckt, die unter der Bezeichnung stubbie holders bekannt sind, deren Erfindung dem Australier Alex Lang in der späten 1960er Jahren zugeschrieben wird.

#### Wein

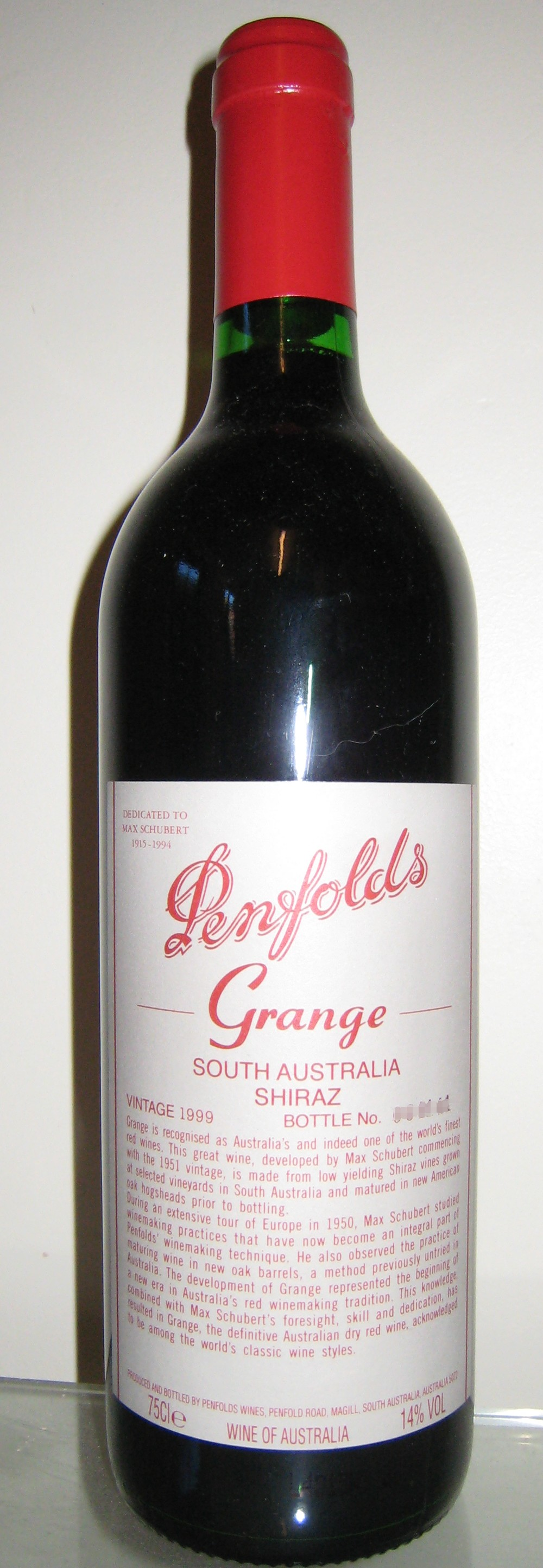
Penfolds Grange
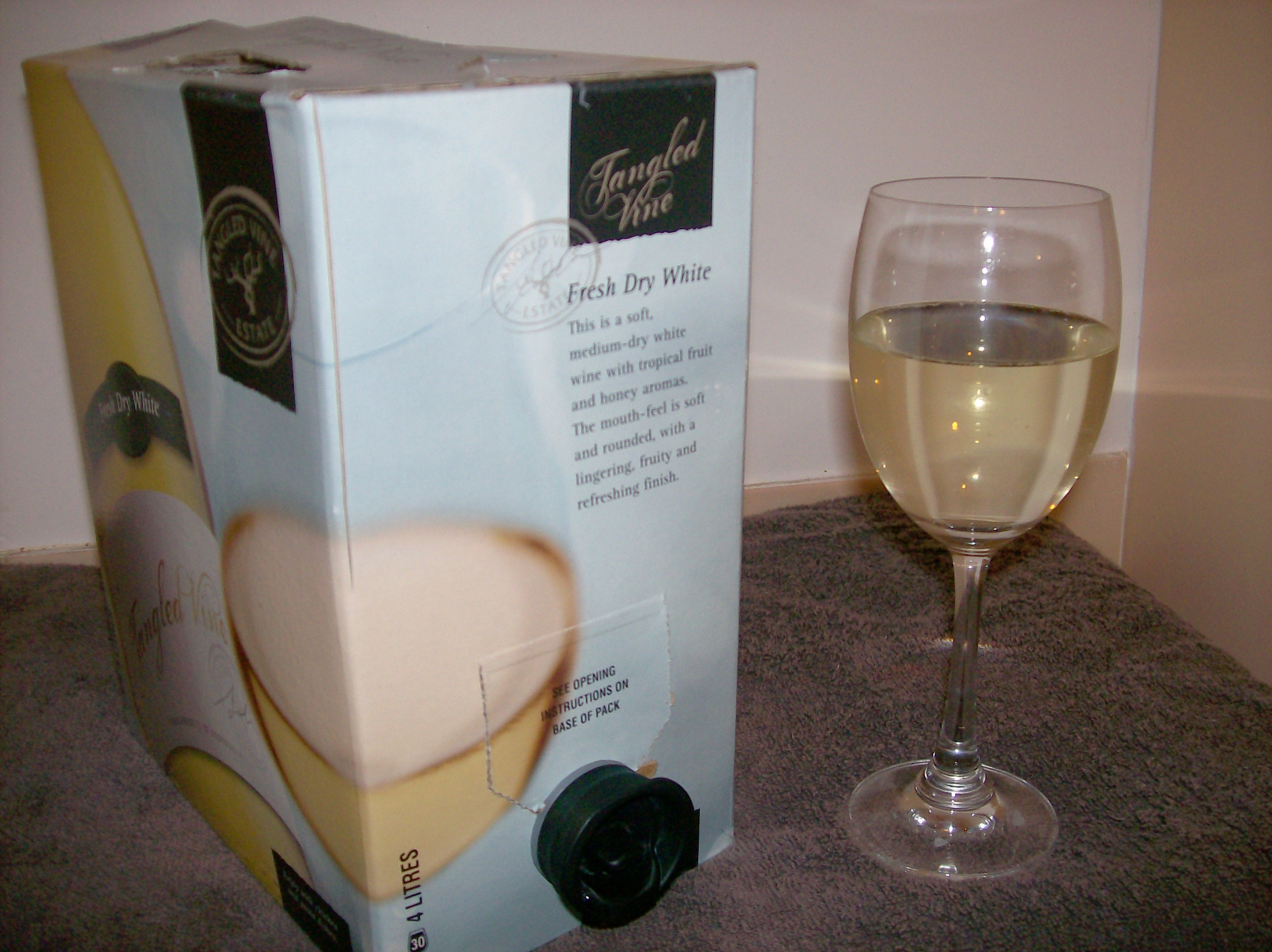
Kartonbox mit goon

Die Hälfte der australischen Weinproduktion der Saison 2018/19 stammte aus South Australia. 30 Prozent kamen aus New South Wales, 17 Prozent aus Victoria, nur ein geringer Anteil kam aus Western Australia, Tasmanien und Queensland. Die am meisten angebauten roten Weine waren Shiraz, Cabernet Sauvignon, Merlot und Pinot noir; bei den weißen Weinen waren es Chardonnay, Sauvignon Blanc, Pinot gris, Muscat Gordo Blanco. 40 Prozent (etwa 500 Millionen Liter) der jährlichen Weinproduktion des Landes wurden 2019 im Inland konsumiert. Australischer Wein dominierte damit den lokalen Markt; der Anteil von importiertem Wein lag mit etwa 95 Millionen Liter unter 20 Prozent, wovon zwei Drittel aus Neuseeland stammten. 60 Prozent seiner Gesamtproduktion exportierte Australien und war damit der fünftgrößte Weinexporteur weltweit.
Der rote Wein Australiens gilt als erdig und trocken, der weiße als frisch. In einer Rangliste von weltweit mehr als 50.000 Produzenten von 700.000 Weinen wurden 2017 vier Weine australischer Kellereien in die Top 20 aufgenommen, namentlich Jacob’s Creek, Wolf Blass, McGuigan Wines und Taylors Wines. In einer nationalen Beurteilung australischer Weine schnitten 2019 die Kellereien Penfolds (Barossa Valley), Morris Wines (Indigo Shire) und Wynns Coonawarra Estate (Coonawarra) am besten ab.
Als australischer Klassiker gilt seit Mitte der 1960er Jahre der Genuss von Weinen in Kartonboxen (umgangssprachlich goon) mit etwa vier Litern Inhalt. Jedes dritte in Australien getrunkene Glas Wein stammte 2015 aus einer solchen Verpackung.

#### Spirituosen

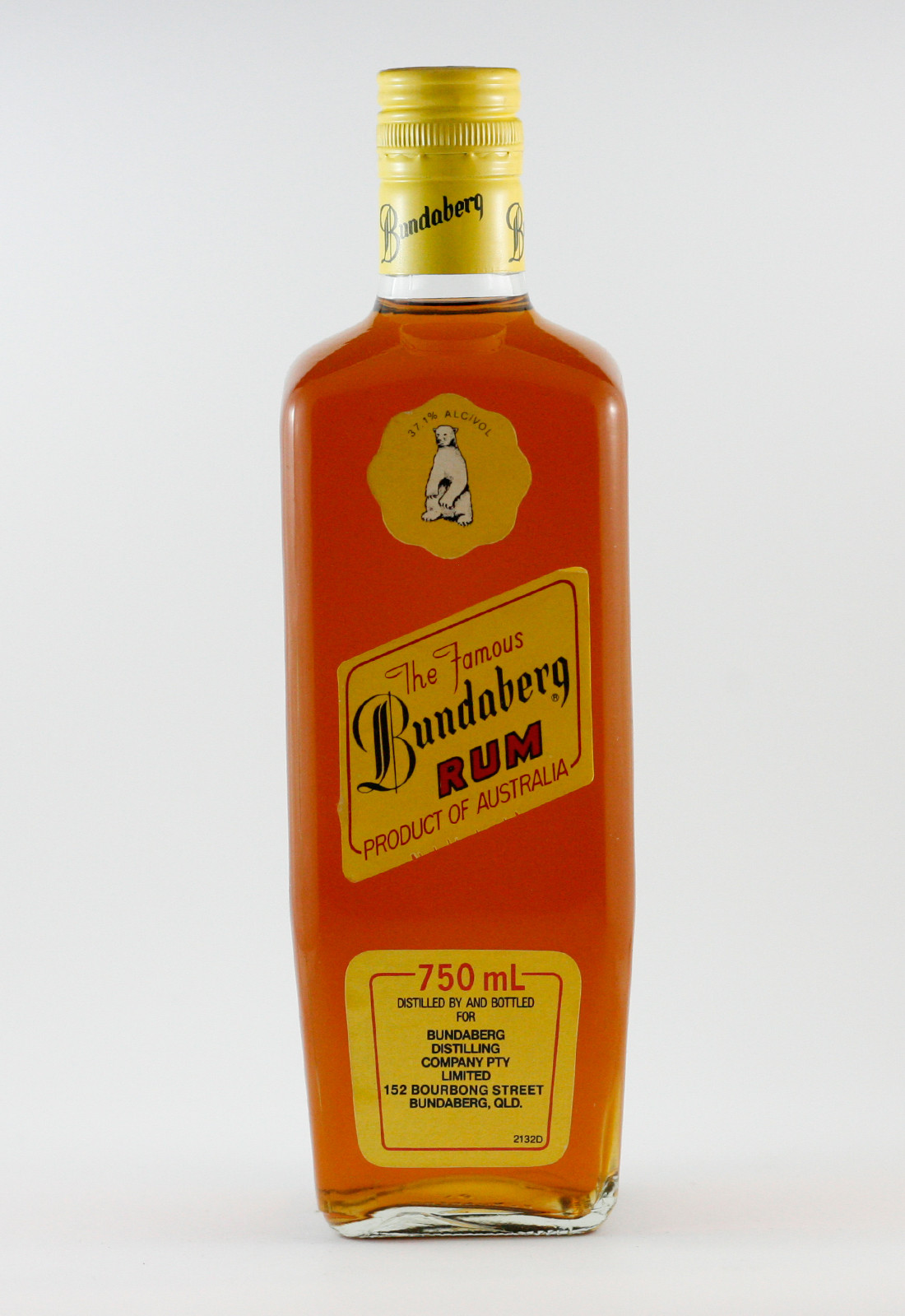
Bundaberg Rum

Unter den heimischen Spirituosen sticht der aus in Queensland angebautem Zuckerrohr destillierte Bundaberg Rum hervor, der bei den World Drinks Awards 2017 in London und der San Francisco World Spirits Competition (SFWSC) 2017 wie auch in den Jahren davor mehrere Auszeichnungen erhielt.
Andere beliebte australische Spirituosen sind Mr Black Coffee Liqueur (Goldmedaille der London International Wine & Spirits Competition 2012), Archie Rose Gin (mehrere Auszeichnungen), Onyx Coffee Spirits, St Agnes Brandy, 666 Vodka, Vodka O (mehrere Auszeichnungen), Hippocampus Gin & Vodka oder Old Young’s Gin (Distillery of The Year, Australian Distilled Spirits awards 2017). Der durchschnittliche Alkoholanteil liegt bei Spirituosen bei etwa 40 Prozent.

#### Alkopops

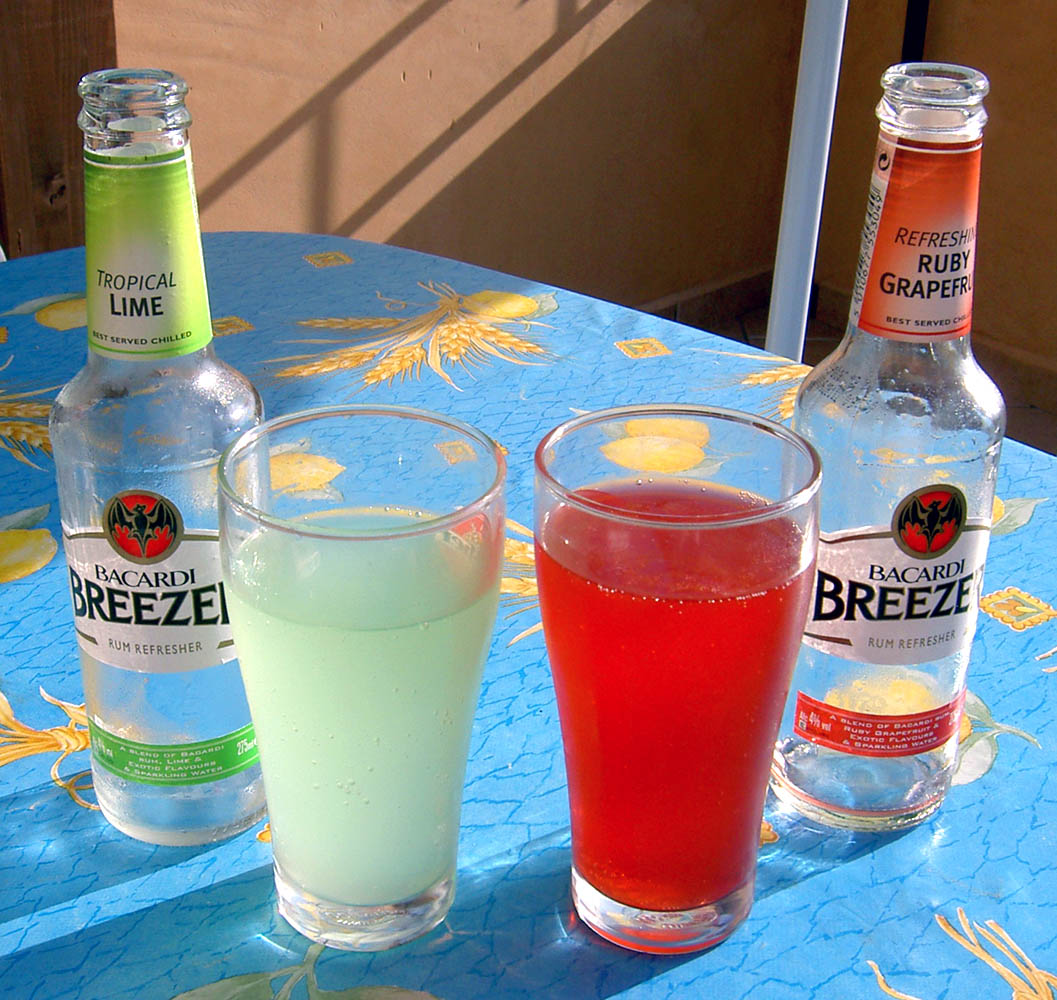
Bacardi Breezer

Alcopops oder coolers sind alkoholhaltige, süße Getränke, die bevorzugt von jungen Erwachsenen konsumiert werden. Ihr Alkoholanteil liegt zwischen vier und sieben Prozent. Sie sind in der Regel trendig verpackt und haben zumeist fruchtige Aromen, die den Alkoholgeschmack überdecken können. Das Marketing für diese vorgemischten Fertiggetränke, die unter der Bezeichnung ready to drink (RTDs) bekannt sind, zielt auf die Gruppe der über 18-Jährigen ab, jedoch finden sie auch bei Minderjährigen Gefallen. 2008 führte die australische Regierung eine zusätzliche Steuer auf diese Getränke ein, die sogenannte alcopop tax, wonach sich in New South Wales die Zahl der stark betrunkenen jungen Menschen, die sich in Notaufnahmen von Krankenhäusern einfanden, erheblich reduziert hatte. Auch nahm das Ausmaß von Trunkenheit am Steuer in dieser Altersgruppe ab.
Zu den beliebten Sorten gehören Smirnoff Ice Double Black, Ice Double Black & Guarana oder Ice Original; Vodka Cruisers in Geschmacksrichtungen wie Guava, Juicy Watermelon, Pure Pineapple, Electric Pink oder Mudshake; UDL Pineapple Vodka, Green Apple Vodka oder Lime & Soda Vodka; Ruski Lemon; Midori Splice, Bacardi Breezer mit Raspberry oder Lime; Raspberry Red Bear Vodka und Elevate Alcoholic Soda with Guarana.

#### Cider
Cider, ein Apfelschaumwein, erfreut sich großer Popularität in Australien. Zwischen 2006 und 2016 stieg die Zahl der australischen Konsumenten, die innerhalb eines Zeitraums von vier Wochen das Getränk mindestens einmal zu sich nahmen, um fast 600 Prozent von durchschnittlich 337.000 auf 2.349.000. Über 120 im Land hergestellte Cider-Marken sind im Angebot. Vieler Erzeuger haben sich in den Apfelanbaugebieten wie Tasmanien, das den Spitznamen Apple Isle (Apfel-Insel) trägt, Südaustralien oder der Mornington Peninsula in Victoria angesiedelt.
Beliebte Sorten sind Somersby Cider, Strongbow Cider, 5 Seeds, Rekorderlig  und Bulmers. Willie Smith’s Organic Cider aus Tasmanien wurde bei den Australian Cider Awards ausgezeichnet, im Oktober 2016 war das Getränk zum zweiten Mal in Folge unter den Top-Platzierten. Cider hat einen Alkoholanteil von zwischen null und sieben Prozent.

### Alkoholfreie Getränke

Ginger Beer, Bundaberg
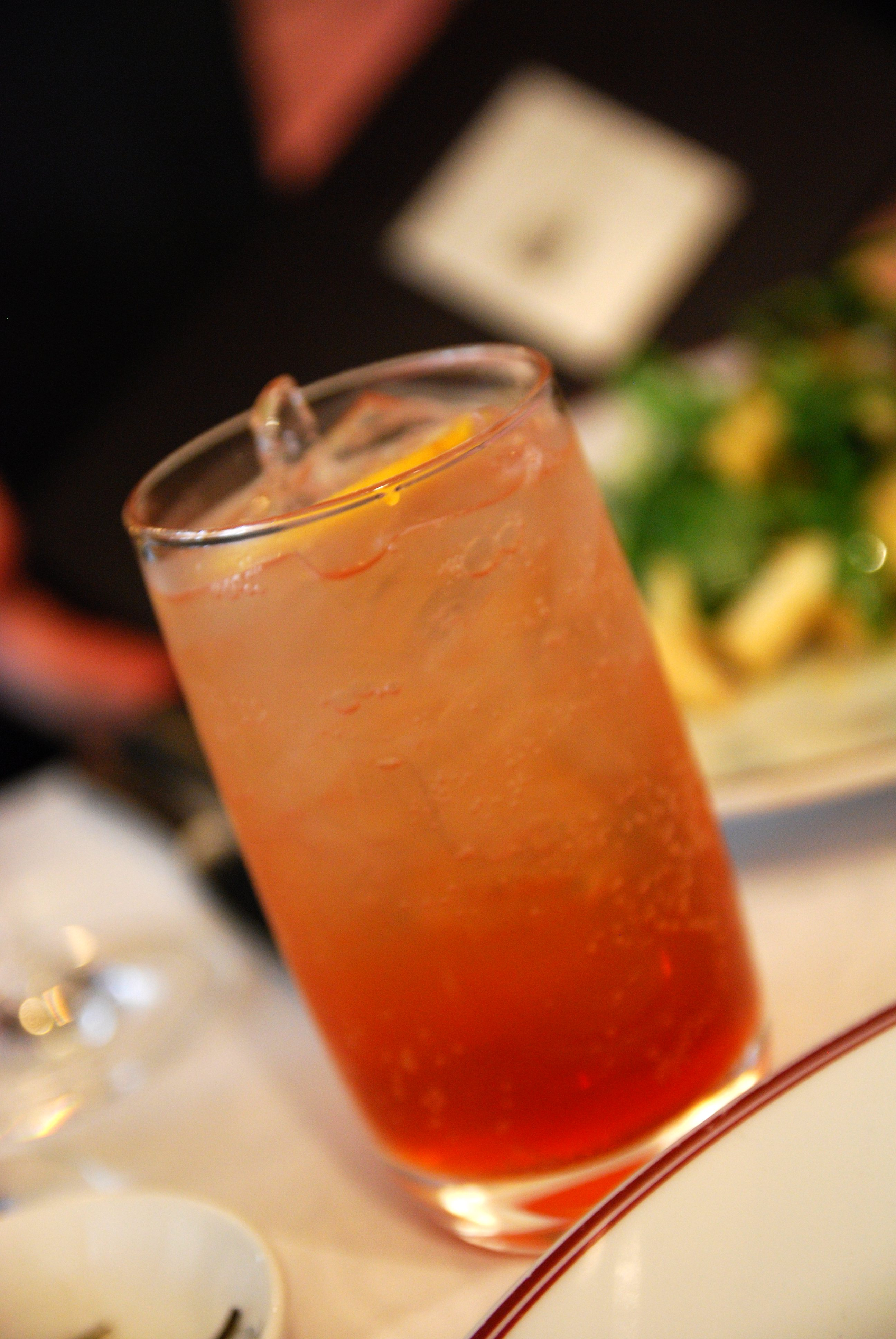
Lemon, Lime and Bitters

2017 enthielten sich 20 Prozent der Australier beim Konsum von Alkohol, 9 Prozent mehr als noch ein Jahrzehnt zuvor. Zu den gern genommenen alkoholfreien Getränken gehören Lemon squash (auch pub squash, naturtrübe Zitronenlimonade, traditionelle Marken sind Solo seit 1978 oder Kirks seit dem 19. Jahrhundert), Ginger Beer und Lemon, Lime and Bitters. Andere Alternativen zu alkoholischen Getränken tragen Namen wie Teetotal GNT (alkoholfreies Gin Tonic), uNN Indian Pale Ale, Seedlip Spice, Brunswick Aces Hearts Blend oder BrewDog Nanny State. Daneben mischen sich viele Australier zuhause Getränke aus Cordial, einem fruchtigen Sirup, und kaltem Wasser. Das 1934 in Australien entwickelte Kakaogetränk Milo, basierend auf einem Pulver, das mit heißer oder kalter Milch oder mit Wasser verrührt wird, erfreut sich besonders bei australischen Kindern großer Beliebtheit. 2014 konsumierten Australier jährlich durchschnittlich 103 Liter Milch (dazu Milchprodukte wie 13 kg Käse, 7 kg Joghurt und fast 4 kg Butter). 2019 lag der Anteil von Milchalternativen wie Mandel- oder Sojamilch bei 7 Prozent des Gesamtmilchmarktes.

### Kaffee

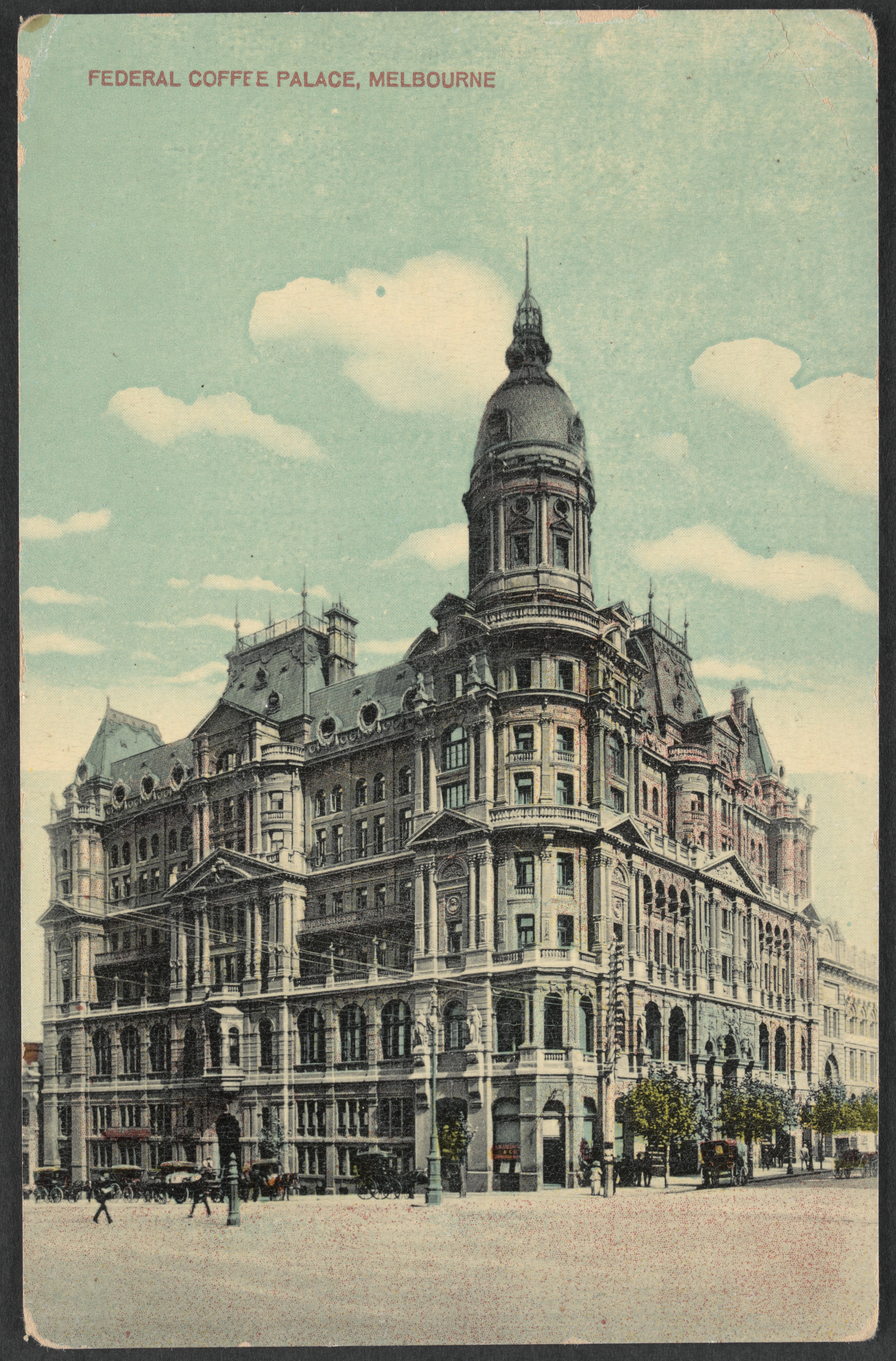
Federal Coffee Palace, Melbourne 1908
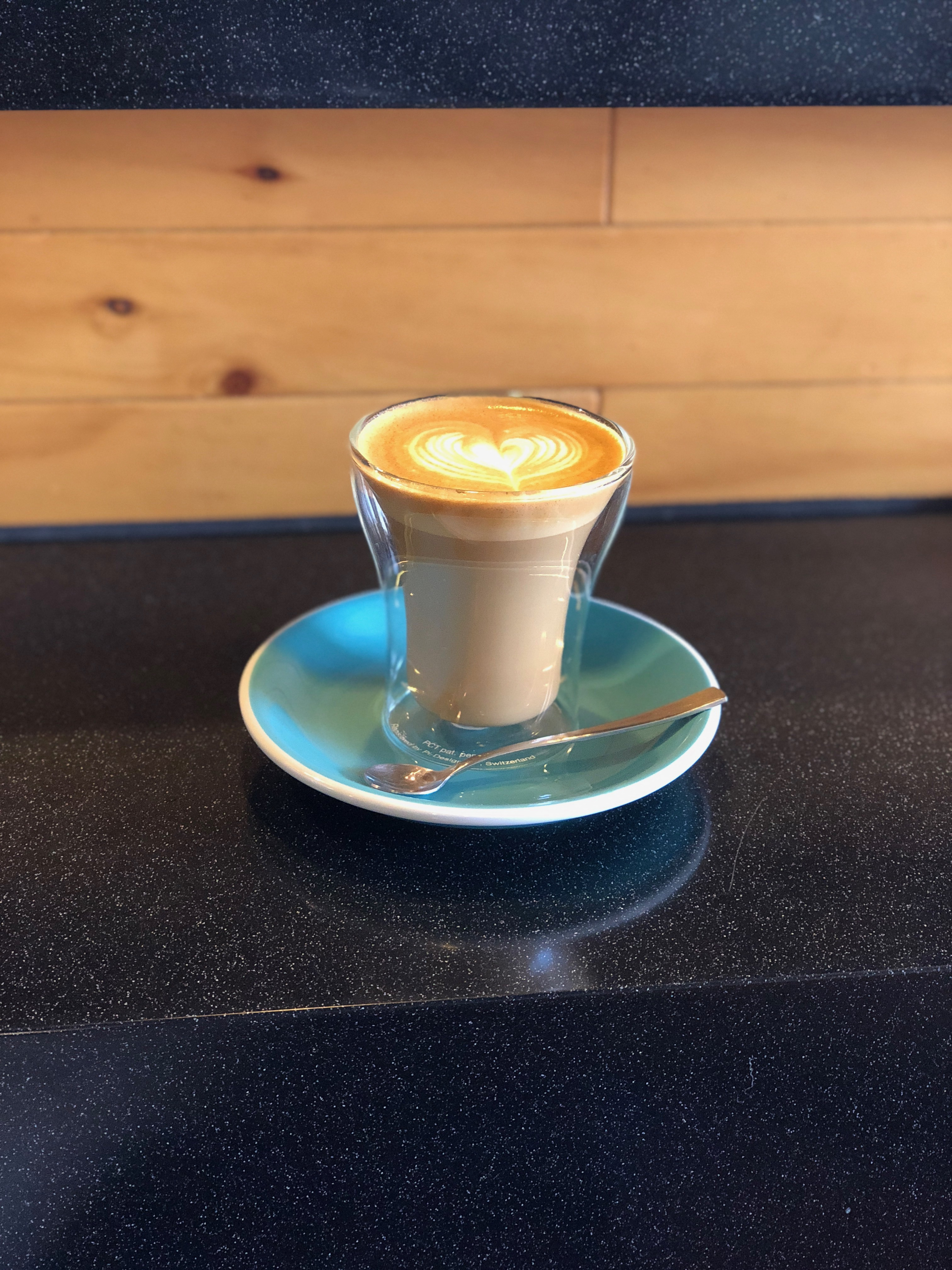
Flat White

Australien hat eine ausgeprägte Kaffeekultur, obwohl die ersten britischen Siedler noch Tee bevorzugten. Erst ab den 1870er Jahren wurde Kaffee in sogenannten Coffee Palaces serviert, von denen sich bis 1888 allein in Melbourne mehr als 50 etablierten. Sie verfügten in der Regel über prächtige Räumlichkeiten mit Säulen, Drapierungen und Dekorationen. Der 1901 erfundene Espresso war erst ab den 1930er Jahren in Melbourne erhältlich, nach dem Eintreffen der ersten Espressomaschine im Land. Das Getränk fristete jedoch vorerst ein Nischendasein, bis nach dem Zweiten Weltkrieg der Zustrom südeuropäischer Einwanderer einsetzte. In den 1950er Jahren entwickelten sich Espressobars zu Orten der geselligen Begegnung für die Migranten, was jedoch seinen Preis hatte – 1951 war Kaffee noch 10 mal so teuer wie Tee.
In den 1960er Jahren kamen Kaffeehäuser zusätzlich als Treffpunkt für Teenager und die Bohème in Mode. Die Gentrifizierung der Vorstädte der australischen Metropolen jedoch gab der Kaffeekultur in den 1980er Jahren den entscheidenden Auftrieb, sodass seit den 1990er Jahren coffee shops zum normalen Erscheinungsbild innerstädtischer Straßen und Einkaufszentren gehören. In den 2000er Jahren entwickelten sich die meist unabhängigen coffee shops zu einer stark wettbewerbsorientierten Szene, was sich mit Blick auf die Kaffeequalität für die Konsumenten positiv auswirkte. Von 2004 bis 2014 verdoppelte sich der Konsum von Kaffee auf fast 3 Milliarden Tassen im Jahr, die in Cafés und Restaurants serviert wurden. Australien ist heute ein Land von „Kaffee-Gourmets“. Der Trend aus den „hippen Straßen“ der Innenstadtviertel verbreitete sich auch in ländliche Bereiche, sodass qualitativ hochwertiger Kaffee landesweit erhältlich ist. Der Restaurantkritiker Pat Nourse zählt australischen Kaffee zu den besten der Welt. Statistisch gesehen trinkt ein durchschnittlicher Australier etwa 9 Tassen Kaffee pro Woche. 2017 gaben Australier pro Kopf im Schnitt knapp 500 A$ im Jahr für Kaffee in coffee shops aus.
Eine Portion Espresso (one shot, a single shot oder solo) mit etwa 30 ml Volumen wird aus etwa 7 g fein gemahlenem Kaffee zubereitet und ist die Grundlage für weitere Kaffeevarianten. Wahlweise sind double shots erhältlich, also eine Zubereitung mit zwei Portionen Espresso. Gäste in Cafés werden bei der Bestellung nach der gewünschten Größe des Getränks (regular or large, klein oder groß) und der bevorzugten Servierweise wie have here or take-away (Verzehr im Lokal oder Mitnehmen im Pappbecher) oder cup or mug (Porzellantasse oder -becher) befragt.
Der beliebteste Kaffee ist der Cappuccino, von dem im gleichen Jahr tagsüber durchschnittlich etwa 100.000 Tassen pro Stunde australienweit verkauft wurden. Der Flat white ist eine australische Erfindung der 1980er Jahre. Ein Trend der jüngeren Zeit ist der kalte Tropfkaffee (cold drip coffee).

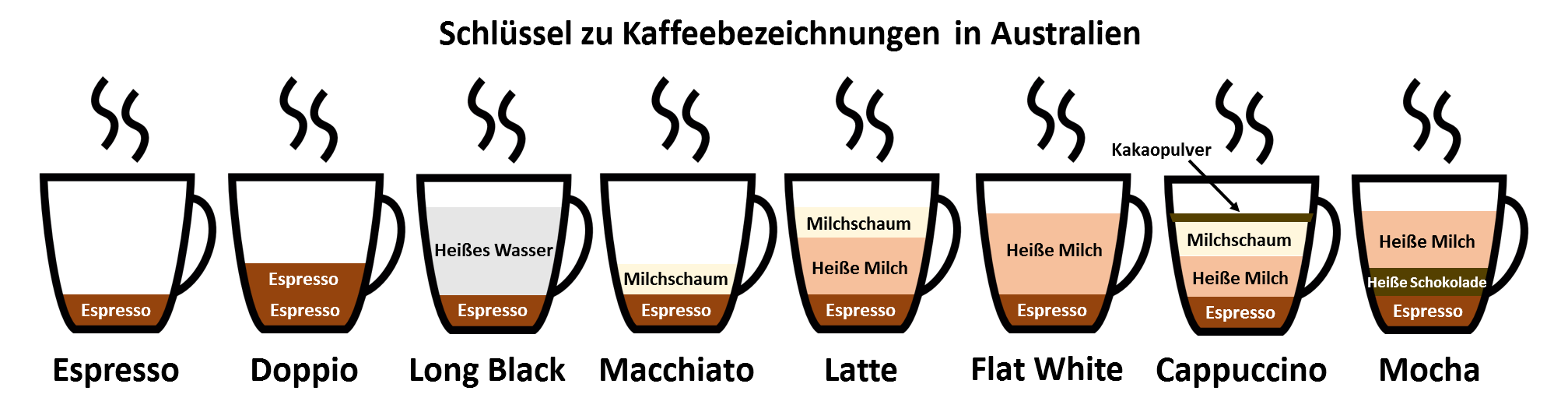